# 阪神甲子園球場
阪神甲子園球場（はんしんこうしえんきゅうじょう）は、兵庫県西宮市甲子園町にある野球場。阪神タイガースの親会社である大手私鉄の阪神電気鉄道（阪神電鉄）が所有・管理・運用している。通称は「甲子園球場」「甲子園」（本項では以下、甲子園球場に統一）。2024年度で100周年を迎えた。

## 概要
1924年8月1日、兵庫県武庫郡鳴尾村（現在の西宮市）に開場した、日本初の大規模野球場である。阪神本線甲子園駅前に位置している。
プロ野球（NPB）の本拠地球場としては現存する最古の球場であるが、1929年の改修以前は球技場や陸上競技場を兼ねた「大運動場」だったため、野球専用設計という点では1926年10月23日開場の明治神宮野球場のほうが古い（現存しない球場を含めると1928年5月27日開場の藤井寺球場のほうが古い）。2024年8月1日には開場100周年を迎える。プロ野球開催時の収容人数は東京ドーム（約43,500人）に次ぐ43,359人だが、スタンドが平屋建て（銀傘下のロイヤルスイートを除く）の球場としては日本国内では最大規模である。
開場以来、全国高等学校野球選手権大会（通称・夏の甲子園）および選抜高等学校野球大会（通称・春の甲子園）という2大高校野球全国大会の試合会場となっており、日本国内では「野球の聖地」と称されている。NPBセントラル・リーグに所属する阪神タイガースの本拠地球場としても知られる他、大学野球の試合でも使用され、関西六大学野球連盟と関西学生野球連盟のリーグ戦の一部試合が当球場にて実施されている。また、2021年からは全国高等学校女子硬式野球選手権大会決勝戦の試合会場としても使用されている。野球以外では、全日本大学アメリカンフットボール選手権大会の決勝戦（通称・甲子園ボウル）が毎年開催されている。
球場の通称である「甲子園」は、先の2大高校野球全国大会の通称となっていることから高校野球そのものを指す代名詞にもなっている他、野球の大会のみならず高校生を参加対象とする全国大会やコンクール、地域別対抗形式のイベントなどが「〇〇甲子園」と名付けられることも多い（「甲子園の名がつく高校生大会一覧」）。なお、『阪神甲子園球場』は1995年に阪神電気鉄道により商標登録されており（第3037323号ほか）、2012年には『甲子園』（野球用途に限る。第5509344号）も同様に商標登録されている。
2008年からは日本の野球場としては珍しいオフィシャルスポンサー制度を採用している。2024年度ではアサヒビール・東芝・ミズノ・三菱電機・山九・ジェイテクトが参加しており、いずれの企業も施設命名権ないし球場設備に関わっている。
試合中は、紙テープ、紙吹雪、ウェーブ、携帯電話ないしペンライトなどによる光を発した応援は常時禁止されている。また周囲が住宅地であるため、周辺環境に配慮して午後10時以降ではトランペット・太鼓を使った鳴り物応援は禁止としている。ただし、タイガース勝利時の『六甲おろし』は午後10時以降でも合唱される。また、ジェット風船の使用も2020年以降は感染症対策として長く禁止していたが、2026年から解禁することになった（ただし風船は専用のハンドポンプで膨らませることが条件）。
ちなみに、メディア上において敷地などの面積を示す際の慣用単位として東京ドームが用いられることが多いが、関西圏ではその代わりに「甲子園球場△個分」という表現が使用されることがある（「東京ドーム (単位)」を参照）。総面積が球場の面積のことを表すとすれば、約38,500m2が一個分となる。

## 沿革

### 建設の経緯
| 球場建設に尽力した阪神電鉄専務・三崎省三。開場年の干支にちなんだ「甲子園」の名付け親でもある。 |  | 設計主任を務めた阪神電鉄・野田誠三。当時入社2年目の技師で、野球場を見たことはなかった。 |
| 球場建設に尽力した阪神電鉄専務・三崎省三。開場年の干支にちなんだ「甲子園」の名付け親でもある。 |  | 設計主任を務めた阪神電鉄・野田誠三。当時入社2年目の技師で、野球場を見たことはなかった。 |

第1回大会、第2回大会を箕面有馬電気軌道（現・阪急電鉄）が所有する大阪府豊能郡豊中村（現・豊中市）の豊中グラウンドで、第3回大会以降は阪神電鉄が所有する兵庫県武庫郡鳴尾村の鳴尾球場（鳴尾競馬場馬場内）で開催していた全国中等学校優勝野球大会であったが、開催を重ねるごとに徐々に注目を集めるようになっていた。鳴尾球場はグラウンドを2面設け、5千 - 6千人の観客を収容する木造移動式スタンドを並べていたが、1923年の第9回大会準決勝の甲陽中（兵庫） - 立命館中（京津）戦において、観客がグラウンドになだれ込み、試合が一時中断する事態となった。

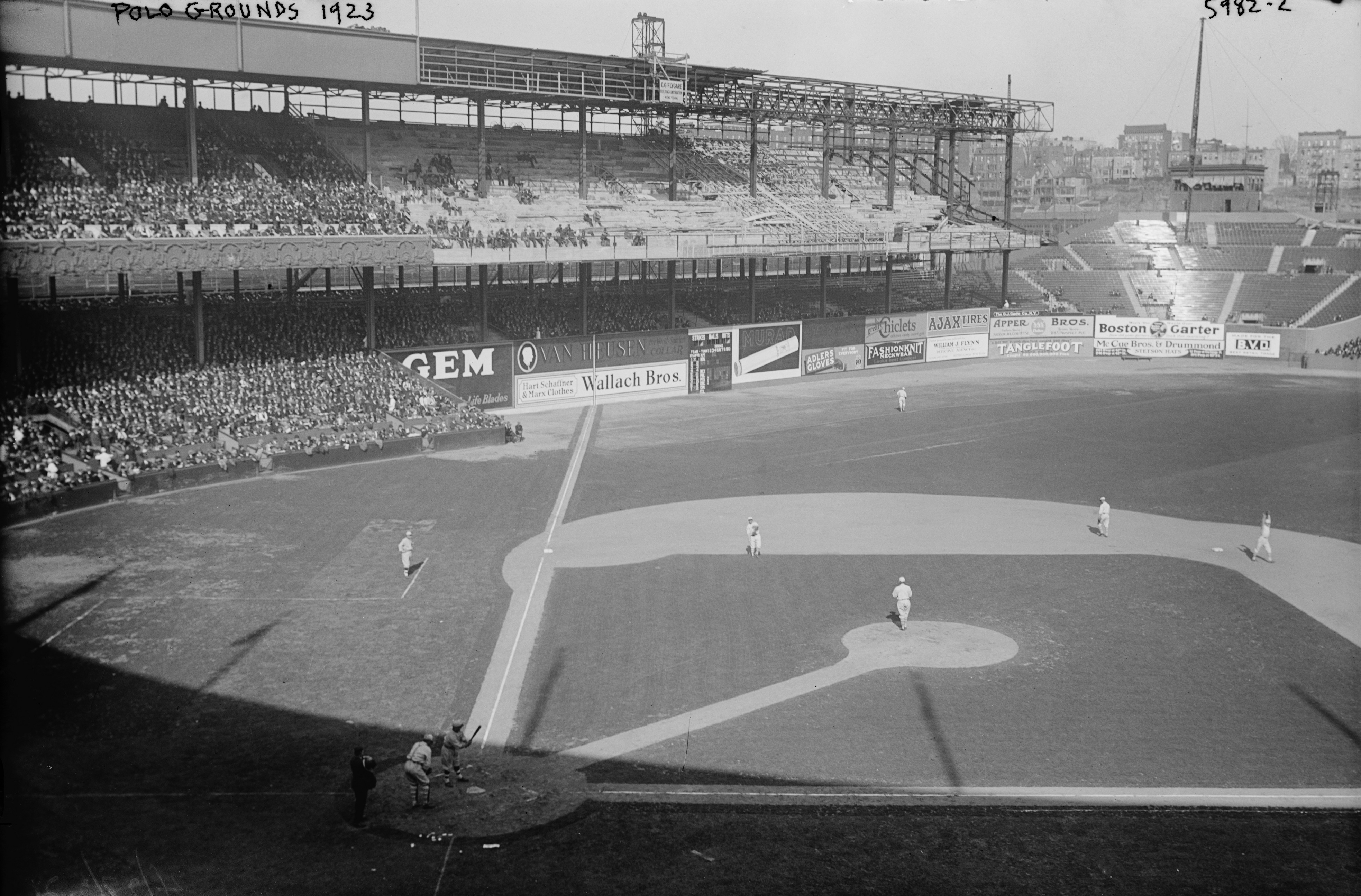
球場設計のモデルになったポロ・グラウンズ（1923年）

この事態を重く見た同大会主催の大阪朝日新聞は、阪神電鉄に対して本格的な野球場建設を提案。電鉄側も同年、武庫川改修工事によって廃川となった枝川・申川跡の開発の一環で運動場の建設計画を進めていたこともあって、双方の利害が一致した。設計に当たっては、当時国内にあった野球場では参考になるものがなく、当時のニューヨーク・ジャイアンツの本拠地であったポロ・グラウンズをモデルに設計されたと言われている。完成するまでの仮名称は「枝川運動場」であったが、完成予定の大正13年（1924年）が十干十二支の最初の組み合わせで縁起の良い甲子年（きのえねとし）だったこともあり、後に「甲子園大運動場（こうしえんだいうんどうじょう、看板表記は阪神電車甲子園大運動場）」と命名。起工式は1924年3月11日に行われ、同年8月1日に竣工式が行われた。
当初は陸上競技場や球技場としても利用されることを念頭に設計されたため、グラウンドは三角形で、ポール際のコーナーが丸みを帯びるという形状で、中堅119ないし120m・両翼110mに対し左右中間が128mもあるという、現在の目から見ても過大といえるサイズとなった。スタンドは「5万人収容」と公称され、内野には高さ14.3m・50段の鉄筋コンクリート製のスタンドや鉄傘が設置された（ただし現在の外野スタンド・アルプススタンドに当たる部分は、土盛りの上に20段の木造スタンドが組まれるのみにとどまった）。その他、水洗トイレ・カレーライス・コーヒーが評判となるなど、時代の先端を行く施設であった。こけら落としは阪神間学童運動会で、同年夏から優勝大会の会場となった。球場の規模に圧倒された大会関係者が「ここが満員になるのは10年はかかるのでは」と心配するほどであったが、開幕4日目で満員を記録した。また、大阪毎日新聞が主催していた日本フットボール優勝大会（ラグビー、サッカーの全国大会、詳細は後述）や選抜中等学校野球大会も翌年から開催されている。

### 周辺の開発と戦火
1929年2月には開場以来土あるいはクローバーなどの草が自生していた外野に天然芝が張られ、同年5月には「甲子園南運動場」が竣工して大運動場から陸上競技場と球技場の機能が分離され、同年7月にはアルプススタンドが増設された。なお、この時期に甲子園大運動場から「甲子園球場」に名称が変更された可能性が高いが、詳細は不明である。また、周辺では、遊園地、動物園、水族館などを内包する「甲子園娯楽場（後の甲子園阪神パーク）」を始め、「甲子園庭球場」「甲子園国際庭球場」などのテニスコート、競技用プールの「甲子園水上競技場」などが設けられた。鳴尾競馬場とゴルフ場（現・鳴尾GCコース）を含めたこの一帯は阪神間モダニズムを代表する一大レジャーゾーンとなった。1931年7月にはアルプススタンドにも鉄傘が設置された。
1934年春のセンバツ開催前に行われた改修工事で、ルール改正に伴うファウルグラウンド縮小を、本塁の位置をバックネット側へ30フィート（約9.14メートル）移動させることで対応した。これにより、中堅は128メートル、左右中間は137メートルに広がったとされる。一方でアルプススタンドの前に6段の観客席を追加したこともあり両翼は95メートルと短くなっっている。同年3月には外野中央に2代目スコアボード（軍艦型）が設置された。同年9月に阪神一帯が室戸台風の直撃を受けた際には住民が「甲子園球場などに避難」と報道されている。同年11月には日米野球第13戦で甲子園球場を訪れたベーブ・ルースが「too large（デカすぎだ）」と漏らしている。
1935年12月には所有者の阪神電鉄によって「大阪野球倶楽部」が創設され、1936年1月に愛称が「大阪タイガース」に決定した（現・阪神タイガース）。同年4月からプロ野球が始まり、同年11月には外野スタンドが増築され公称収容人数は7万人となった。外野スタンド増築の際にフェアグラウンドの形状が変更され現在に近い形になったが、それでも当時の日本の野球場としては広大であり、「小柄で非力」という日本人選手の特性やボールの品質の低さなども相まって本塁打が極端に出にくいことで知られていた。なお、フランチャイズ制度が導入される以前は「ホーム／ビジターゲーム」や「本拠地」などといった概念は希薄であり、1937年5月開場の阪急西宮球場や同年9月開場の後楽園球場とともに各球団が使用していた。
その後、太平洋戦争の激化に伴い、大日本学徒体育振興大会（通称・幻の甲子園）を最後に中等学校野球が、1945年1月の正月大会（非公式大会）を最後にプロ野球がそれぞれ中断、戦中における球場の使用を終えた。球場や周辺施設は軍が接収し、グラウンドのうち内野は芋畑、外野は軍のトラック駐車場、スタンドはバックネットから三塁内野席あたりまでは日本造機工場、一塁側あたりは普通海兵養成所、三塁側アルプスあたりは対潜音響研究所、一塁側アルプスあたりは川西航空機倉庫と陸軍輸送隊、レフトスタンドは興亜ベアリング工場、ライトスタンドは阪神青年学校として利用されることになった。また鉄傘も金属類回収令のために供出を余儀なくされている。周りの施設も川西航空機の工場や鳴尾飛行場などに転用された。1945年8月には空襲を受けている。また機銃掃射による攻撃も幾度か受けており、弾痕が残った鉄扉が2007年に撤去されるまで長らく関係者入り口にあった（戦後の米軍接収時の試し撃ち跡ともいわれている。現在は甲子園歴史館に展示）。

### 戦後
終戦後は鳴尾飛行場とともに米軍に接収されたため、1946年は各公式戦の開催ができず、優勝大会は阪急西宮球場で代替開催され、選抜大会とプロ野球は中止となった。翌1947年にはスタンドの一部とグラウンドの接収が解除されたため、春と夏の中等学校野球、プロ野球が再開され、甲子園ボウルの第1回大会が開催。周りの施設の土地は住宅などに転用されたため、阪神電鉄関連のレジャー施設はプール（現在はテニスコートとクラブハウスになっている）と場所を移した阪神パークのみに縮小された。なお球場全ての接収解除は1954年まで待たなければならなかった。
1947年シーズン途中には、ホームランを増やすためとしてラッキーゾーンが日本で初めて設けられた（当初はプロ使用時のみ）。1948年にはプロ野球においてフランチャイズ制が暫定導入され、大阪タイガースが甲子園球場を専用球場とし、自前の大規模球場を持たない南海ホークスとともに主催試合のほとんどを甲子園球場で行うようになった。南海電鉄は中百舌鳥球場を所有していたが、中百舌鳥の立地条件が悪いため、戦後からこの年までは公式戦を当球場及び阪急西宮球場で開催していた。ただし、南海の使用は暫定的なもので、1950年9月には名目上のフランチャイズであった大阪市内に大阪スタヂアムが完成、それに先立ち1950年のシーズンから甲子園の使用はしなかった。
1950年のセ・パ2リーグ制になってからは阪急西宮球場が阪急ブレーブスの本拠地となったため、パ・リーグの試合はもっぱら西宮球場で行われ、本球場はタイガースを中心にセ・リーグの公式戦のみが行われる状態が続いた（逆に本球場が高校野球などで使用できない時でも、タイガースが西宮球場で公式戦を行うことは1990年までなかった）。2リーグ分裂後に本球場で行われたパ・リーグの主催試合は、2011年の東北楽天ゴールデンイーグルス対オリックス・バファローズ戦が初である（詳細は後述）。ナイター施設の設置は遅れ、タイガースが大阪スタヂアムを借りることもあった。

### 大改修からボールパークエリア構想へ
その後はナイター施設の新設や座席、スコアボードの改修がなされていった。特に1976年からは数年かけて座席の更新が行われている。またグラウンドの大きさの見直しもあり、1991年にはラッキーゾーンを撤去した。このように当時の基準に合わせる改良が幾度も行われたが、最新の球場に比べて施設の老朽化や陳腐化は避けられず、また建物の耐用年数を考慮すると、いつかは建て替え、もしくは全面的な改修をしなければならないことは明白だった。そのため1990年代初頭には阪神電鉄首脳がドーム球場化を念頭において、アメリカの主要ドーム球場を視察して回った。当初は赤字だった阪神パークを閉鎖して、その跡地と周辺地を加えた用地（阪神パークの用地だけでは不足で、周りの用地買収が必要だったため）にドーム球場を建設する計画で進められ、実際に1993年には「（同年秋に開始する）西梅田再開発事業が終了する10年後を目処にドーム球場の建設を始めることを検討している」という報道がされていた。
1995年1月17日に阪神・淡路大震災が発生。それにより甲子園球場でもスタンドの一部に亀裂や崩落が発生したが、基礎部分の検査では問題箇所は見られなかったことから、同年の選抜大会開幕を前に亀裂や崩落箇所のみの補修が行なわれた。住民感情に配慮して同年の選抜大会は中止が検討されたが、予定通り開催された。しかし、この地震の被害やバブルの崩壊の余波などの影響から、阪神電鉄はドーム建設事業計画を見直すこととなり、阪神パーク跡地でのドーム建設計画は正式発表されることなく白紙撤回された（2004年にららぽーとを誘致）。その後改めて球場本体の構造強度の検査結果を踏まえ、工期をシーズンオフ3期に分割し、基礎部分のみを残して大規模改修をすることとなった。2004年7月には「西大阪線延伸事業が一段落する2008年のシーズンオフを目途に着工し、2010年以降の完成を目指す」という構想の概要が報道されたが、正式発表は2005年11月、着工は2007年秋からとなり、2010年春には全体の工事が完了した（詳細は後述）。
その後も断続的に周辺環境の整備は進められ、甲子園駅のリニューアルが完了した2017 - 2020年頃にかけて駅前広場から球場までのアプローチを大幅に整備。旧申川の土手や松の並木など廃川前の名残りはほぼ完全に撤去され、グッズショップなどの商業施設や円形広場、バスターミナルが整備された。さらに、2021年には甲子園筋に面するレフト側球場外周のフェンスの一部を撤去、2022年には球場南側に別館兼商業施設の「甲子園プラス」が開業するなど、「ボールパークエリア構想」の下で球場敷地と周辺環境との一体化が進められている。

## 年表

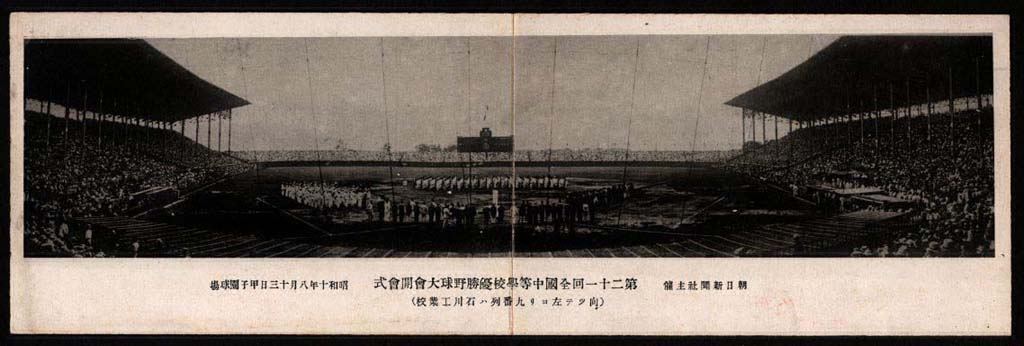
1935年当時の甲子園球場。外野スタンド改築前の姿

- 1924年 - 3月11日、起工。8月1日、完成。8月13日、第10回全国中等学校優勝野球大会開催。12月、蔦が植栽される。
- 1925年 - 3月、初代スコアボードを正式開設。3月31日、第2回全国選抜中等学校野球大会開催。
- 1929年 - 内野スタンド内部改装、貴賓室新設。7月20日、東西スタンドを木造から鉄筋コンクリート50段、高さ14.3mに改築、「アルプススタンド」の通称が付く。
- 1931年 - 7月18日、アルプススタンドにも鉄傘がかけられる。
- 1932年 - 10月1日、一塁側アルプススタンド下に室内運動場、三塁側アルプススタンド下に温水プール完成。
- 1934年 - 3月、ホームベースの移設と内野・アルプスのフェンス形状変更。外野中央に2代目スコアボード完成（通称・軍艦形）。11月24日、日米野球第13戦開催。
- 1935年 - 12月10日、大阪野球倶楽部創設。
- 1936年 - 1月10日、大阪野球倶楽部のチーム名が大阪タイガースに決定。4月19日、現在のプロ野球初の公式戦を開催。9月25日、阪神対巨人戦初開催で沢村栄治がプロ野球史上初のノーヒットノーランを達成。11月11日、外野東西スタンドを木造から鉄筋コンクリートに改築、「ヒマラヤスタンド」の愛称がつく。フェアグラウンドがほぼ現在の形となり、バックスクリーンも設けられた。
- 1937年 - 甲子園プール完成に伴い、三塁側アルプススタンド下の温水プールを閉鎖。
- 1941年 - 7月12日、学徒の全国的移動を禁止する文部次官通達で夏の全国大会中止。
- 1943年 - 8月6日、金属類回収令により大鉄傘が供出される。
- 1945年 - 10月3日、アメリカ軍に接収される。
- 1947年 - 球場の接収が一部解除される。3月30日、選抜大会復活。5月26日、ラッキーゾーンの設置工事が完了。8月13日、夏の全国大会復活。
- 1948年 - 大阪タイガースが甲子園球場を専用球場とする。また南海ホークスも甲子園球場を主に使用した。
- 1949年 - 南海ホークスがシーズン終了をもって利用を停止する。
- 1950年 - 11月、初の日本シリーズ（当時は日本ワールドシリーズ）開催（第3戦のみ）。
- 1951年 - 7月5日、内野ネット裏を中心として大屋根が鉄傘に代わる銀傘として復活。オールスターゲームの記念すべき第1戦開催。
- 1954年 - 3月31日、球場全体の接収が解除。
- 1956年 - 4月25日、ナイター照明設備完成。その年の夏の高校野球でも早速、ナイターとなる試合が発生した。
- 1958年 - スコアボードが完全手書き式に変更。さらにスコア表示と下段を一部改造。
- 1961年 - 大阪タイガースが阪神タイガースと改称。
- 1963年 - 内野側に広告設置。
- 1964年 - 2月14日、球場名を甲子園球場から現在の阪神甲子園球場に変更。室内練習場完成。 3月22日、リリーフカーが初登場（搭乗第1号はジーン・バッキー）
- 1974年 - 看板広告を変更。
- 1976年 - 座席更新開始（以後数年にわたる）。グラウンド改装。公称を中堅120m、両翼91mに変更。
- 1978年 - 三塁側アルプススタンド下の温水プール跡に室内練習場を新設。
- 1979年 - センターバックスクリーンに2面広告装置「トライビジョン」完成（1996年まで）。
- 1980年 - 3月17日、全面改修工事完成。球場基本色をグリーン、イエロー、ブラックに決定。
- 1982年 - 3月2日、銀傘をアルミ合金に葺き替え。天然芝張替え。
- 1983年 - 外野芝生のオーバーシードによる二毛作に成功し、国内初の通年緑化の自然芝となる。
- 1984年 - 3月6日、開場60周年（開場以来の「甲子」の年にあたる）を記念し、スコアボードを3代目のものに更新。
- 1985年 - タイガース創立50年を記念し、甲子園駅から球場へ続く通路に虎の銅像が建立される（2018年2月にミズノスクエアに移設）。

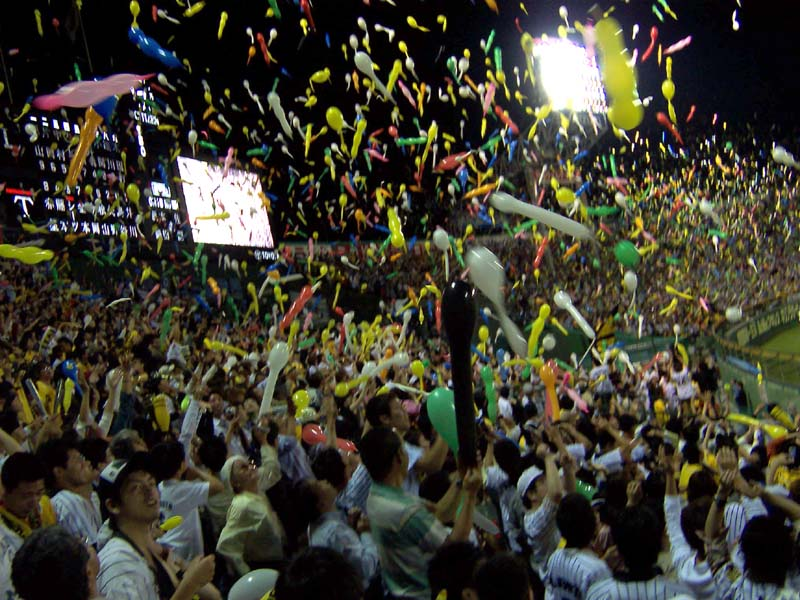
ジェット風船を使用した応援スタイルが定着

- 1991年 - この年からTUBEの夏のライブが恒例化（2015年のライブをもって一旦終了）
- 1992年 - 3月1日、ラッキーゾーン撤去。公称を両翼96mに変更。
- 1993年 - スコアボード右半分をカラービジョンのフリーボードに変更。
- 1994年 - 開場70周年を記念し、開場当時の姿を模したモニュメントがはめ込まれた記念碑が阪神甲子園バス停付近に建立される（2006年10月にお色直しの上、虎の像の側に移設。2018年2月に野球塔周辺に再び移設）。
- 1995年 - 1月17日、兵庫県南部地震（阪神・淡路大震災）発生。スタンドの一部が損壊。
- 1996年 - アニメーション「炎の5回裏」登場。
- 1997年 - 「トライビジョン」を4面広告装置「ペンタビジョン」に変更。
- 2001年　Mr.Children LIVE開催
- 2002年 - 内野席の一部座席間隔を拡大し、収容人員が約53,000人に減少。
- 2003年 - スタンド内を全面禁煙化。
- 2004年 - 新室内練習場が完成。女子トイレ増設とフェンスラバーなどの改良工事実施。「21世紀の大改修」の具体案がまとまる。
- 2005年 - スコアボード右側のフリーボードをLEDに改良。また、バックネット付近のフェンス広告を、電動で回転するものに変更。一塁側球場外周に「タイガースショップアルプス」がオープン。DOCOMOMO JAPAN選定「日本におけるモダン・ムーブメントの建築」に選定。
- 2007年 - 2月、新室内練習場の隣に新クラブハウスが完成。3月4日、阪神甲子園バス停付近へ「ショップアルプス」を移転。
- 2008年 - 3月、第1期リニューアル工事完了。内野スタンドが改修される。
- 2009年 - 3月、第2期リニューアル工事完了。アルプスと外野スタンド、照明塔、銀傘が改修される。公称を中堅118m、両翼95mに変更。
- 2010年 - 3月12日、第3期リニューアル工事完了、リニューアル終了。甲子園歴史館が完成。三塁側外に売店基地棟が完成。球場外周が整備される。
- 2011年 - 3月、スコアボード左側をフリーボードLEDビジョンに、審判名表示部分とプレー記録をLEDに、ボールカウンターをSBOからBSOに変更完了。4月15日 - 17日、1950年の2リーグ分立以降初となるパシフィック・リーグ球団の主催公式戦（楽天対オリックス戦）を開催（後述）。
- 2016年 - 9月、水樹奈々がソロ歌手として初めて当球場でコンサートを開催する。
- 2017年 - 8月、西宮市が甲子園駅前広場の整備計画を公表[36]、同シーズンオフより着工。
- 2018年 - 3月、1・3塁側ともベンチをMLB仕様に改造。赤土が入れられていた外野フェンス際を人工芝化（インフィールドで初の人工芝敷設）。トラックマン導入[37]。
- 2019年 - 3月4日、スコアボードを大幅改修、1面の大型ビジョンに変更[38]。
- 2020年 - 内野の一部の座席を改修、プロ野球開催時のみ収容人員が43,508人となる[39][40]。プロ野球開催時に限り球速測定をトラックマンに変更[37]。駅前広場の整備完了。
- 2021年 - 8月23日、第25回全国高等学校女子硬式野球選手権大会決勝戦を開催（開場以来初の女子野球開催）[6]。
- 2022年 - 3月、球場南側に別館「甲子園プラス」を開業。照明塔のランプをLED化[41]。ウォーニングゾーンを人工芝化して国際基準の4.57mに拡張[42]。11月5日、あいみょんが「AIMYON 弾き語りLIVE 2022 -サーチライト- in 阪神甲子園球場」を開催（初の弾き語りワンマン・ライブ開催）[43]。
- 2023年 - 5月、LED化したナイター設備が「第41回日本照明賞」を受賞[44]。
- 2024年 - 
  - 3月13日、当球場と同じく100周年を迎えるモリサワと共に2代目スコアボードで採用してきたいわゆる「甲子園文字」を「甲子園フォント」としてフォント化すると発表[45]。2025年3月のオープン戦から使用予定。
  - 8月1日、開場100周年。当日はプロ野球公式戦、阪神対巨人を開催。7月30日からの3日間を「KOSHIEN CLASSIC SERIES」と題して各種イベントや記念式典を開催[46]。
  - 9月、「阪神甲子園球場・枝川橋梁」として土木学会選奨土木遺産に認定された[47][48]。

## 球場データ
- 所在地：兵庫県西宮市甲子園町1-82
- 敷地面積：54,203.54m2

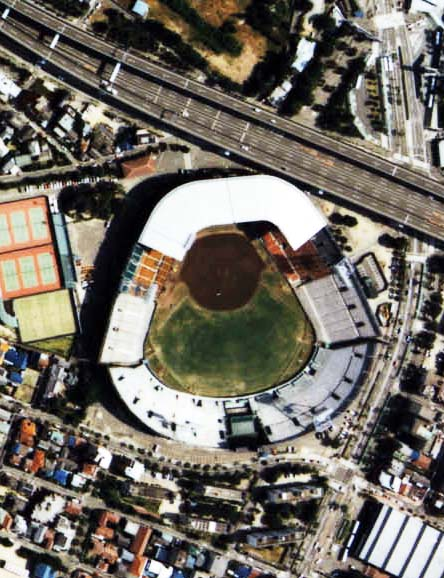
甲子園球場 上空からの撮影（1985年、ラッキーゾーンが確認できる）。

- 総面積：約38,500m2（2007年までの公称値39,600m2）
  - グラウンド面積：約13,000m2（2009年より、2007年まで実測値13,500m2、公称14,700m2）
  - スタンド面積：約22,600m2（2009年より、2007年まで実測値20,800m2、公称24,900m2）
  - その他（スコアボード棟など）：約2,900m2
- 収容人数：47,808席（内野：28,765席、外野：19,043席）（2009年 - 2011年） → 47,757席（内野：28,714席、外野：19,043席）（2012年 - 2013年） → 47,541席（内野：27,498席、外野：19,043席）（2014年 - 2015年） → 47,508人（2016年 - 2019年）[49]（内野：28,465席、外野：19,043席） → 43,508人[40] → ＜プロ野球時＞43,359人[3]／＜高校野球時＞47,359人（2020年 - ） ※車椅子席は総数31席。
- 中堅：118m
- 左右中間：118m
- 両翼：95m
- 内野：土（日本の黒土と中国福建省の白砂を調合）、人工芝（ファウルゾーンの一部）
- 外野：天然芝（ティフトン、ペレニアル・ライグラス）、人工芝（ウォーニングゾーン）
- 照明：銀傘庇部2基、照明塔4基
  - 照明数：LED照明合計756台
  - 照明塔高さ：44m
- 電光掲示板：3基
  - スコアボード：縦13m×横31.6m（全体の大きさ）
  - サブスコアボード：縦2.5m×横28.3m
  - リボンビジョン（甲子園ライナービジョン）：縦1.2m×横249.6m（映像表示部大きさ）
- 工事発注者：阪神電気鉄道
- 設計・施工：大林組（※リニューアル工事も担当）

## 球場設備
バックネット裏から内野席にかかる「銀傘（ぎんさん）」と呼ばれる大屋根や時計台型のスコアボード、外壁全体を覆う蔦など、日本最古の球場ならではの特徴が数多くあり、いずれも球場の象徴となっている（それぞれ詳細は後述）。

### スタンド
一層式にもかかわらず収容人員42,000人以上と、非常にスケールが大きい。内野スタンドの規模はそれほどではないが、外野スタンドは他球場の倍程度の規模で全収容人員の4割程度を占めている（一般的なプロ野球球団の本拠地は2 - 3割の球場が多い）。時に阪神タイガースの新外国人選手が開幕前に球場を訪れた際、フィールドに足を踏み入れて「非常に大きな球場だ」と驚く様子が関西のスポーツ新聞で報じられることがある。
座席などの内装は緑色系統で統一されている（2009年のリニューアル完了後。ただし座席により濃淡の差はある）が、スタンドは内野、アルプス、外野とそれぞれに分かれた構造となっており、リニューアル後もその構造を引き継いでいる。このうち内野スタンドとアルプススタンドにおいては2階と3階がスタンド内の通路で繋がっており、現在では内野席のチケットを保有していれば通路内に限り1塁側アルプススタンドから3塁側アルプススタンドまで自由に移動ができる（そのため、通路から座席に向かう際には、各ゲートに配置されている係員がその都度チケットを確認する方式を採っている）。それぞれのスタンド間にはグラウンドから球場外まで通じる通路があり、リリーフカーの出入りや観客の退場路などに使用されている。
「アルプススタンド」は元々は通称であったが、現在は正式名称として使われている。この通称は、スタンド拡張直後の夏の中学野球の折、白いシャツを着た観客で超満員となった球場内の光景を、当時の人気風刺漫画家の岡本一平が「ソノスタンドハマタ素敵ニ高ク見エル、アルプススタンドダ、上ノ方ニハ万年雪ガアリサウダ」の一文を添えた風刺漫画で表現したことに由来する。このアルプススタンドの部分が内野スタンドと分かれていて、かつ座席が背もたれなしの長椅子形式となっているのはプロ野球球団の本拠地球場の中では唯一、甲子園球場のみである。また、外野スタンドは拡張後に朝日新聞紙上で「ヒマラヤスタンド」と名付けられたが、あまり普及しなかった。
開場したころはグラウンドの内野に面した部分のみが鉄筋コンクリート製（50段、高さ14.3m）であり、現在のアルプススタンド・外野スタンドの位置には土盛りの上に20段の木造スタンドがあった。その後、1929年にアルプススタンドが、1936年に外野スタンドが内野スタンド並みに改築されている。また、それと同時期に、ファウルグラウンドの規則改正に従うため内野スタンドとアルプススタンドを全体的にグラウンド側へ増築したため、内野スタンドとアルプススタンドは最前列がグラウンドレベルになっており、戦前にはすでに現在のフィールドシートのような形態となっていた。通常グラウンドレベルにある本塁後方のアナウンス室などは半地下となっている。

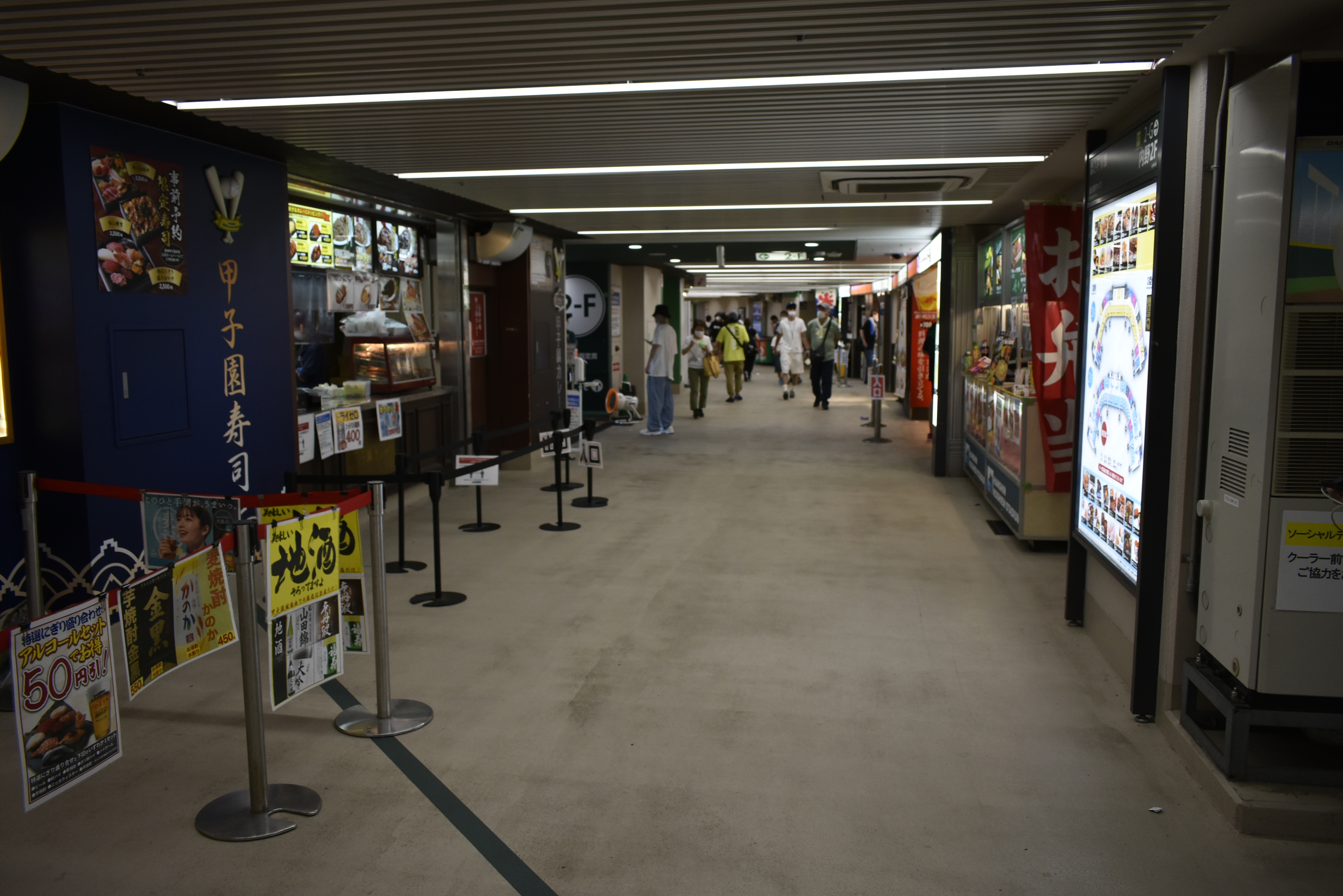
内野スタンド内のコンコース（2022年8月）

2007年からの改修後は選手などの関係者向け施設は内野スタンドとアルプススタンドの1階及びクラブハウスに集中している。以前はアルプススタンドの1階の他、内野スタンドの2階部分、外野スタンドの1、2階部分を関係者エリアとしていたが、スタンドの観客向けの施設を増やすために各所に移動している。三宅秀史によると、三宅が阪神タイガースに入団した1950年代頃は一塁側内野スタンドの下に二軍選手の合宿所があった。佐々木信也も自身が湘南高校時代に出場した第31回全国高等学校野球選手権大会で、当初の宿舎があまりに酷かったため途中から球場スタンド下の二軍選手用合宿所に宿舎を変更してもらったと語っている。なお、選手の宿泊施設は後に専用の合宿所「虎風荘」が球場向かいの甲子園七番町に建てられ永らく使用された後、阪神鳴尾浜球場完成とともに同敷地内に移転している。
放送席や記者席はバックネット裏にある。リニューアル前は中段にあり記者席の後ろにも観客席があったが、リニューアル後は最上段に寄せられている。記者席・ラジオブース（上段）の入り口は別の所にあり仕切りもあるため隔離されているが、テレビ放送席（中段）は特に仕切りがない場所に仮設される。プロ野球の本拠地球場としては珍しく放送席、記者席はともに開放型のため空調はなく、時に激しい雨が降ると特にテレビ放送席では風向きによっては雨粒が入り込んで濡れることもある。プロ野球中継では中継ブースを映す際のみ周囲の観客が映りこまないようブラインドなどで仮設の目隠しを設置する。高校野球中継ではNHK大阪放送局、MBSテレビ（選抜）、朝日放送テレビ（ABC、選手権）のそれぞれの放送席に大会公式ポスターが数枚（ABCの場合は大会スローガンが大書きされたものも）貼り付けられたパネルセットが仮設される。
プロ野球公式戦開催日に限り、バックスクリーン手前にあるビアガーデン「ココナッツガーデン」内にホームランボールが直接着弾すれば、レシート持参で試合当日の営業開始時から着弾時までの飲食代が全額返金になるサービスが実施されている（打者は阪神タイガースに限らず、ビジターチームの選手も対象。ただし、着弾以降の飲食代は対象外）。ただ、ここまで飛ばすには約150mの飛距離が必要なためこれまでのところ着弾はなく実施されたことはないが、このサービスは2020年現在でも継続して実施されている。

#### 座席区分

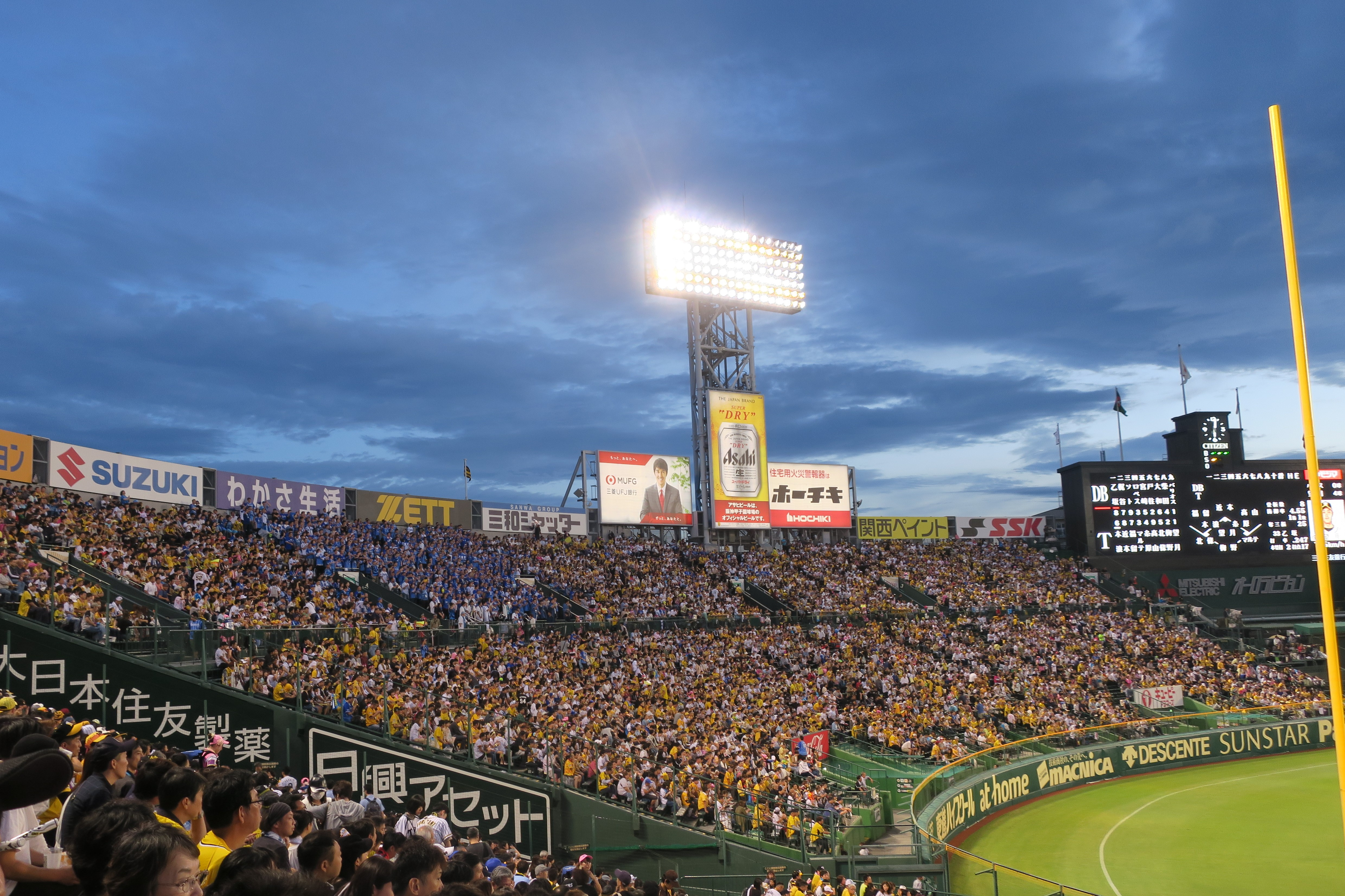
レフト外野席。スタンド上部2ブロックがビジター応援席となっている（2019年9月22日、阪神対DeNA戦）

内野席

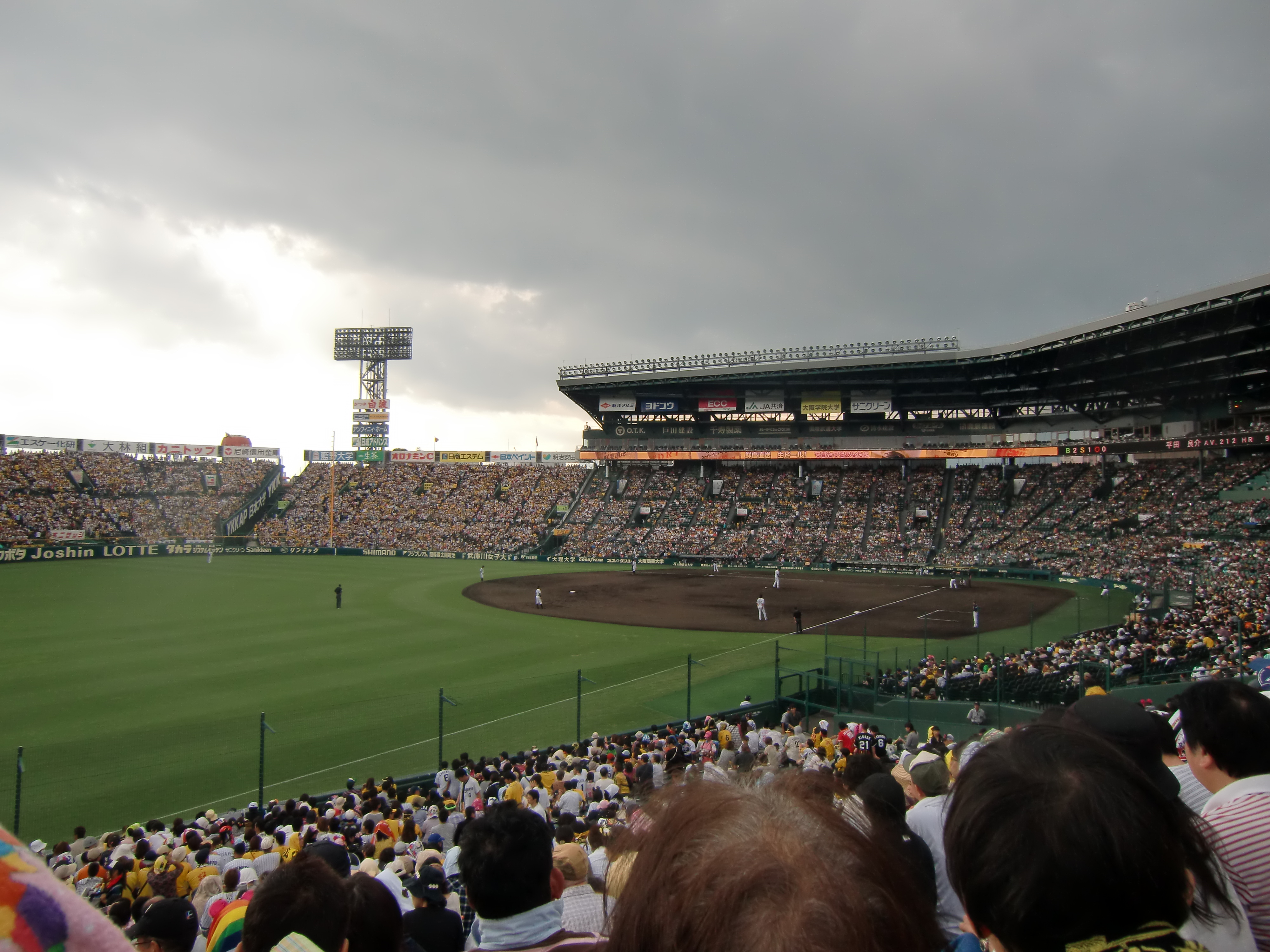
3塁側アルプス席から球場を望む（2012年9月23日、阪神対中日戦）

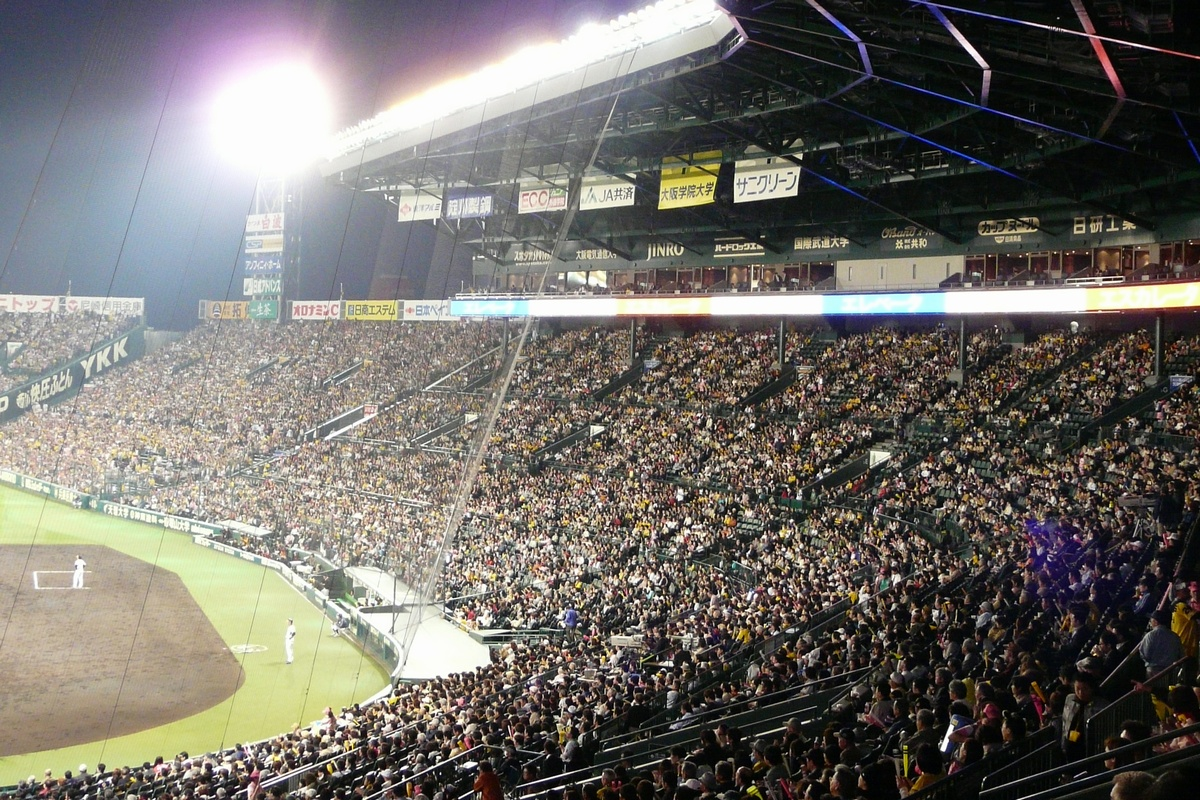
2009年改修後の1塁側内野席（アイビーシート）

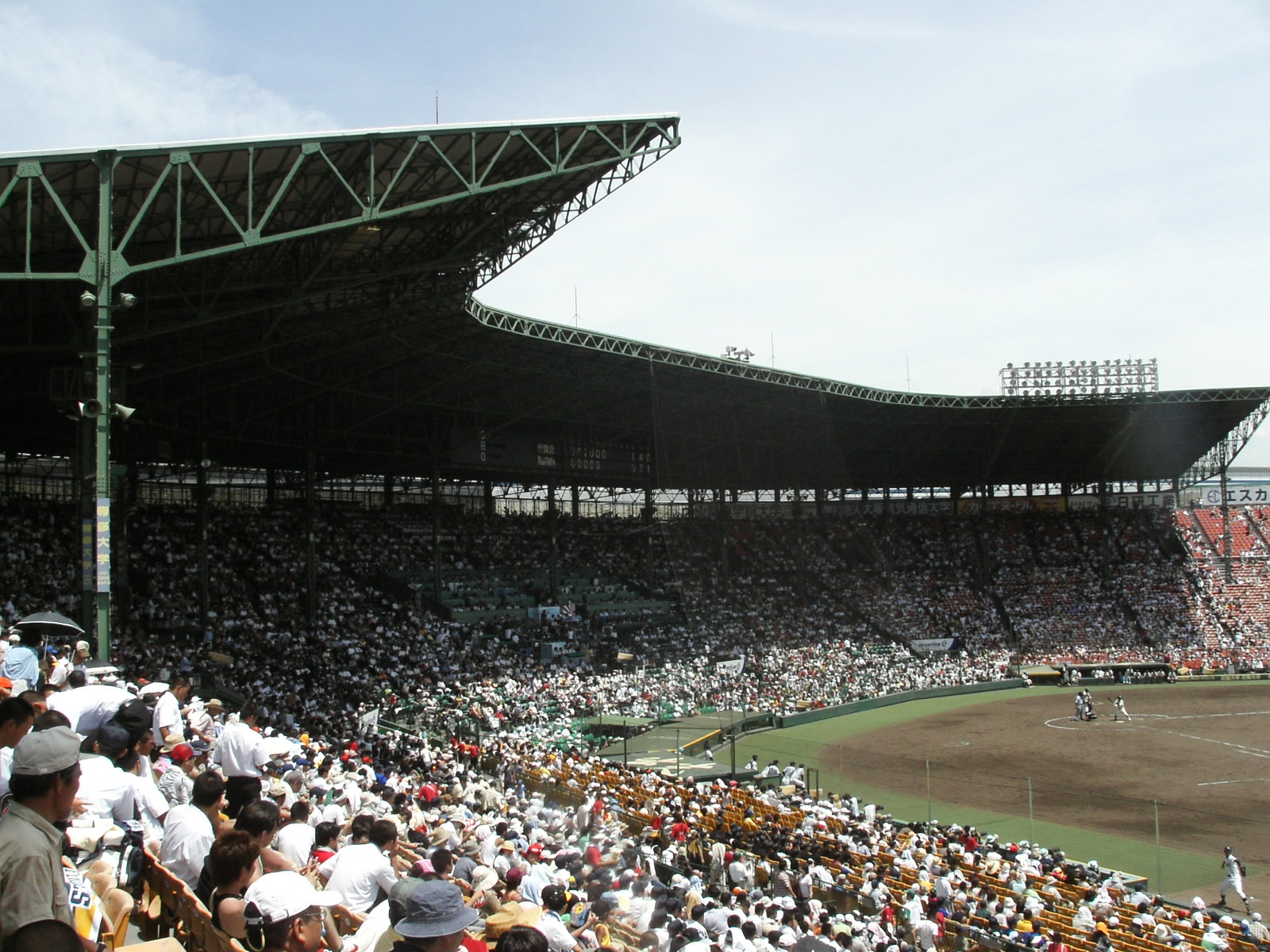
改修前の銀傘と内野席（2007年）

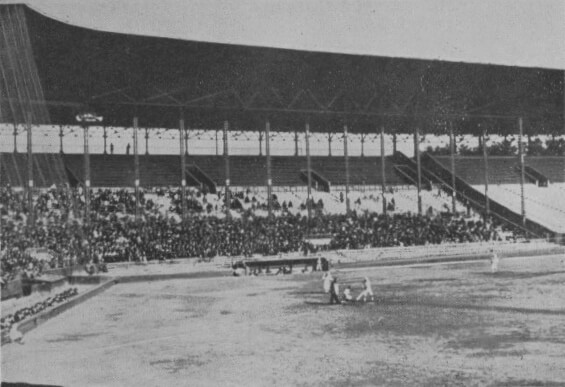
戦前の大鉄傘と内野席（1943年以前）

- 「グリーンシート」（バックネット裏、5,134席）
  - 「TOSHIBAシート」（グリーンシート下部、968席）
- 「アイビーシート」（1塁側、3,740席 ※2015年まで）
- 「ブリーズシート」（3塁側、3,683席 ※2015年まで）
  - 「SMBCシート」（アイビーシート・ブリーズシート下部、1塁側1,125席、3塁側1,143席）
- 「アルプス席」（1塁側：6,276席、3塁側：6,169席）

備考
「グリーンシート」「アイビーシート」「ブリーズシート」は銀傘下にあるため、中・上段の位置であれば雨天時でもほぼ傘を差さずに観戦が可能である。「ブリーズシート」は2013年まで「アイビーシート（3塁側）」であったが、2014年より新たに独立した名称が与えられた。なお、「アイビーシート」のアイビーとは蔦を、「ブリーズシート」のブリーズとは浜風を、それぞれ意味している。
フィールドシートである「TOSHIBAシート」と「SMBCシート」の名称はネーミングライツによるものである。2008年からネーミングライツが設定されており、「SMBCシート」は当初「みずほ銀行シート」で2008年からの5か年契約（高校野球開催時を除く）であった。「SMBCシート」となった2013年からの契約内容は非公表である。なお他の多くの球場とは異なり、フィールドシートには防球用の金網があり、さらに後列との往来は制限されていない。また、甲子園球場では、スタンドの段数表記は「1段、2段…」と数字表記であるが、2012年シーズンから座席間違いを防ぐため、フィールドシートのみ「A段、B段…」というアルファベット表記に変更された。
「アルプス席」という名称は2001年まで高校野球開催時のみ使用されていたが、プロ野球でも「アルプス席下さい」という人が後を絶たなかったため、2002年以降はプロ野球公式戦でも「アルプス席」という名称を用いている。2001年以前は、読売ジャイアンツ戦およびオールスター戦・日本シリーズなどの特別試合では「内野B指定席」と、巨人戦以外のプロ野球公式戦では「内野自由席」と、それぞれ呼ばれていた。なお、アルプス席はオープン戦では原則開放されていない（少なくとも1970年代まではプロ野球の公式戦でも特に多くの観客が見込める巨人戦、優勝に関係する試合など例外的な開放がある時以外は解放されなかった試合がある）。
プロ野球ウエスタン・リーグ公式戦の開催日においては、基本的にバックネット裏のグリーンシートとTOSHIBAシートのみ開放される（観客が多い場合は、更にアイビーシートなどが開放されることもある）。全席自由席で、2017年時点では入場料は大人1,000円（タイガースファンクラブ会員は500円）。
改築前の座席区分は、フィールドシート部分が「ボックスシート」、アイビーシート部分が「イエローシート」、ブリーズシート部分が「オレンジシート」であり、グリーンシート部分は今より狭いものであった。また席の色は緑・黄・オレンジとそれぞれ名称別に塗りわけられていた。2001年シーズンまではアルプスを除いた内野席上段部全体を「内野A指定席」と設定し、緑色のシートが設置されていた。ただ、オレンジシートのメンテナンスはイエローシートほど行き届いておらず、色が褪せたり傷んでいる椅子もいくつか見受けられた。
プロ野球開催時のアルプス席は、高校野球開催時（旧来）の3人分のスペースを2人分として使用しているため、高校野球開催時より4,000人分定員が減少する。高校野球開催時は旧来の座席を使用しているため、夏季は阪神タイガースが長期遠征に出た直後に座席を取り換え、高校野球開催時仕様となる。逆に、高校野球が閉幕すると、再び座席はプロ野球開催時仕様へと復元される。2024年7月30日から8月1日まで開催された、阪神対巨人3連戦においては、この3連戦開催直前にアルプス席を高校野球開催時仕様へと変更したため、プロ野球開催ながら4万7千人もの観客を収容した。
内野ボックス・グループ席
- 「ロイヤルスイート」（銀傘真下。33室と貴賓室1室、348席）
- 「三ツ矢サイダーボックス」（内野席上段、1塁側：4人用6組と5人用5組の49席、3塁側：4人用6組＋5人用11組の79席。掘りごたつ式）
- 「セブン-イレブン ファミリーシート」（1塁側アルプス席下段、家族・グループ用の4組1セットのチケット席）
- 「セブン-イレブン エキサイトシート」（1塁側アルプス最前列、家族・グループ用の4組1セットのチケット席）
- 「セブン-イレブン ツイン・トリプルシート」（ブリーズシートの一部、ツイン20シート＋トリプル10シートの計70席）
- 「Ponta デッキシート」（アルプス上段、1ボックス最大16名の計64席）
- 「SMBC リラックスシート」（SMBCシートの一部、2人掛け7シート＋4人掛け4シートの計42席）
- 「パノラマボックス」（グリーンシート上段、10ボックス計20席）
- 「Sポイントボックス」（アイビーシート上段、5 - 6名収容、床が全面クッション仕様）
- 「ブリーズペアシート」（ブリーズシート上段、2名掛けシート）
- 「アルプスウイングビューボックス」（1・3塁側アルプス席 4人掛けボックスシート6シート=1・3塁側それぞれ3シート 24人収容）[58]

備考
リニューアル後に設けられた「ロイヤルスイート」は、年間契約による法人契約のみで、1室平均1,000万円。室外には観戦用オープン座席が、室内には大型モニターやビアサーバーなどが、それぞれ設けられている。なお、食事が提供されるため、このロイヤルスイートのみ飲食物は持ち込み禁止とされている。総合案内所横の9号門がロイヤルスイート専用ゲートとなっており、入場したあとこのゲートの横にある専用エレベーターでフロアに上がることになっている。使用はプロ野球開催時に限られているが、過去には朝日放送テレビが夏の甲子園大会期間中に自社が契約している一室を特設スタジオとして使用したこともあったほか、朝日放送ラジオが聴取率調査期間中のプレゼント企画として対象試合1試合につき1グループを招待したこともあった。
貴賓室は皇族などのVIP来賓客向けに設けられたものであり、滅多に使用されることはないが、例外的に新庄剛志が2024年の夏の高校野球大会で母校の試合の観戦時に使用したほか、同年12月8日には藤井聡太と羽生善治による将棋の記念対局が行われ、120手で羽生が勝利。
「三ツ矢サイダーボックス」は、個人客向けに販売される。利用者には三ツ矢サイダーやバヤリースなどアサヒ飲料商品が贈呈される。
2013年に新設された「セブン-イレブン ファミリーシート」「セブン-イレブン エキサイトシート」は、セブン-イレブンと提携しているチケットぴあのみでチケット販売される（サークルKサンクスを除く）。
2014年に「セブン-イレブン ツイン・トリプルシート」「Ponta デッキシート（命名スポンサーはローソン）」「SMBC リラックスシート」「パノラマボックス」を追加したことに伴い、座席数は47,757席から47,541席に変更となった。
2016年からは、「Sポイントボックス（阪急阪神ポイントによる命名）」と「ブリーズペアシート」を新設したことで、定員が33名減少して47,508席となった。
2023年度は、アルプス席と、下記の外野席のボックス席新設に伴い、収容人員は従来より66人減り47400人（プロ野球の場合は一部運用が異なるため、実際には43000人程度）の収容に縮小される。
外野席
外野席は、バックスクリーンを隔ててライトスタンド側「ライト外野席」（9,595席）とレフトスタンド側「レフト外野席」（9,448席）に二分されている。
2022年より、ライト外野席エリアにラウンジが新設され、NTTドコモが同ラウンジのネーミングライツを取得し「docomo LOUNGE KOSHIEN」と命名された。
プロ野球（タイガース戦）開催時に限り、2006年よりレフトスタンドの一部に「ビジター応援席」を設けている。ここに指定されたエリアにおいては、タイガースを含む試合当日のビジターチーム以外のチームの応援行為やグッズ持ち込み等は禁止されている。なお、対戦チームによって来場するビジターチームのファンの数に大きな隔たりがあるため、その対象エリアはレフトスタンド最上段の一角を基準に流動的となっている。前年度ないし前々年度の公式戦での観客実績を基に次年度の対象エリアが決められる（このうち広島、巨人、ロッテ、ソフトバンクあたりが、例年対象エリアを大きく取るチームである）。詳細は当該項目を参照。
一方、規則こそ設けられていなかったものの、プロ野球開催時にはタイガースファン専用の応援席であることが暗黙の了解となっていたライトスタンドであったが、前年に発生したトラブルを受けて、2022年より正式に全席が「阪神タイガース専用応援席」となり、タイガース以外の応援行為やグッズなどの使用が禁止となった。
外野ボックス席
- 「レフトスカイビューボックス／レフトスカイビューカウンター」（4-6人掛けのファミリーボックス席 3ボックス合計16人収容=うちボックス席2ボックス・6人、カウンター席1ボックス・4人）[58]

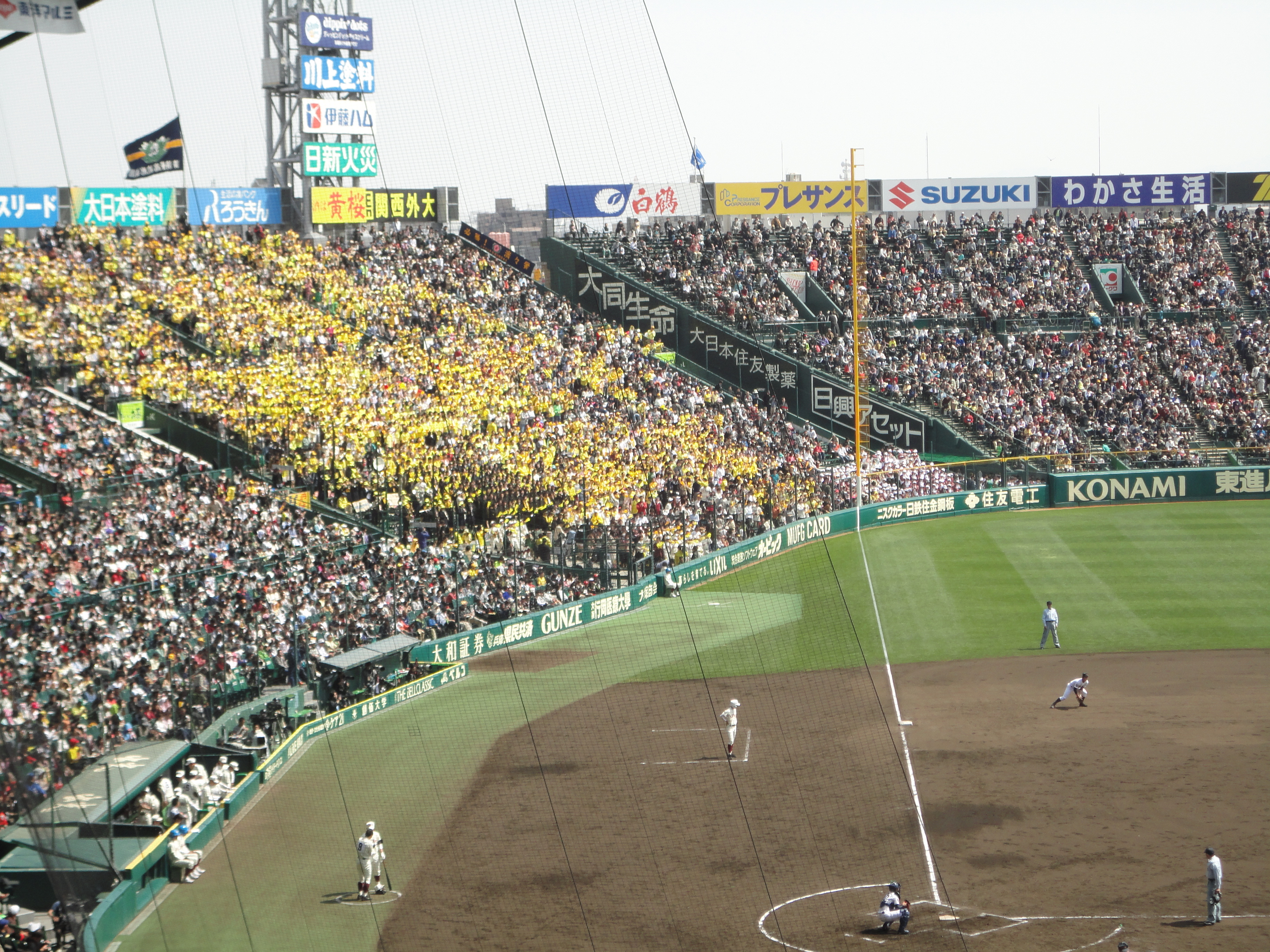
高校野球開催時の3塁側スタンド。アルプス席は学校関係者で埋め尽くされる（2013年3月）

高校野球開催時、その他
高校野球においては、第100回全国高等学校野球選手権記念大会（2018年）より初めて前売り指定席が導入された。現在では春の選抜高等学校野球大会、夏の全国高校野球選手権大会ともに、バックネット裏の118席（テレビ中継で常時映る最前列エリア）を除いて全席前売り指定席とされている。
かつては、プロ野球公式戦におけるグリーンシートとTOSHIBAシートが「中央特別自由席」（春の選抜大会）または「中央特別指定席」（夏の選手権大会。2018年より導入、コンビニに設置の端末などで前売り発売）、アイビーシート・ブリーズシートとSMBCシートが「1塁特別自由席」または「3塁特別自由席」とされた。外野席は、かつては無料開放されていた（そのため満員時は入場制限が掛けられていた）が、選手権大会では2018年の大会より、選抜大会では2021年の大会より、それぞれ有料化された。
アルプススタンドにおいては、「アルプス席」の名称はそのままであるが、出場校の関係者にのみ販売され、一般客には販売しない。また、他のスタンドでは原則として入れ替えは行わないが、アルプススタンドのみ入れ替えが行われる。高校野球開催時は出場校の応援団やブラスバンドなどが陣取りやすいように最前部などで一部の座席が撤去されており、プロ野球開催時と高校野球開催時とでは座席配置・座席数が異なっている。高校野球仕様への変更のため、高校野球開幕の数日ほど前からプロ野球公式戦の開催は中断され、高校野球閉幕後に再び座席が設営されてプロ野球仕様に復元されたのち、プロ野球公式戦が再開される。
なお、野球以外の催し物では、スタンド部分の座席区分はプロ野球と同じになる場合がある。

#### 銀傘
開場から1943年の鉄材供出で撤去されるまでは鉄製だったことから「鉄傘（てっさん）」と呼ばれた。開場当初から内野席を覆っていたが、アルプススタンドが設置されるのは1929年、アルプススタンドまで鉄傘が拡張されるのは1931年である。拡張後は「大鉄傘（だいてっさん）」とも呼ばれたが、「大鉄傘」は1928年の開場当初から甲子園で言うところのアルプススタンドを含む両翼ポール際まで鉄傘に覆われた内野席を備えていた藤井寺球場のほうが先である。
鉄材供出後の約7年間は青天井の状態が続いたが、1951年にジュラルミン製の「銀傘」として復活した（この当時の銀傘は川崎重工業製）。ただし、開場当初より小さいもので、ネット裏及び一・三塁内野席の半ばほどしか覆われなかった。1982年にはアルミニウム合金製に葺き替えられた（柱はそのまま）。
2009年には、大改修に際して4代目のガルバリウム鋼板製のものに架け替えられた（商品名：淀川製鋼ヨドルーフ180ハゼ）。アルプス席を除いた内野席全体を覆う、開設当初と同じ大きさとなった。銀傘の下には個別の観覧席であるロイヤルスイートが、その壁面下部にリボン状LEDボード「甲子園ライナービジョン」が設置された。なお、2代目の銀傘からは中央に外野席向けのサブスコアボードが設けられている。
2010年には屋根上に太陽電池パネルを設置し、同年3月1日より稼動を開始した。パネルは本田技研工業の子会社・ホンダソルテック製で推定発電量は年間193,000 kW/h、またこれによって年間133トンの二酸化炭素排出を抑制できる。
2023年7月、球場開場100周年記念事業の一環で、銀傘をアルプス席まで拡張し「大鉄傘」時代と同規模の大屋根へ改築する構想を発表した。真夏の暑さ対策に加え、「再びアルプスまで覆い、平和の象徴として本来の姿に完全復活する」ことを目指すとされている。関西万博や、野球シーズンなどのイベントにも配慮し、2024年度オフシーズンに基礎工事に着手、以後は全体を4つのパートに分けてオフシーズンを利用して工事を行い、2028年シーズン開幕時の完成を目指す。また同時進行でロイヤルスイートの増設も検討している。
銀傘を支えるための柱は客席内に立てられており、後ろの客席（約10段ほど）からは柱が邪魔になるため観戦しにくくなっている。なお、代を重ねるごとに下段側の柱は上方に移っている。
銀傘の屋根下中央部に、高校野球での試合開始終了などを知らせるモーターサイレンを設置している。このモーターサイレンは、阪国電機製のAWN型。
銀傘の中央部には、野球中継で使用するためにテレビ各局が共同でハイビジョン対応のリモコンカメラを設置している。このカメラは2台設置されているため、地上波の並列中継（高校野球ではNHKと民放、プロ野球では在阪局とサンテレビ）があってもそれぞれ1台ずつ使用できる。
銀傘の上に上がったボールは、そのまま雨樋を通ってロイヤルスイートの屋根の上に落ちるようになっている。

### フィールド
内野は黒土、外野は天然芝で、フェンス際は全て人工芝となっている。ファウルゾーン側の人工芝はショートパイルで、フェンス際のウォーニングゾーンはミズノ製ロングパイルが張られている。阪神電鉄子会社の阪神園芸がグラウンド整備を担当。
現在のサイズは中堅118m、両翼95m,、グラウンド面積約13,000m2と公称され、左右中間は118mと公表されている。
開場以来、グラウンドの広さは度々変更されている。ファウルゾーンの広さの規則改正（1931年、90ftから現行の60ftへ）により、1934年3月にはホームベースをバックネット側へ30ft（≒9.1m）移設し、アルプススタンドのグラウンド側への増設に伴い両翼の数値こそ短くなったが、中堅は420ft（≒128.0m）、左右中間は448ft（≒136.6m）とさらに広くなった。1936年11月の外野スタンド増築によって現在に近い数値となった。1950年代の写真では中堅・左中間・右中間の3ヶ所に「390 ft（≒118.9m）」の表示が確認できる。1947年にはラッキーゾーンを設置（当初はプロ野球開催時のみの措置だったが、1949年夏から高校野球開催時も使用）。設置中には幾度か位置が変えられており、1976年に内野スタンドの改造に合わせてホームベースを移設し、中堅120m、両翼91mと公称するようになった際には、ラッキーゾーンを従来より前にせり出す改修もおこなわれている。
ラッキーゾーンは1991年オフに撤去（一部は甲子園歴史館と甲子園球場に近い兵庫県立西宮今津高等学校の中庭に保存されている）。それ以降、2007年オフからの改修までは中堅120m、両翼96m、グラウンド面積14,700m2（この数値はNPB球団の本拠地では最大であった）と公称され、左右中間は119mあるといわれていた。しかし、それまで行ってきたフィールド改修に伴う不動産登記の合筆が行われていなかったために法務局にすら正しい図面が存在しない、ラッキーゾーン撤去に際して行われた測量の記録も全く残されていないなど、それらの数値を証明するものがなかったため、この公称サイズには長年疑問が呈されていた（野球場研究家の沢柳政義は、著書『最新野球場大事典』（大空社、1999年）で、中堅118.1m、両翼94.7m、左右中間117.9mとする数値を発表していた）。結局、大改修に伴う実測により2008年にグラウンド面積の数値が、2009年に中堅、両翼の数値が現在のものに改められることとなった。すでにグラウンドは改修によってやや狭くなっていたが、過去にさかのぼって13,500m2だったと訂正された。しかし、坂井信也（当時タイガースオーナー）は、それでもフェアグラウンド面積が日本プロ野球球団の本拠地中で最大と主張していた。
「ソフトボールのフィールドのように本塁を中心とした円弧を描き、ファウルポールの近くで急角度に絞り込まれる」という外野フェンスの形状は国内の他球場には見られない特異なもので、左右中間から両翼寄りにかけての部分に関しては国内では最も深い造りとなっているため（改装前の甲子園球場の公称値通りに作られた広島県立びんご運動公園野球場（尾道・しまなみ球場）を除く）、これを根拠として「広い球場」とも称される。
ファウルグラウンドはかつての公称値からしばしば広大であると言われていたが、実際のところは千葉マリンスタジアムや札幌ドームに及ばないものであり、さらに2007年オフからの改修で塁線及びベースから60ft（約18.3m）という規定に近いところまで削られている。
2014年11月11日に行われた「日米野球シリーズ・日本プロ野球80周年記念試合 阪神・巨人連合軍対アメリカ大リーグ選抜」の親善試合では、マウンド・ホーム付近を赤土ブレンドに変更しダートサークルを設置、ウォーニングゾーンを褐色に着色するなどの措置が取られた。

#### 内野

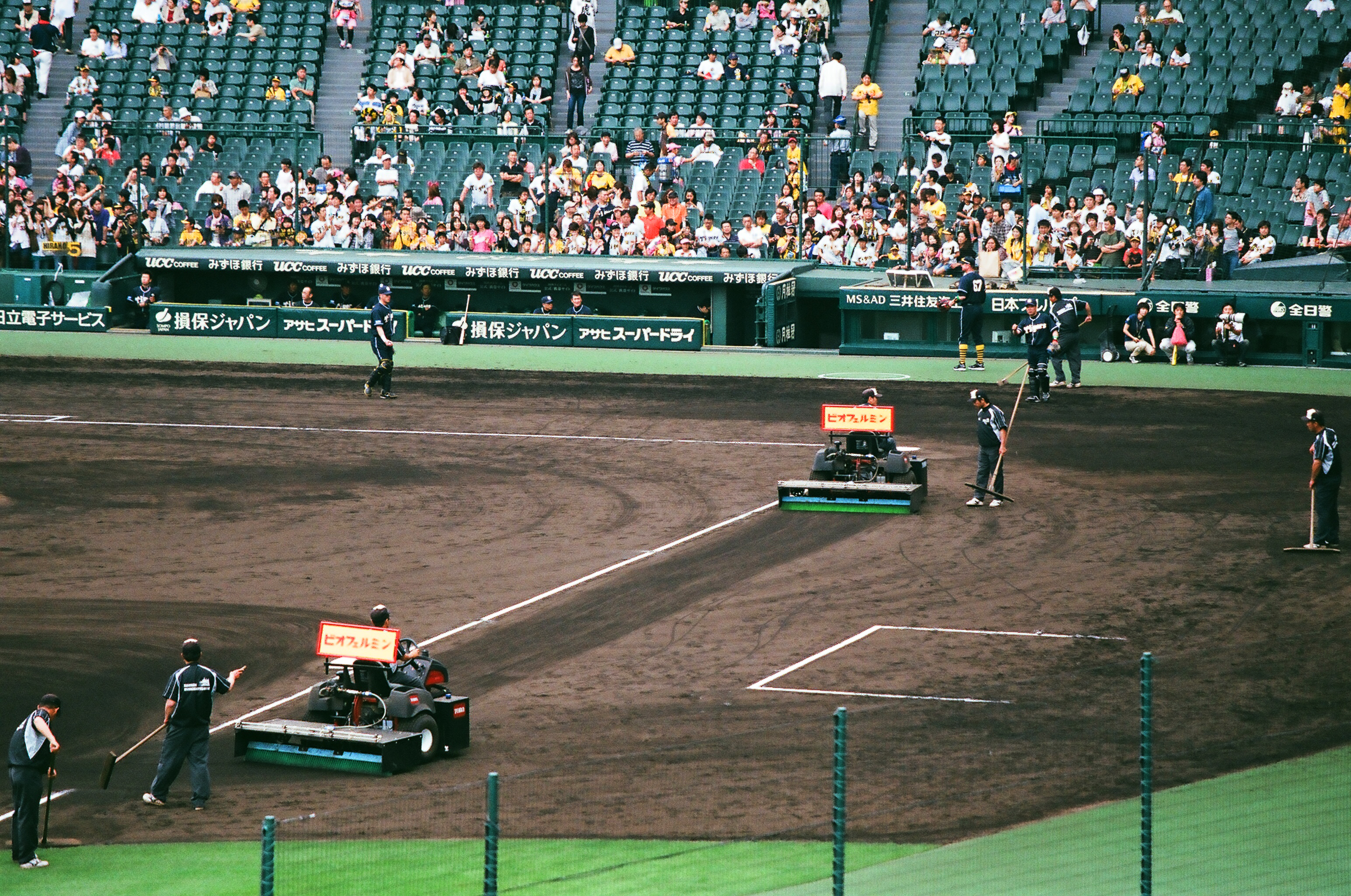
阪神園芸による内野グラウンドの整備（2011年6月）

内野グラウンドは独特の黒土である。1979年にはフェンス際に人工芝が張られたものの、フェアゾーンに関しては現在も12球団の本拠地球場で唯一芝が敷かれていない。
使用している黒土は、鹿児島、岡山、鳥取、大分など日本国内の黒土と中国福建省の白砂をブレンドしたもの。遠くの観客にも内野で激しい動きを見せるボールの行方を見えやすくするため、季節の雨量や太陽光量などを考慮し、春は白砂を多く（黒土5.5：白砂4.5）、夏は黒土を多く入れる（黒土6：白砂4）といった具合に配合を変えている。高校野球では、出場選手たちがこの土を持ち帰ることが慣習になっている（「日本の高校野球#甲子園の土」も参照）。
当初は淡路島の土が使われていた。土質には研究に研究を重ね、同じ頃に売り出した甲子園住宅地の売価が当時坪あたり40円であったところ、球場の土には坪あたり50円を費やしたという。
2005年には内野も芝にする計画が持ち上がったが、現在に至るまで土のままである。

#### 外野
外野グラウンドはフェンス際を除いて天然芝である。開場当初は外野も土のグラウンドであったが、1928年12月から1929年2月にかけて芝が張られた。
天然芝については、1982年からオーバーシードといわれる芝の二毛作方式を採用している。夏芝「ティフトン」と冬芝「ペレニアル・ライグラス」を用いることによって、一年中緑の芝生でプレーできるようになった。夏芝から冬芝への切り替えが9月下旬から10月上旬、冬芝から夏芝への切り替えが4月下旬から5月上旬である。2009年オフには同じ品種のものに張り替えられた。撤去したものは大阪府と兵庫県の公立校に譲渡されている。
外野ファウルライン部分は内野と同じ黒土が入れられていたが、2009年には選手会からの要望でフェンス側を除いて全面芝化しファウルラインは芝の上に直接引かれている。
天然芝球場では一般的に、外野のフェンス際は芝の育成が難しいためウォーニングゾーンも兼ねて土を入れる球場が多いが、甲子園球場の場合はフェンス際まで芝が張られており、ウォーニングゾーンは天然芝の上に白線を引くことにより設けていた。それとは別に外野フェンス際約1m部分には赤土が入れられていたが、雨天時には流れ出してしまうなど整備上の問題があったことから2018年より人工芝化（フィールド内では初）。更に、2022年からはウォーニングゾーンを国際試合の基準であるフェンスから4.57m地点まで拡大するとともに、人工芝の敷設範囲をゾーン全体に拡げている。ウォーニングゾーンの白線はファウルライン手前で終わっているが、人工芝はアルプススタンド側にも張られ内野ファウルゾーンの人工芝までつながっている。

#### マウンド

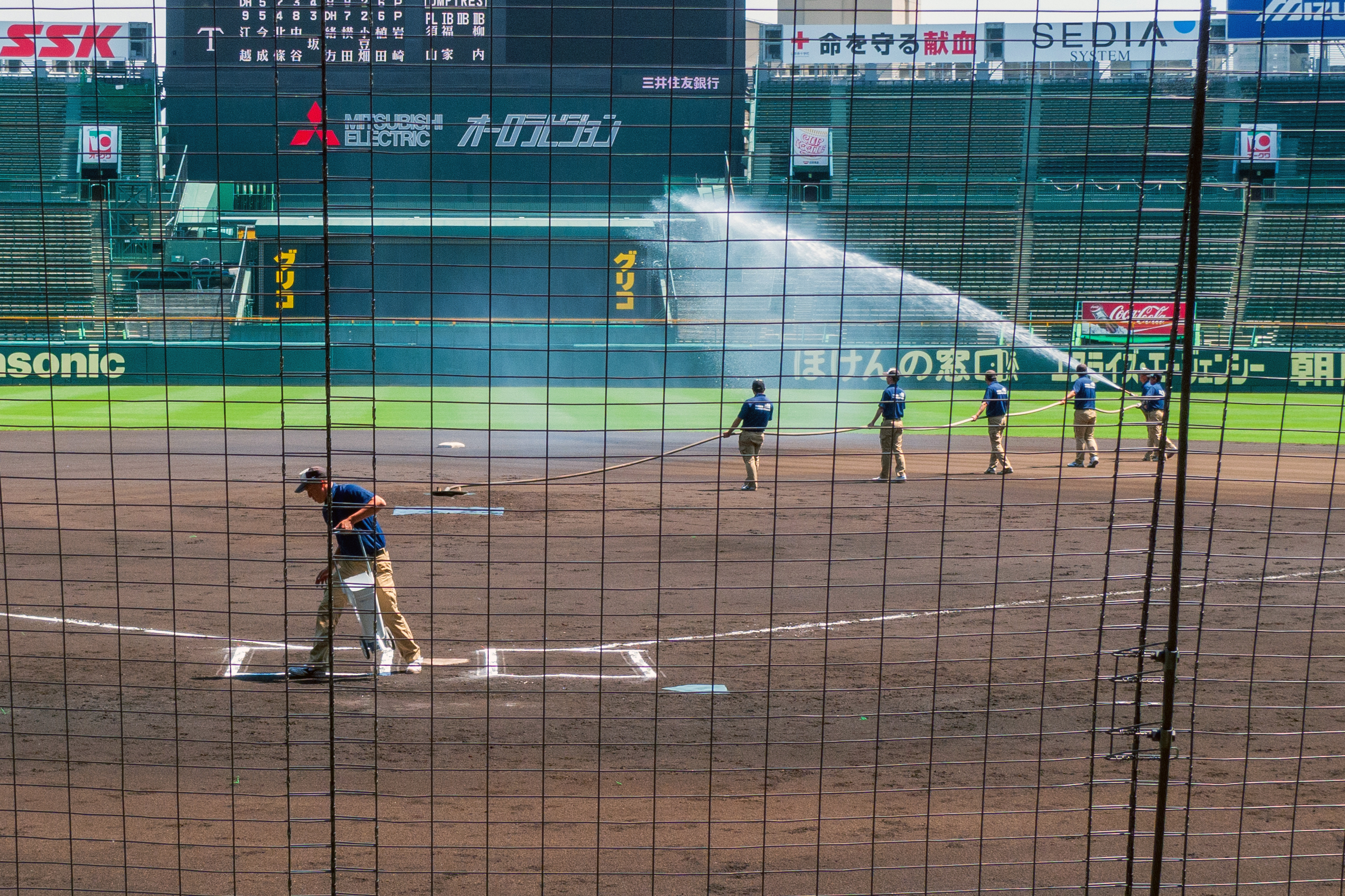
内野グラウンドの水撒き作業

甲子園球場のピッチャーズマウンドは、黒土を使用することから一般的な球場のものと比べ柔らかいとされており、多くの投手から「投げやすい」との評判が高い。その一方で、硬いマウンドに馴染みが深い外国人投手がその独特な柔らかさへの順応に苦労することもある上、日本人投手の中にも速球派投手・長身投手など硬いマウンドを好む選手も少なからず存在することから、投手の好みに応じて柔らかさを調整しており、特に阪神の主催試合においてその試合の阪神の先発投手に合わせてマウンドを整備しているという。
近年では、あらかじめ踏み込み部分の土を硬い仕様にしていたり、マウンド自体を従来より硬いとされる素材の土を使用して作り替えるなど、マウンド硬化を推進する傾向にある。
投手板後部には放水用の蛇口がある。グラウンド整備時には7 - 8人の整備員が一列に並んで内野全体に大型のホースで水を撒いており、高校野球のテレビ中継では試合前にこの姿がよく放映されている。この水は井戸水で、海から近いために若干の塩分を含んでおり飲用には適さない。かつて、近畿で真夏に異常渇水に見舞われた時、井戸水を使用していることを知らない人たちが「水の使いすぎ」と問題視したこともあった。
なお、阪神タイガースは2024年度から2年契約で、同球団が甲子園球場で主管する公式戦（ポストシーズン除く）において、兵庫県神戸市に本社を置く重工業会社・神戸製鋼所と契約し、マウンドに広告幕を設置することを発表している

#### ベンチ
ベンチには、2列のプラスチック製長椅子、フェンス際の座席バーと計3列の座席が設置されている。前列ベンチ及びバーは露天となっているが、雨天時には巻き上げ式の屋根をせり出せる構造となっている。また、夏季の暑さ対策としてエアコンが装備されている。
1塁側・3塁側ともにベンチはグラウンドより下に掘り下げられているため、野手がファウルボールを追いかけてベンチに突っ込んでしまうと頭から落ちてしまう危険性がある。実際に2008年3月の改修直後のお披露目で、阪神監督である岡田彰布【当時1回目】などから転落の危険性と天井の低さなど数ヶ所の不備を指摘されたことで、急遽再工事で改修され現在の姿となった。
改修以前のベンチは3列であったが、2008年シーズンより2列に変更された。その後、ベンチ全体がグラウンドより低い位置にあるためサインが伝達しにくいとの改善の要望が現場から出たことから、2018年度開幕に合わせてMAZDA Zoom-Zoom スタジアム広島などでも採用されているMLBスタイルに改修。従来の2列ベンチに加え、前列ベンチとフェンスとの間に背もたれのない座席バーを設置した。また、これに併せて空調の増強も行われた。
ベンチ裏は階段を下りると控室となっており、ここに大型の鏡が設置されているので控え選手は素振りでスイングのチェックなどができる。なお、これらは3塁側のみスタジアムツアーで見学が可能となっている。

#### フェンス
前述の通り、外野フェンスは独特の形状となっており、特にファウルポール際はクッションボールの処理が難しい。フェンスの構造はラバーと金網の組み合わせという一般的なものだが、ラバーは2004年から太陽工業製のMLB風の厚いものとなっており、ラバーの最上部で打球が跳ねることも多い。なおアルプススタンド部分のラバーは2009年より帝人ファイバー製である。現在のラバーにする以前にもラバーの最上部で打球が跳ねることがあり、ラッキーゾーン撤去元年にはいわゆる「幻のホームラン」事件が起こり、ルールに新たな取り決めが加えられた。外野フェンスの高さは公表されていないが、沢柳政義は2.6m（ラバー部1.9m, 金網部0.7m）としているほか、3.0mとされることがある。

### ブルペン
アルプススタンド1階内部は簡易室内練習場となっており、プロ野球では1999年からここにあるブルペンを使用している。投手交代時はリリーフ投手がここから移動して、アルプススタンドと外野スタンドの間にある通路からリリーフカーに乗ってマウンドに向かう（ただし、リリーフカーの乗り入れは外野の天然芝と内野の土との境目手前まで）。室内練習場になる前は、1塁側は体育館、3塁側は25mの温水プールであった。「3塁側の室内練習場は床が高くなっている」、「3塁側室内練習場の外にはマンホールが多数設けられている」など、元がプールであったことを彷彿とさせる部分が今も確認できる。
高校野球の試合時は、室内練習場は次の試合に出場するチームのウォーミングアップ場として使用するため、ファウルグラウンドに仮設ブルペンをバッテリー1組分設置する。2007年オフの改修以前はバッテリー2組分が常設されており、ラッキーゾーン撤去後暫く（1992年 - 1998年）はプロ野球でもこちらのブルペンを使用していた。2007年の改修以降はファウルグラウンドが狭くなったためにプロ野球開催時は撤去するようになったが、2013年からは再び常設となった。しかしプロ野球開催時には使用されることがなく、また安全面での懸念（野手が打球を追いかけてブルペンのマウンドで躓く可能性があった）から2017年6月に再び撤去され、高校野球開催時のみに仮設で設置させることになった。
1991年以前はラッキーゾーンにブルペンがあったため、リリーフカーもここから出ていた。リリーフカーの採用は1964年からであったが、当初は自動車ではなく二人乗りのスクーターであった（搭乗第1号はジーン・バッキー。対広島2回戦、4回表2死2、3塁で、先発の石川緑をリリーフしたバッキーが阪神園芸のスクーターに乗ってマウンドに向かった）。1970年代終盤から自動車やサイドカーとなったがラッキーゾーン撤去時に一旦廃止され、のち1999年にブルペンの変更に伴い復活した。リリーフカーは1999年の復活から2011年途中まではダイハツ工業製の電気自動車を使用。1塁側リリーフカーと3塁側リリーフカーの違いはカラーリングのみ。以前は3塁側リリーフカーの右側（すなわち、投手が座る助手席側）にカーテンが設けられていたが、2011年よりカーテンは外されている。この2011年のシーズンからメルセデス・ベンツの日本法人がスポンサーになり、カラーリングも変更されたのに続き、9月13日からは3代目としてスマート・フォーツー（電気自動車仕様）を導入した。2016年から2021年までは車両が4代目となる新型スマート・フォーツーを使用していた。2022年シーズンからはトヨタ自動車がスポンサーになり、トヨタ・C+podを導入している。リリーフカーは内外野のスタンドの狭い隙間を通って出入りするため、スタンド内に戻る際はフェンス手前でターンしてバックで入庫している。2021年から2023年までは車両を供給する以外にもセールスフォースの日本法人がリリーフカースポンサーとなり、セールスフォースのロゴが貼付されていた。2024年からはクオンテックスがリリーフカースポンサーとなり、クオンテックスのロゴが貼付されている。

### 室内練習場・クラブハウス
室内練習場は1978年に3塁側アルプススタンド下（現在のブルペン）に設けられたが手狭であったため、2004年に新たに甲子園水上競技場跡にあったテニスコートの一部を転用して室内練習場が造られた。総工費は約9億円で広さは3,600m2。外部と接触することがないよう、1塁側スタンドと陸橋でつながれている。基本的にタイガースの選手用であるが、他球団の選手が使用することもある（タイガース遠征中に、同じく遠征中であったソフトバンクが間借りしたこともある）。また、2009年度第1回の12球団合同トライアウト会場としても使用された（当初は球場本体で一般公開として予定されていたが、当日は雨天のため室内練習場にて非公開で実施）。
2007年春にはその隣にクラブハウスを建設。大改修に関連する事業で、それまで球場の各地に点在していた選手・関係者向けの施設を一点に集中させた。地上4階建てで、1階に関係者用駐車場、2階に選手用諸施設（ロッカールーム、トレーニングルームなど）、3階に球団事務所、4階が屋上というフロア構成。

### ナイター設備
銀傘の上に直接設けられている2基と、内野（アルプススタンド後方）2基、外野2基の4基の照明塔により構成されている。この構成は1956年の新設時から変わっていないが、形状やランプの位置・種類は時代によって変更されている。
複数のランプを組み合わせる「カクテル光線」の発祥地でもあり、1956年に設置された当時は白熱灯と水銀灯を組み合わせて使用した。オレンジ色の白熱電灯と青白い水銀灯を併せることで、自然光に近い色調のまま球場全体を満遍なく照らすという試みから生まれたものであった。その後、演色性を高めるため1974年にメタルハライドランプと高圧ナトリウムランプの組み合わせに代わり、これが2021年まで続いた後、2022年からはLEDランプへと移行している。
LED化に際しては、長らく球場の特色になっていたカクテル光線による独特な光色を踏襲するため、メーカーのパナソニックが独自に開発した特注品を使用。他にも設置場所・照射対象エリア・使用時の外観などを考慮して複数タイプの器具を導入している。また、ステージ照明などに用いられる通信規格・DMXによる調光システムを採用することで、よりスムーズな調光の他、場内演出に合わせた光の演出が可能となり、プロ野球においては主にナイターの試合で照明塔を用いて文字やイラストを表示するといった演出もなされている。これらの取り組みが評価され、2023年5月には「阪神甲子園球場のスタジアム照明設備 －日本のスポーツ文化の「灯」を、次の100年に継承－」というテーマで「第41回日本照明賞」を受賞した。

このLED化は「環境保全の推進」に関する取り組みの一環として行われたものでもあり、二酸化炭素（CO2）の排出量が従来の約60％に削減できるという環境効果が期待されているほか、球場の外に照明の光害が発生しないようにするなどの工夫もなされている。

なお、LED化後初ナイターは第94回選抜高等学校野球大会で開催された。
球場リニューアル前までの照明塔はスタンド上部に直接設けられる仕様となっており、中でも1つの照明灯につき2本の柱が観客席内に建てられていたため座席によっては視界が遮られてしまうという状態にあったが、リニューアルを経て支柱がスタンド外に2本・スタンド最上段に2本建てられる方式となりどの席からでも見やすくなったほか、外野の2基には大型の広告看板が設置された（画像参照）。また同時期に行われた改修工事で銀傘が架け替えられた際に、銀傘上の照明は縦4列から縦2列となりアイビーシート・ブリーズシートの位置あたりにより横へ長くなるように設置された。

### 蔦・外壁
完成当時の球場外壁はコンクリートのままであり、1924年12月に安価で見た目を向上させる策として外壁を覆うための蔦が植栽された。正面の7号門と8号門の周りには日当たりの悪いところでも生育しやすいウコギ科の蔦を、その他の部分は冬に葉を落とすブドウ科の蔦を採用し、阪神園芸の手で管理されていた。かつては約430株ほどが植えられ、葉の総面積はおよそ畳8,000畳分あると言われた。
この蔦はリニューアル工事に伴って一旦取り払われ、外壁をレンガで覆った後に再び植えられている。蔦を取り払った後でレンガ張りにするまでは、代わりに蔦をイメージした緑のパネルで外壁が覆われていた。蔦は、2000年に高校野球20世紀メモリアル事業の一環として全国の高校野球連盟加盟校4,170校に配布され、現在も育てられている。そのうち生育状態の良い苗が233校から集められ、2008年6月14日、「ツタの里帰り」として甲子園球場に植えられ始めた。この233校の名前を刻んだ銘板がレフトスタンド照明塔支柱の根元にある。いずれ全面が蔦に覆われた外壁に戻る予定だが、球場正面のみガラス張りに変更されている。
リニューアル前の蔦と外壁（2007年8月撮影）

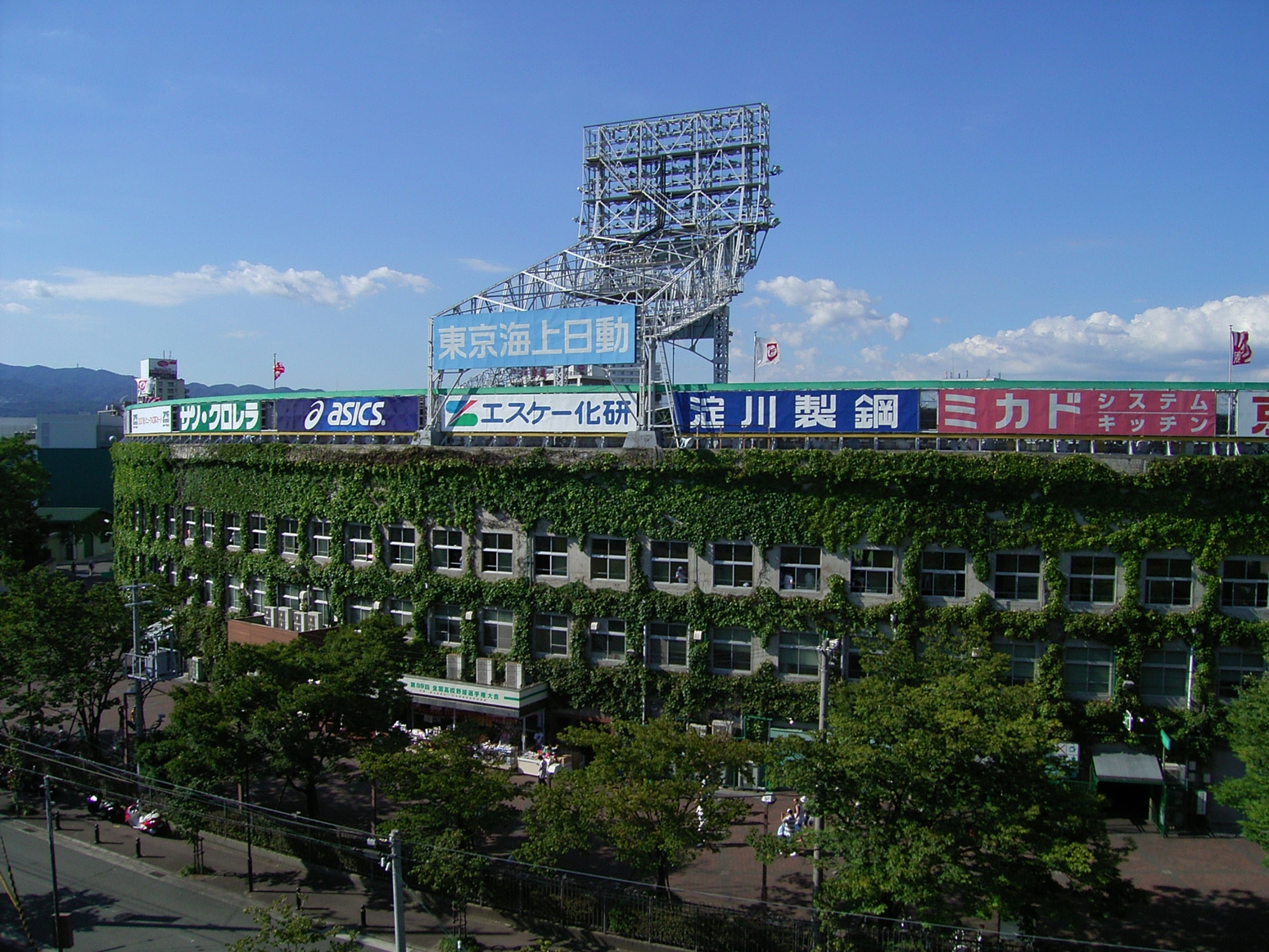
旧外野スタンド外壁
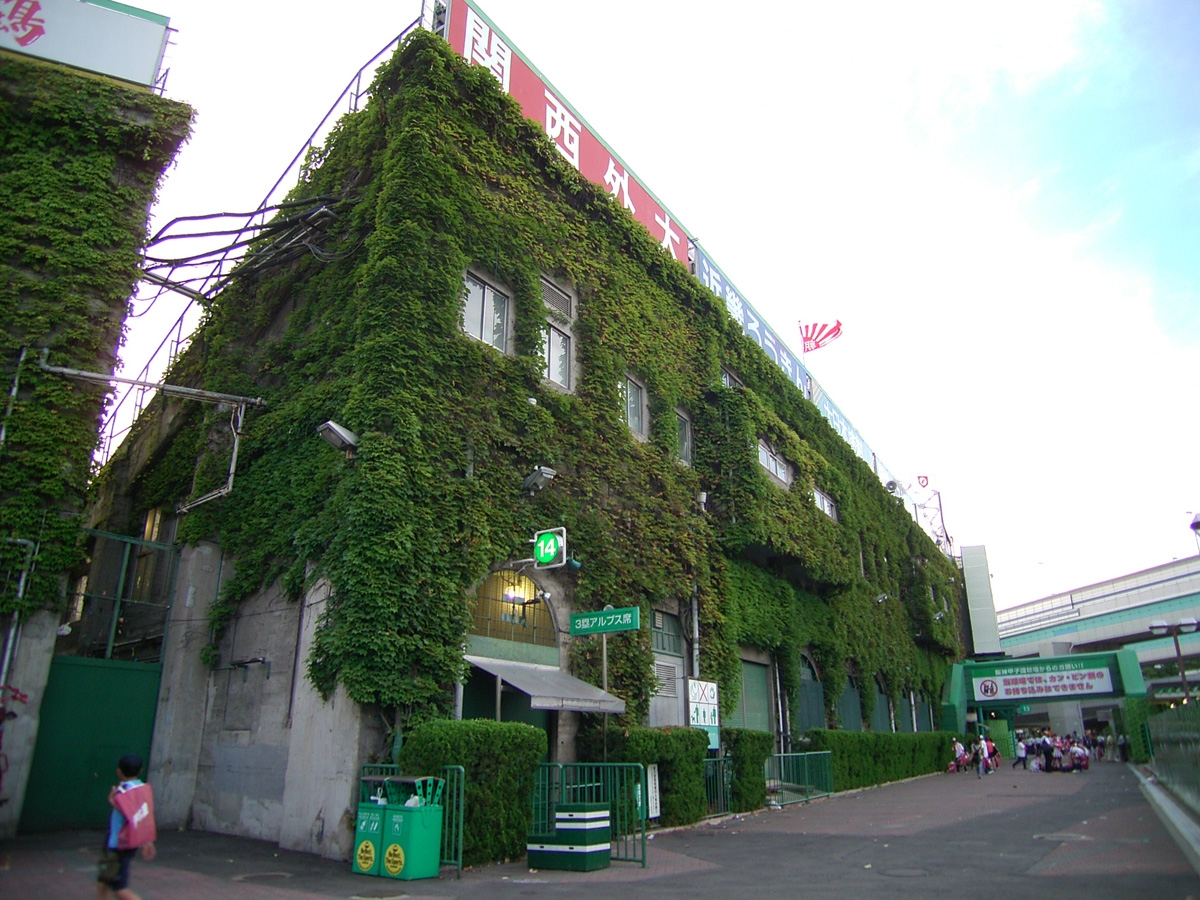
3塁側アルプススタンド外壁
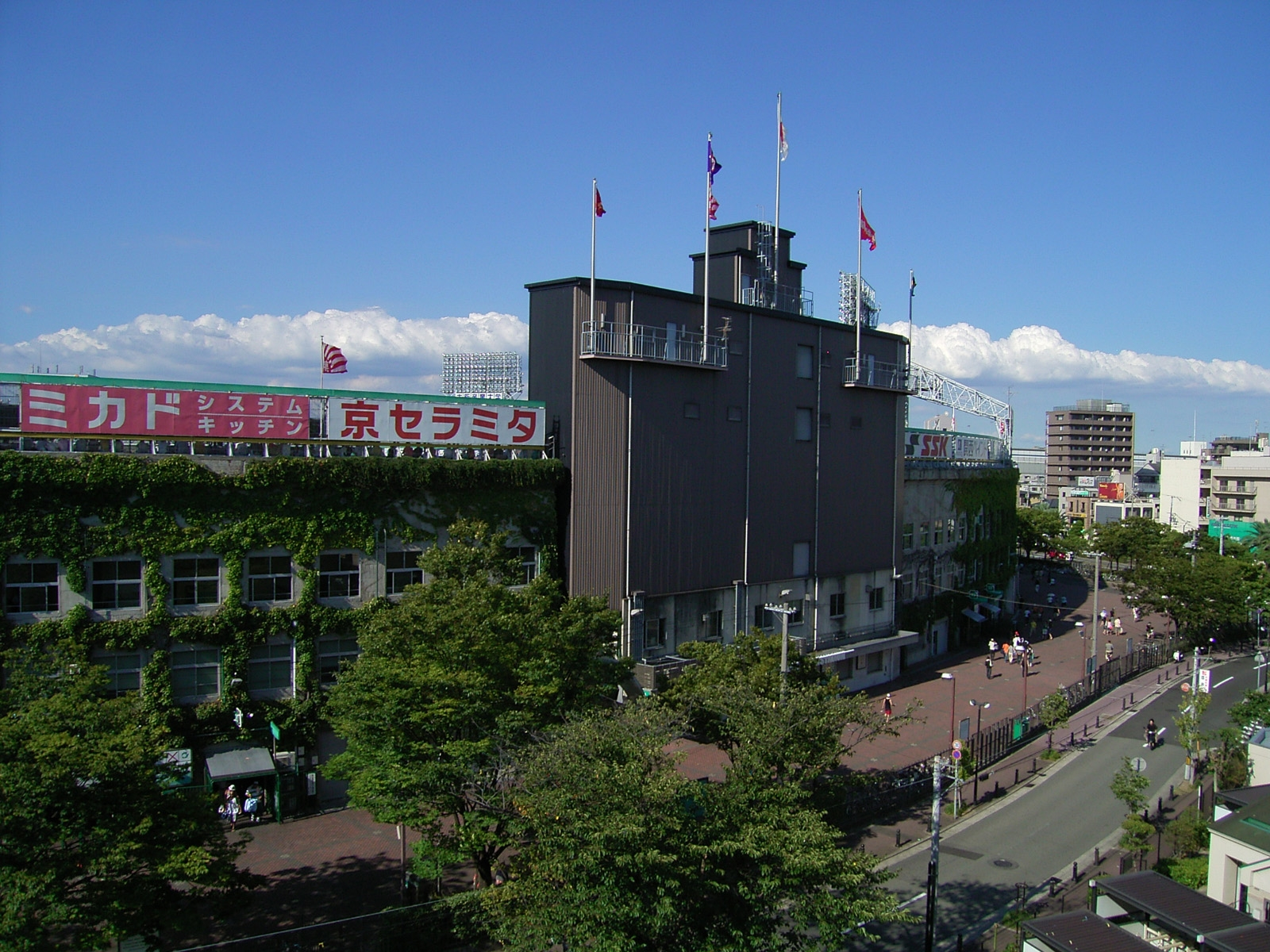
スコアボード裏外壁
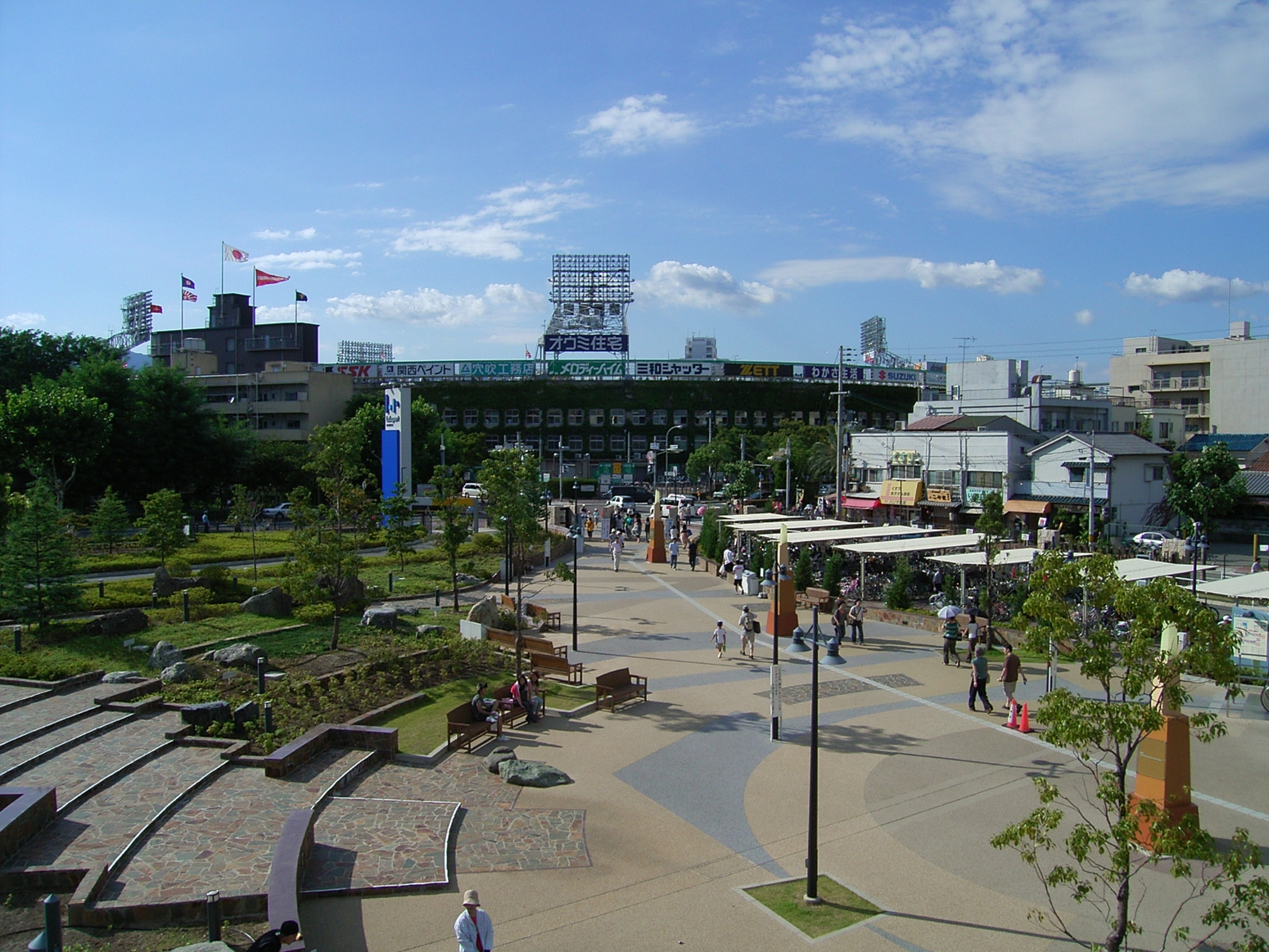
ららぽーとから球場を望む

リニューアル後の外壁と蔦の成長

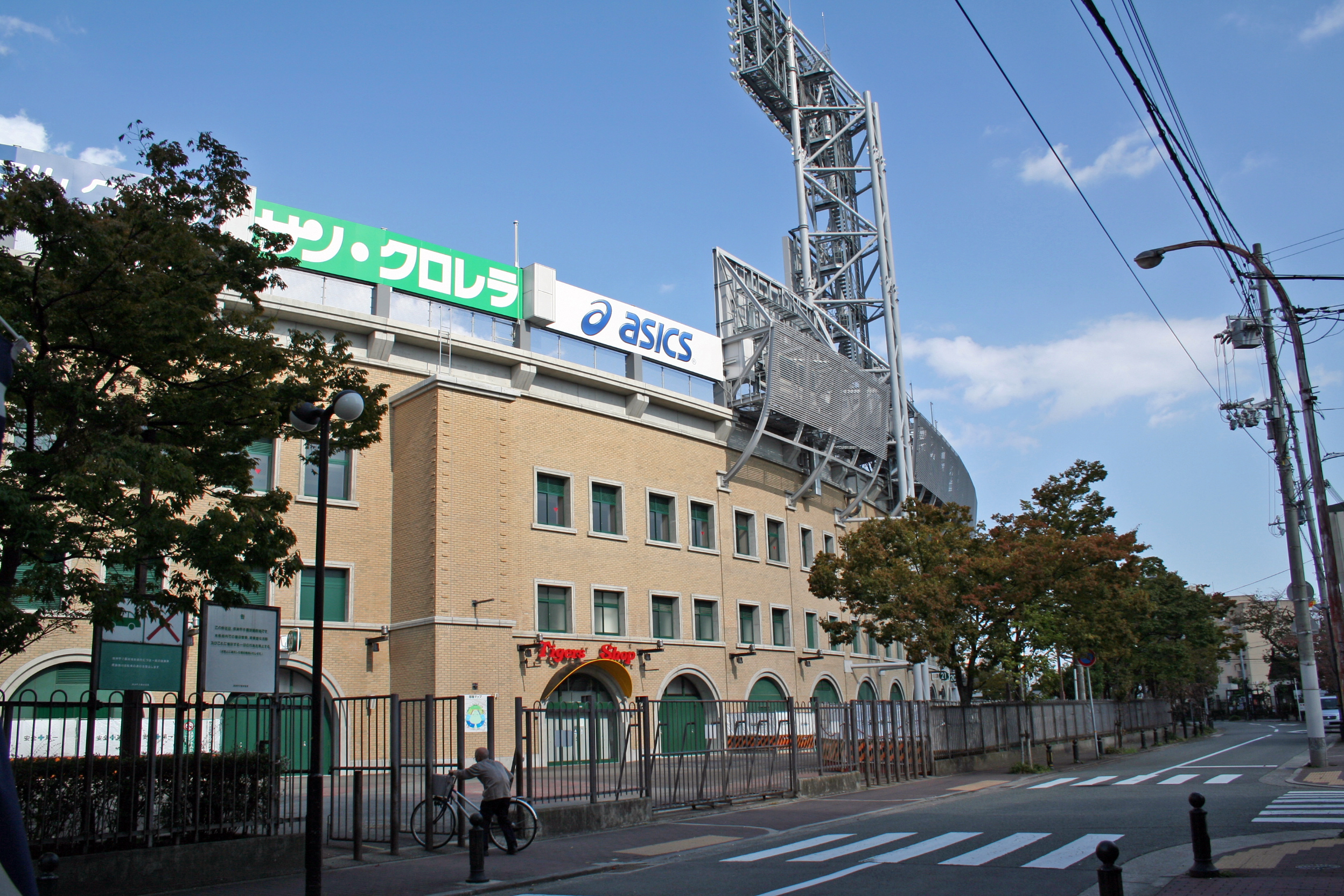
ライトスタンド入場口周辺（2009年10月）
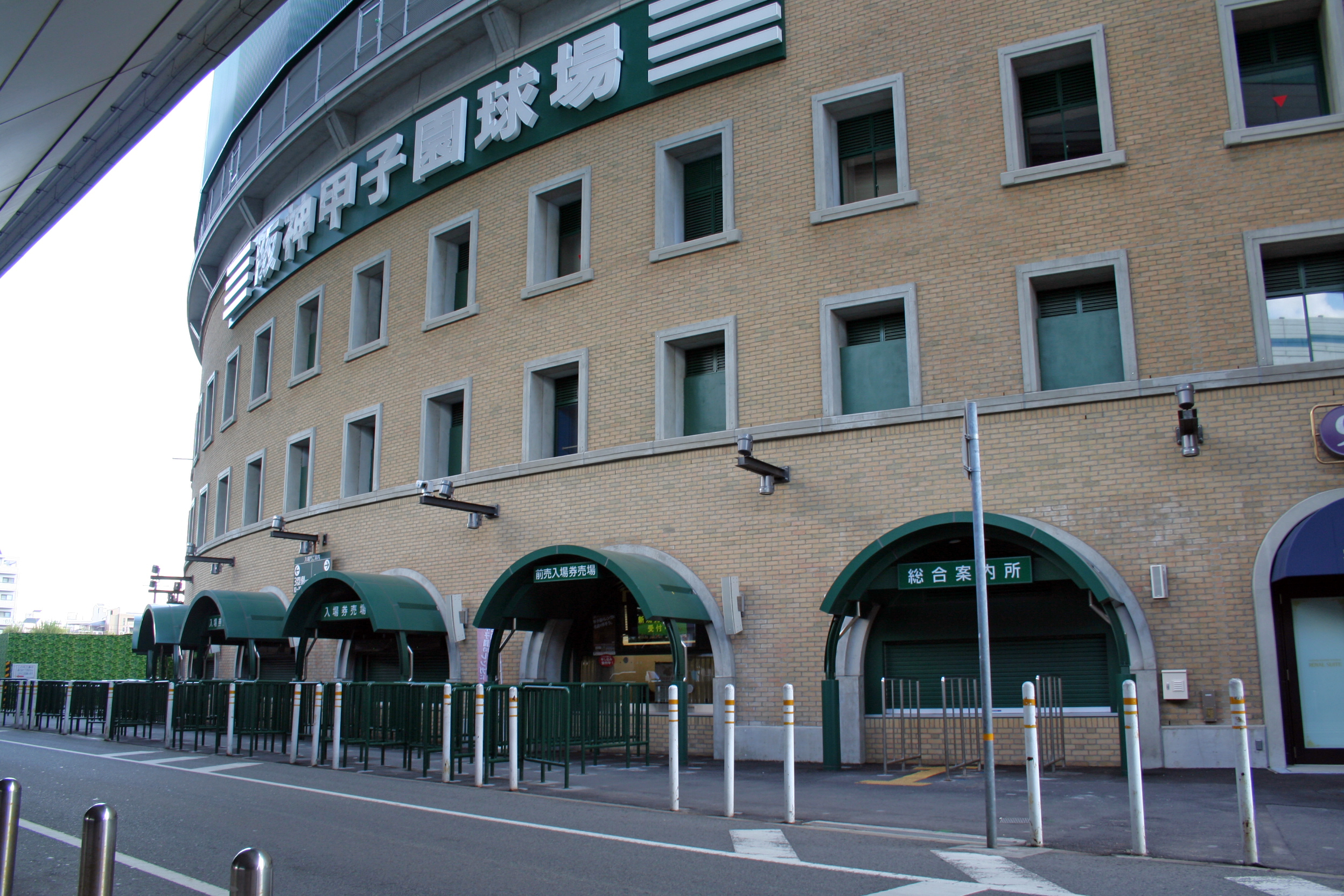
球場正面横（2009年10月）
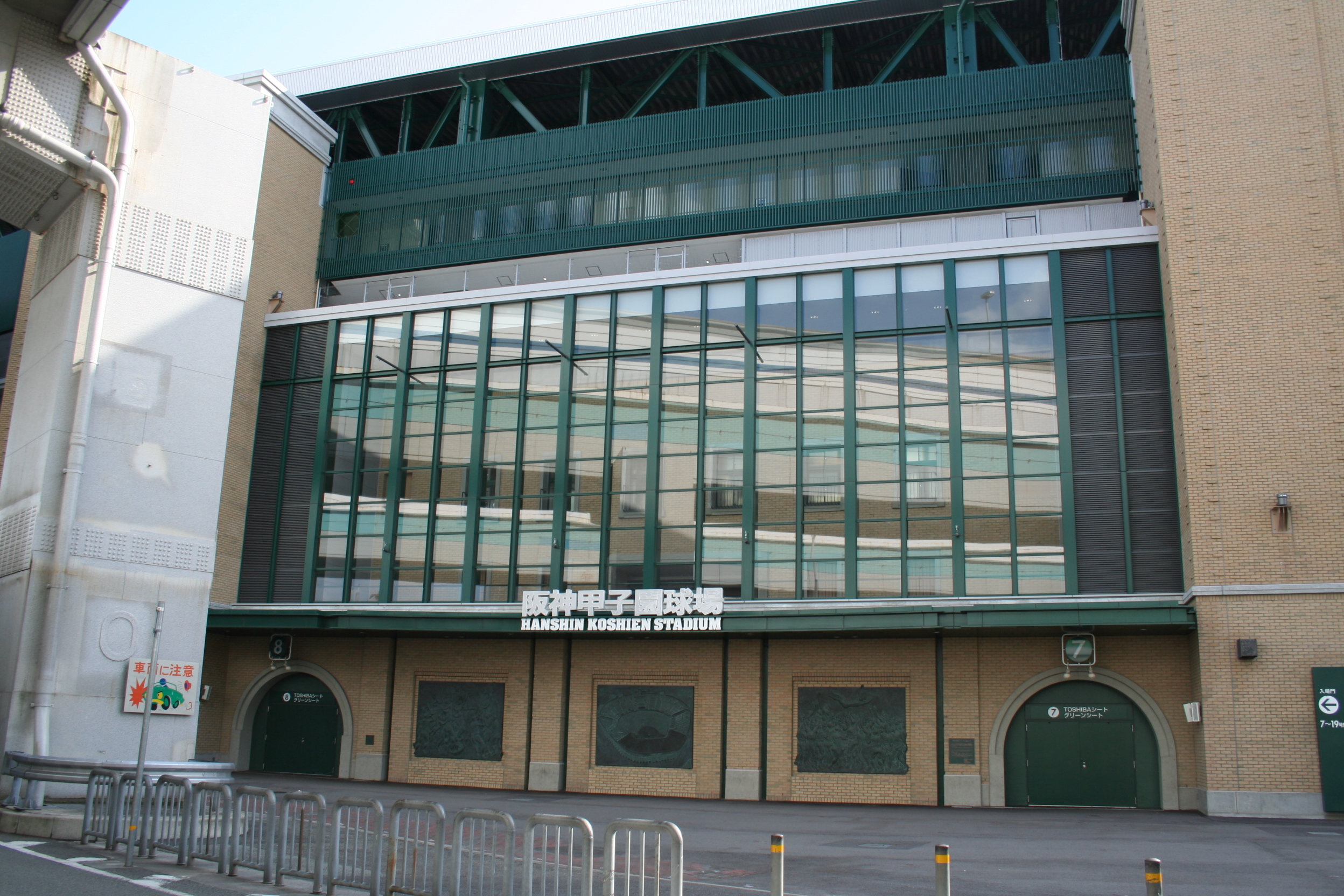
ガラス張りとなった球場正面（2009年10月）
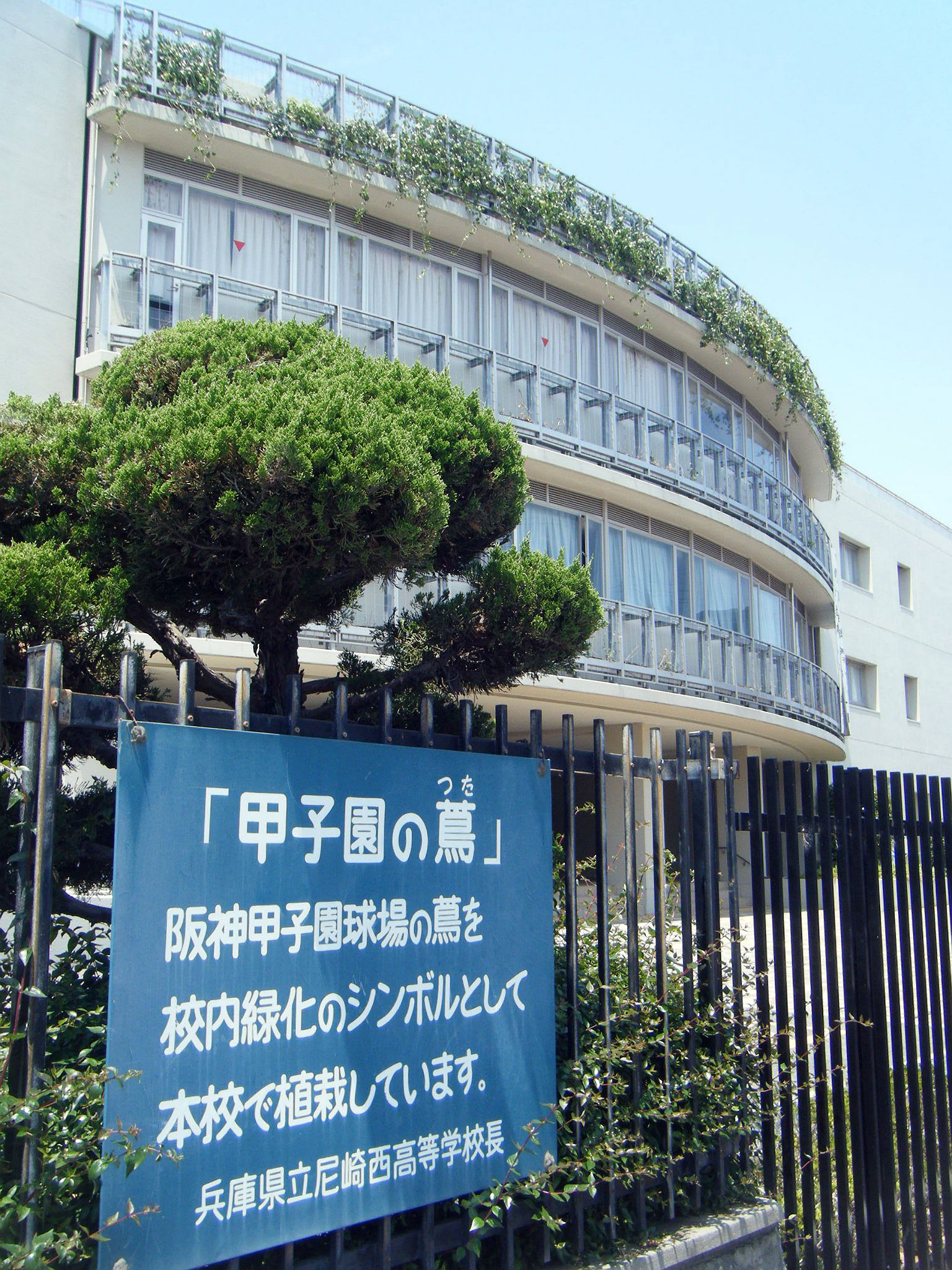
加盟校に植栽された「甲子園球場の蔦」（尼崎西高校）
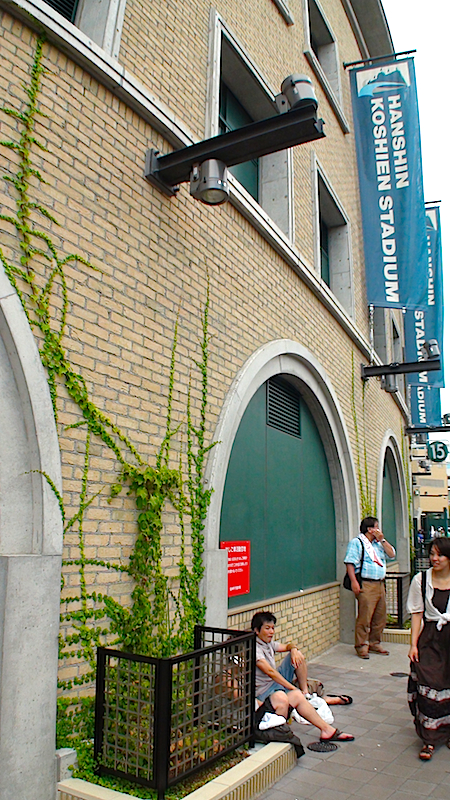
3年目の蔦（画像の部分は植栽後1年程度）
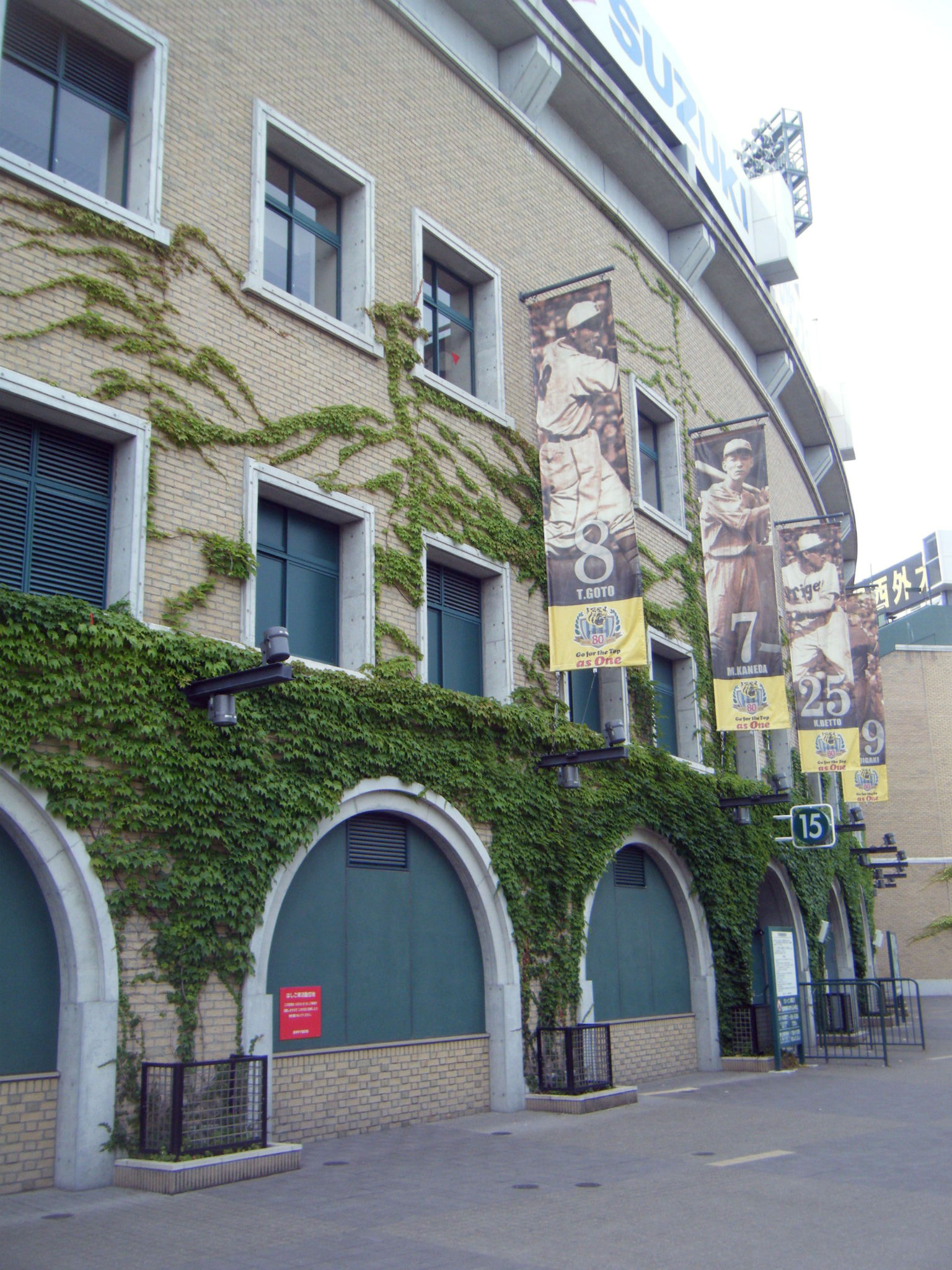
8年目の蔦（2015年6月10日）
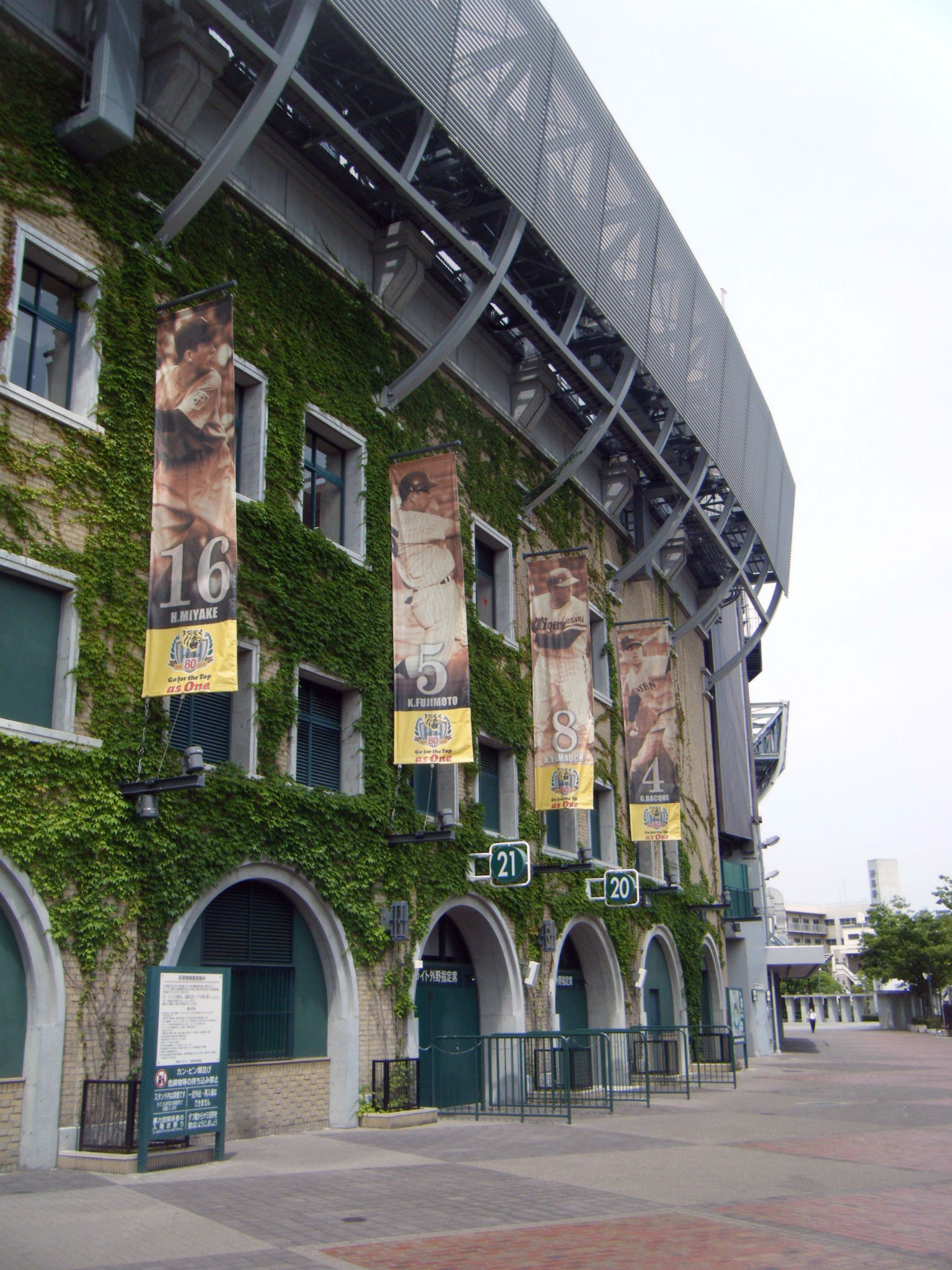
一部外壁は既に最上部まで蔦に覆われている（2015年6月10日）
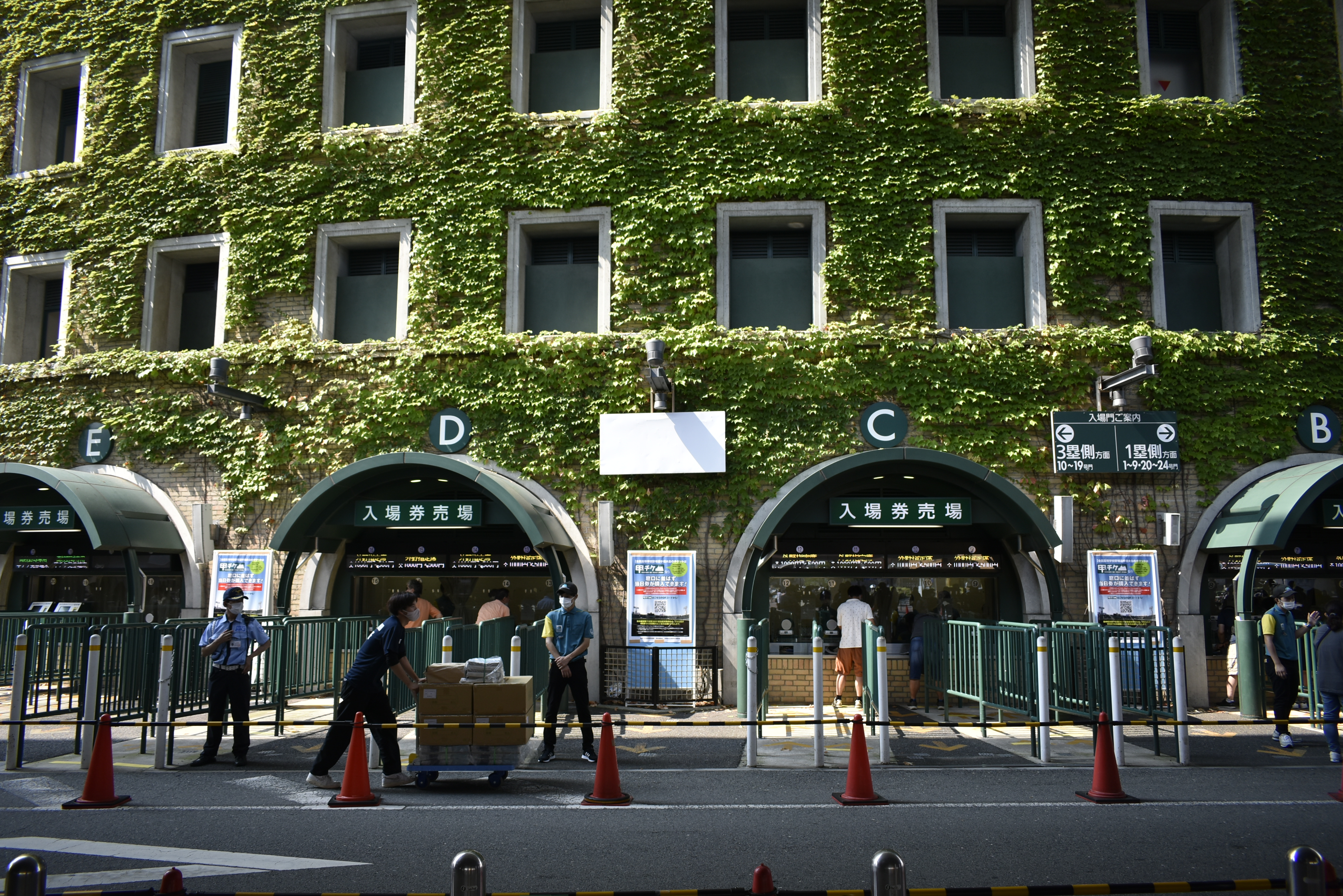
15年目、球場正面横にも蔦が生茂る（2022年8月9日）

### スコアボード・バックスクリーン

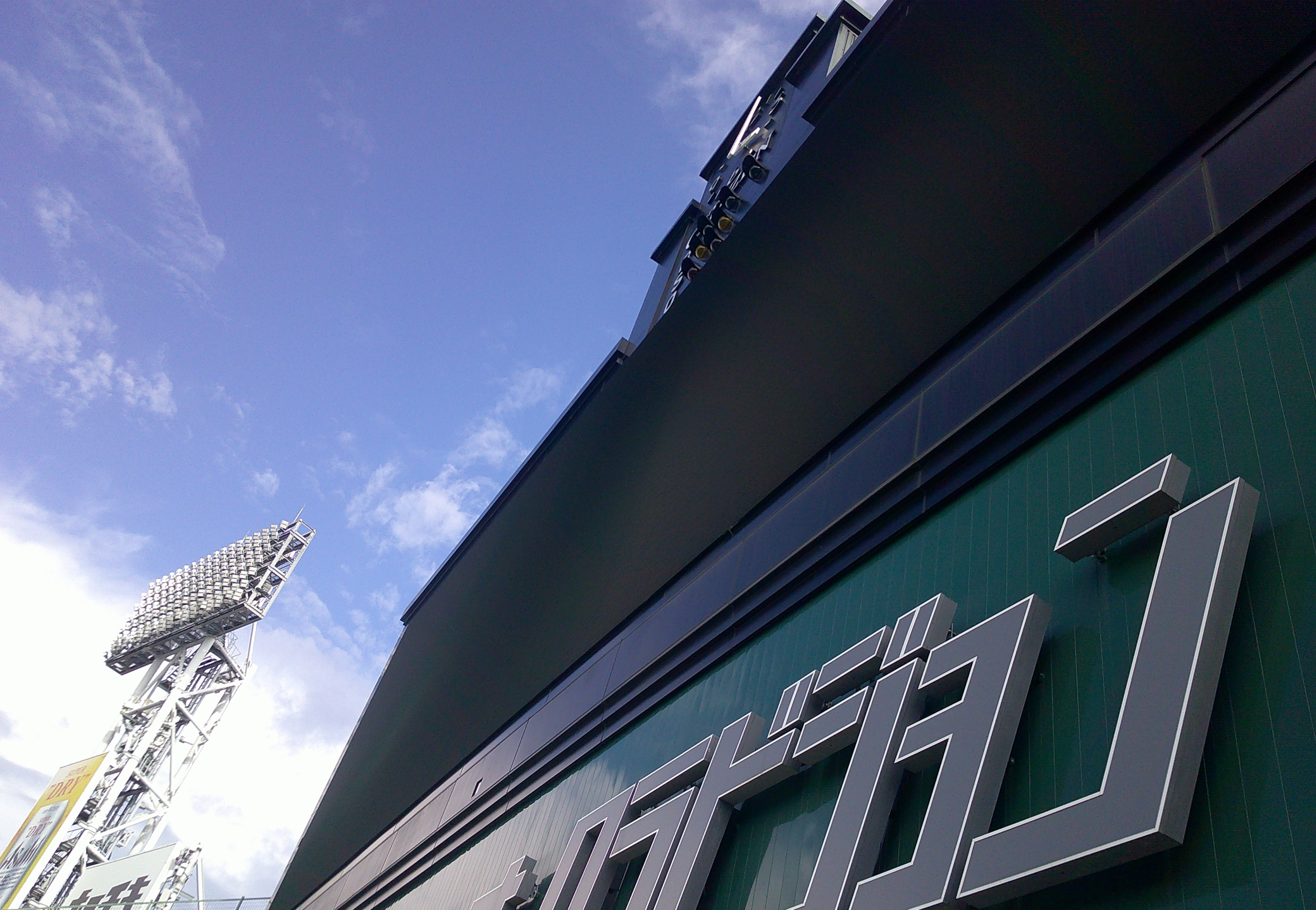
バックスクリーンビューから撮影したスコアボード（2024年）

時計台型が特徴のメインスコアボードは現在の球場のシンボルマークになっており、立体商標にも登録されている（2011年出願・登録）。現在の物は3代目。
なお、2代目以降、大時計下にはSEIKO、3代目の途中2001年頃からCITIZENの広告が入る。2002年から2008年までは右側オーロラビジョン下部にトヨタ自動車、2010年の途中からLED掲示方式でプロ野球時のみ点灯する三井住友銀行の広告が入っている。2019年には照明内蔵の立体文字に変更された。照明が点灯するのはプロ野球時のみで、デーゲームでも点灯する。サブスコアボードの両サイドに2009年はきんでんと奥村組が、2010年は奥村組とビルボード大阪が広告を出している。
試合中のファウルボールのアナウンスは、プロ野球開催時はスコアボード全面にアニメーションで注意喚起され（複数パターンあり）アナウンスは自動放送されるが、高校野球ではスコアボードの右下半分に注意画面でアナウンスはウグイス嬢が行っている。

#### 歴史

##### 初代

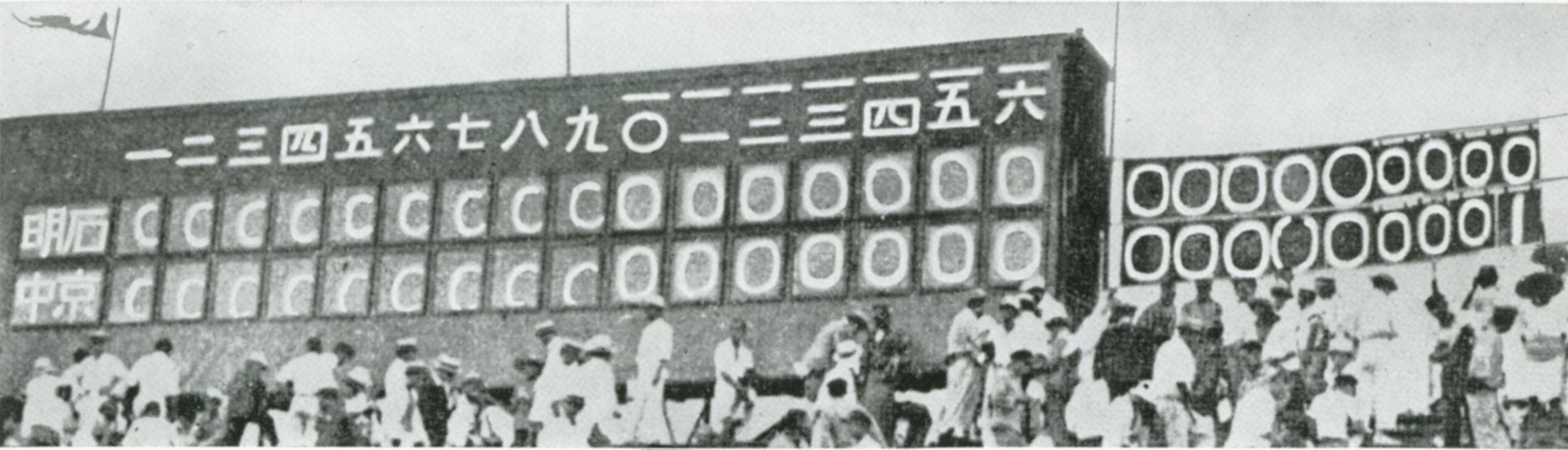
初代スコアボード。1933年全国中等学校優勝野球大会「中京商業対明石中学」の延長25回の激闘を物語る（17回以後は仮設板）。

開設当時の甲子園球場のスコアボードは得点掲示のみをする仮設の板であった。これは1924年の夏の高校野球の開催に間に合わせるために球場を建設したため、常設のものが間に合わなかったためである。1925年に選手名も表示するスコアボードが正式に開設された。この当時から球場独特の明朝体の選手・チーム名表記がなされていた。位置は両方とも現在のセンター後方ではなくややライト寄りに位置していた。この頃にはまだバックスクリーンの概念がなく、センター後方も全て座席となっていた。
しかし、当時のスコアボードは最大で十六回までしか書き記すことができなかった。1926年の夏の大会・静岡中学 - 前橋中学の試合は延長十九回まで続き、常設のスコアボードにやぐらで仮設のスコアボードを急ごしらえして凌いだ。その後1933年準決勝の明石中学 - 中京商業の試合は延長二十五回まで0-0の同点という試合となり、その仮設のやぐらに0のパネルが並び続けたため見づらいということから、1934年にスコアボードをセンター後方に造りなおすことになった。1936年には外野スタンドの改築と同時にバックスクリーンが設置されている。

##### 2代目
2代目のスコアボードは1934年から1983年までの延べ半世紀にわたって使用された。スコアボード左側に選手名表記、真ん中に時計とボールカウント（ただし、ストライクも赤色ランプ）、判定、審判団、右にスコア（当初は上段に九回まで、延長十回以後は下段に記した）を表記するものだった。外野スタンドは改築前でそのスタンドに合わせて建設したため、高さは現在の3代目スコアボードの半分程度（スコア表示部分と三菱電機の広告がある緑色の部分の境目あたり）であり位置もホーム寄りだったため、外野スタンドの改築後は見えにくくなっていた。
当初は阪神電鉄の車両部のスタッフが遠隔操作でスコアやボールカウントを操作していたが、ナイター設備が1956年に完成すると、機械部分を雨からカバーする目的で使われていたガラスが反射して見づらいことから、ガラスを外して手動に改修。1958年にはスコア表示を十二回までとし、下段はその日の試合結果（プロ野球の場合は他球場の経過）を表すものに変更された。2代目スコアボードの選手名、高校野球のチーム名は、全て球場係員の手による白ペンキを用いた手書きであった。選手名は全て明朝体に近い独特の書体で書かれており、明朝体よりもやや横幅が広いので字全体がひしゃげた感じであった。電光掲示が少なかった当時においても、明朝体で選手名を表示する球場は少なかった。ただし、基本的には2文字分記入するのが精一杯のサイズだったために、3文字はまだしも4文字以上の選手名の表示や記入作業は難しく、チーム名も広島商業が「広商」となるなど、基本的には2文字分の大きさだった。書体ともども、職人芸といえる高度な技術が必要であった。さらに作業はスコアボードの裏側で行われたため、夏期は屋外以上の熱気がこもり、肉体的にも消耗度の高い大変な作業であった。プロ野球の選手（特に阪神タイガースの選手）のものは消えないように処理されたものが使われていたが、それ以外のものはすぐに消せるものが使われた。プロ選手のボードは金属製であったが、高校野球用はベニヤ板だった、との証言もある。高校野球においてプロ選手と同じ苗字の選手がいた場合は、プロ選手用のボードを使いまわすこともあった。高校野球の雨中の試合においては手書きの部分のペンキが雨で流され、時間の経過とともに読みとれなくなることが多かった。この状態はよく「（スコアボードが）涙を流す」とか「洟（はな）を垂れる」などと表現されていた。これらの特徴もまた甲子園球場の独特の雰囲気を演出していたため、2代目のスコアボードへ強い思い入れを持つオールドファンは多い。
1979年にはバックスクリーン部分に2面広告装置「トライビジョン」が設置された。（1997年から2010年までは、4面広告装置ペンタビジョン）ホームランが出た際にはこのトライビジョンの周囲の電飾が発光するようになっている。トライビジョンは3面であるがうち1枚はバックスクリーンのためのものである。

##### 3代目
その後、球場開設60年を機にスコアボードの近代化を実施することになり、1984年に2代目をモチーフにした電光掲示板を設置した。高さと位置は外野スタンドに合わせたもので、表示部分より下側はバックスクリーンとなっている。トライビジョンはそのまま残したためバックスクリーンが前後2つになる形となった。発光素子は白色電光を用いて日本初の白黒ボードとし、2代目の雰囲気を残した。イニング表示は漢数字のままで、イニング単位のスコア表示は十回までに省略されたが、新たに合計得点（計）・ヒット数（H）・エラー数（E）も表示できるようにした。延長戦で十一回以上となった場合は、一回 - 十回のスコアを全て消去した上で十一回の得点を一回のところに、それ以降の回はイニング数の下1桁と同じ漢数字のところに表示していた。スコア部分はチーム名や各イニング得点などの部分ごとに分割されていた。スコアの下には白黒の大型フリーボートがあり、プロ野球の試合中では打席に立った打者の打率（AV）とホームラン数（HR）が表示され、阪神が勝利した試合ではヒーローインタビュー後の「六甲おろし」合唱時に白黒アニメーションが表示されていた。バックネット裏のサブスコアボードも同時に電光表示化され、本体と同じスコア表示とボールカウンター、プレーの記録（ヒット、エラー、野選）の表示ができるものとなった。
1993年から右半分は三菱電機のブラウン管方式オーロラビジョンを採用してスコア部分も含めた全面フリーボードとなり、カラー化された。「六甲おろし」合唱時のアニメーションがカラー化されたほか、動画が取り込めるようになったため、試合中のリプレイ放映や、攻守交替時にコマーシャルが放映されるようになった。電光化されたイニング表示もそれまでと同じもの（一 - 十計HE）が踏襲されており、更新されなかったサブスコアボードに合わせている。十一回からは十回までのスコアを消去した上で十一回からのスコアが入力され、十一回以降のイニングの漢数字は1文字分のところに2文字（十と一から五）が縦書きで表示される。スコアのイニング表示は大会の規定イニング（春の選抜大会と夏の全国大会の高校野球は十五回、プロ野球は十二回、プロ野球の日本選手権シリーズは十五回）までとなる。プロ野球時の打者の打率とホームラン数も以前とほぼ同じ位置に表示されている。また、広告も変更されている。さらに2009年からは、ライナービジョンにも打率とホームラン数が表示されている。
1997年には左側の選手名部分を、ある程度の多色表示が可能で明るい新型の三原色によるカラーブラウン管に更新した。それまでは攻撃中チームを横長の赤いラインで表示し、打席に立つ打者は中央にある赤いランプを点灯させて表示していたが、それらは廃止して、現在でも踏襲されている、チームイニシャル（またはチーム名）の上下いずれかと打席に立つ打者の部分のみ細い赤いラインで表示するようになった。同時にチーム名表示部分も拡張された。2003年9月15日、阪神のサヨナラ勝ちでリーグ優勝へのマジックナンバーを1としたデーゲーム終了後、マジック対象チームであるヤクルトスワローズの試合（対横浜ベイスターズ）がオーロラビジョンで中継された際には、ビジターチームのチーム名が表示される部分に2チームのチーム名（SとYB）が上下2段で、選手名が表示される部分の一番打者から九番打者のところに横浜・ヤクルト戦の1回から9回までのスコアが、また10番目（DH制のときに投手名が表示される）のところに合計得点（計）が表示され、ホームチームの選手名が表示される部分の一番上の段には於・横浜スタジアムと表示された。このときイニングの数字と計の文字は緑色で表示された。また、球場には電車で来るように呼びかけている「ノーマイカー甲子園」の表示も左側、選手名の欄で表示されることがあるが、この時は赤色や黄色が表示された。
2005年からオーロラビジョンがブラウン管からLEDに変更され、よりクリアな映像が楽しめるようになった。スコア部分の文字も、大きさはブラウン管の時と同じながら1文字あたりドット数が16×16から24×24に増え、オーロラビジョンは491,520個のLEDによって構成された。

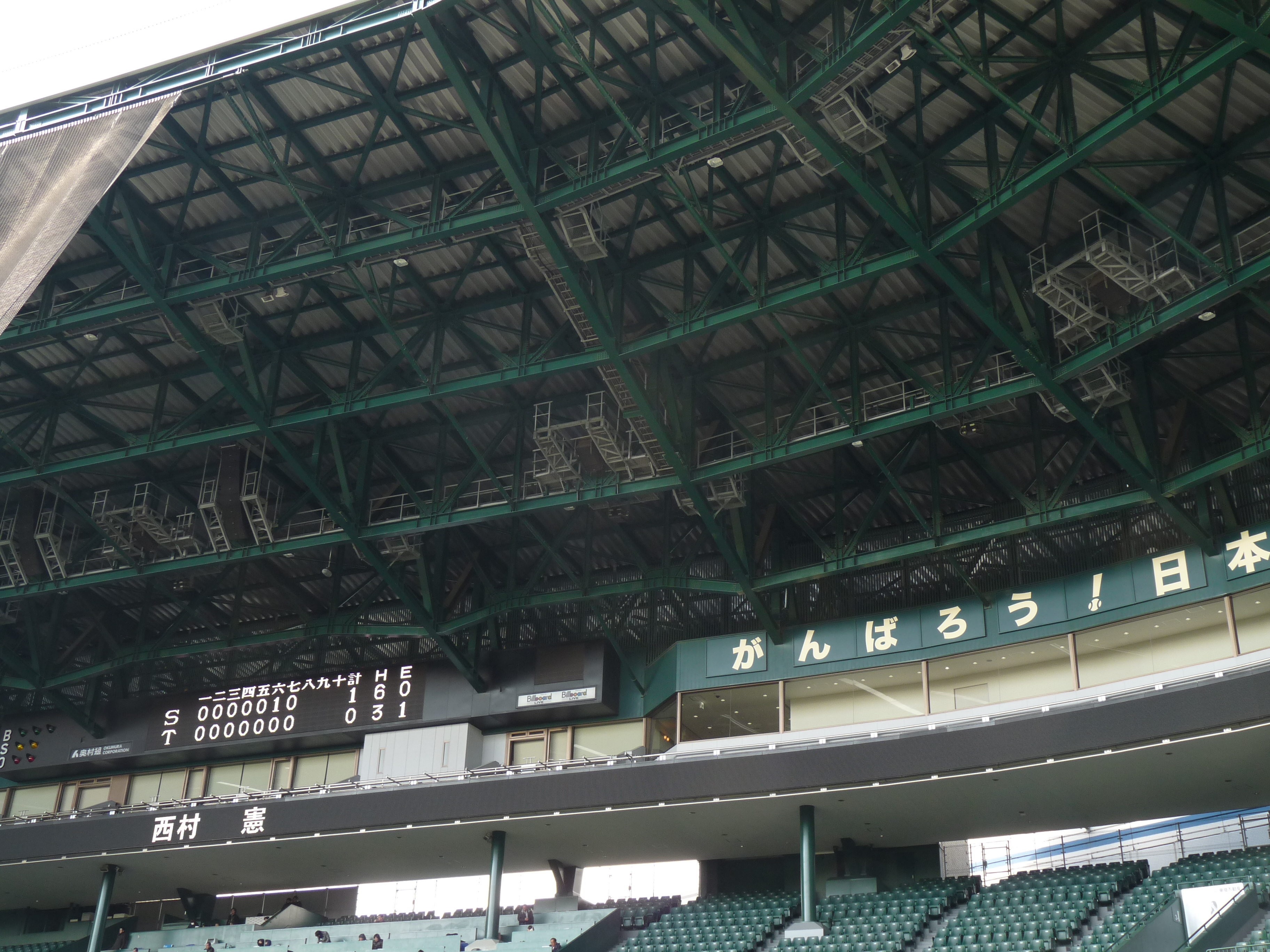
銀傘下のサブスコアボードとライナービジョン

2009年からは銀傘の更新とともにサブスコアボードが更新され、スコア表示部がメインスコアボード同様のフリーボードに変更された。メイン・サブ共にレイアウトが自由になったのを機に、高校野球時はイニングスコアの十回の部分をなくして一回から九回までの表示とし、チーム名の部分をそれまでの3文字表記から4文字表記できるようにした。なお延長時には十回から新規に表示しなおしている（プロ野球時のイニングスコアは従来通り一回から十回まで）。
メインスコアボード、サブスコアボードは2010年オフに改修が行われた。メインスコアボードは、左側の選手名部分を動画も表示できるLEDフリーボードにし、ほっともっとフィールド神戸に次いで日本2つめの2面式ビジョンになる。中央下部のプレーの記録（ヒット、エラー、野選）表示と審判名表示が統合されLED化し、試合経過時間・守備交代経過時間もここに表示できるようになった。また、サブスコアボードと共にアウトカウント表示もSBOから国際基準のBSOに変更された。投球数も表示されるようになった。従来からあった右側のビジョンも更新が行われ、解像度・動画表示性能が向上している。通常は時計下にあるBSOランプを利用するが、メインスコアボードにBSOを出すことも可能。

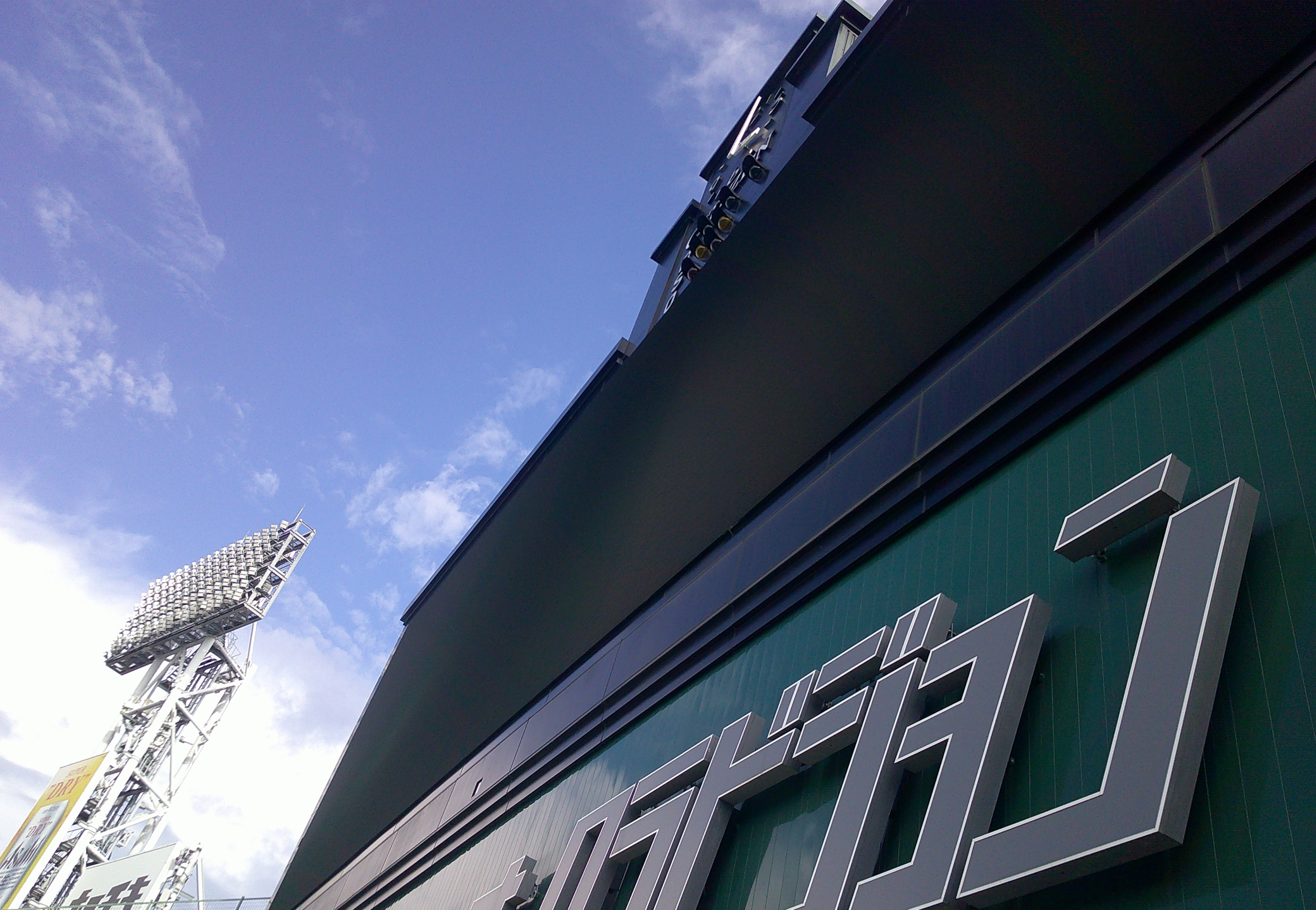
甲子園球場のスコアボードは、リニューアルされ、これまで2画面に分かれていたが1つの画面になった。

2018年シーズンオフから2019年春にかけて、スコアボードを1面の大型ビジョンとする改修計画が発表され、2019年3月4日にマスコミ関係者向けに披露されたあと、9日のオープン戦から使用を開始した。主な改修内容は以下の通り。
- スコアランプのサイズを小さくした上で上部に寄せてスコアボードを1面化、従来比で1.6倍のサイズとなった。
- 表示は、プロ野球開催時、高校野球開催時とも、左半分にチーム名・選手名、右半分上部にスコアを配置した従来のものを踏襲。また、チーム名・選手名やイニングの漢数字なども従来のものを踏襲し明朝体で表示しているが、得点や守備位置などの数字や代打・代走の「打」「走」はゴシック体を採用した。攻撃チームのチーム名下部と打席に立つ選手名に赤線が入るのは従来通りだが、ランナーとして出塁している選手名には緑線が、守備チームで次のイニングで最初に打つ選手名には白線が、それぞれ追加された。2019年の第36回西日本大学軟式野球選手権では打順とイニング数の漢数字を除きすべてゴシック体で表示された。
- プロ野球開催時は、後述の通り、審判員の常時表示をやめた分、スコアを少し左側にずらし、右半分上部に両チームの投手の投球数を、右半分下部にタイガース選手の顔写真（攻撃中は打者、守備中は投手）と協賛スポンサーの広告を表示。また、タイガース攻撃時で選手ヒッティングマーチが流れているときはその歌詞を掲載し、それ以外（タイガース守備時や、タイガース攻撃中でも汎用ヒッティングマーチやチャンスマーチなど）では画面中央下半分で守備チームの位置別選手名、そしてランナーが出塁している場合はランナーがいるベースを緑色で新たに表示。なお、審判名については試合中は攻守交代時や投手交代時、イニングインターバル時の球場のファンの様子や一部協賛スポンサー企業の広告表示の時のみの表示となった。
- 高校野球開催時は、従来通り、中央下部で審判名を、右半分下部で当日の試合結果と予定を表示。今回の改修で高校野球も10年ぶりに学校名を4文字のままを維持しながら10回まで表記できるようになった[115]。

プロ野球では、従来以上にスコアボード感を出すため、スコア部分下のフリースペースにおける守備チームのポジション毎の選手名表示は真上からの俯瞰した平面ではなくホームベース側から見た立体的表示（内野は黒土を模した茶色、外野は芝生を模した緑色）とし、またチーム名・選手名の表記は明朝体を踏襲するが、チーム名・選手名枠やイニングのスコア表示枠を立体的に見えるよう枠を縁取らせて表示させている。
なお、プロ野球では1992年、高校野球では2004年の第76回選抜高等学校野球大会から、試合中に投手が投球するたびに球速をキロ（km/h）単位でオーロラビジョンに表示している。2019年まではスピードガンでのみ計測していたが、2020年からトラックマンを導入したことに伴って、プロ野球の開催時のみトラックマンでの計測値を表示（高校野球では引き続きスピードガンで球速を計測）。トラックマンでは打球の速度も計測できることから、2021年以降に開催される阪神戦では、阪神の打者が打球を放つたびに打球の速度（表示単位は「km」）、角度（「度」）、飛距離（「m」）をオーロラビジョンで表示している。
その一方で、2020年甲子園高校野球交流試合からは、高校野球の開催時にも登板中の投手の投球数を表示している。日本高等学校野球連盟（日本高野連）が同年春の公式戦から投手1人あたりの1週間の総投球数に制限（500球以内）を設けたことに伴う措置で、当初は第92回選抜高等学校野球大会からの表示を予定していた。新型コロナウイルスへの感染拡大に伴って同大会は中止されたものの、大会への出場が決まっていた全32校を招待する方式で日本高野連が交流試合の開催を決めたため、8月10日の交流試合第1日から表示を始めている。
2020年にはユニ・チャーム、2021年から2022年はDAZNがバックスクリーンのスポンサーに付いていて、阪神主催のセ・リーグ公式戦でバックスクリーンに本塁打を放った阪神の選手に「（ユニ・チャーム→）DAZN バックスクリーン賞」として賞金100万円を贈呈した。さらに、阪神のファンクラブ会員を対象に、当該選手のサイン入りグッズを希望者から抽選で100名に進呈している。最初の受賞選手は佐藤輝明で、入団1年目の2021年4月15日に対広島戦4回裏無死1塁の打席で床田寛樹から放った2点本塁打によって100万円を獲得した。なお、2023年はスポンサーの降板により賞金の贈呈はなくなった。

#### 表記

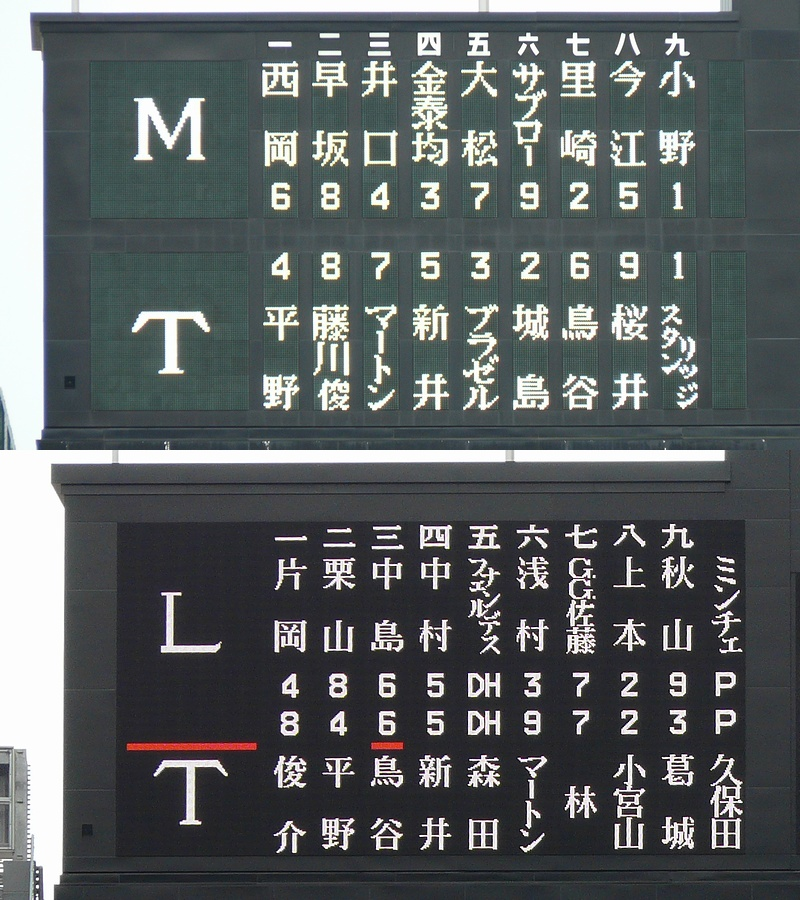
改行表記される選手名

選手名・チーム名
スコアボード左側の選手名および高校野球時のチーム名は、電光化されたあとも手書き時代を踏襲し、明朝体にて縦書きで表示していた。2025年には開場100周年記念企画として、かつての手書き文字を元に、阪神電気鉄道とフォントメーカーのモリサワが新たに共同制作した「甲子園フォント」が導入され、3月4日のプロ野球オープン戦阪神対中日戦より使用されている。NPBの本拠地球場において、選手名を縦書きで表示しているのは、現在では甲子園球場とMAZDA Zoom-Zoom スタジアム広島のみとなっている。選手名部分は漢字で3文字分が表示できるようになっており、同一チーム内に同姓の選手がいる場合に表示する下の名前の1文字はやや小さい文字が右下に寄せて表示される（姓が1文字の場合は、姓の漢字が標準より0.5文字分下に表記される）。ただし、俊介や大和のように下の名前のみで登録されていた選手や、韓国または台湾出身で3文字（フルネーム）で表示される選手の場合は全て他の漢字と同じ大きさの文字になる。
2018年以前は、スコアボードの性能上、一行では最大で6文字までしか表示できなかったため、特に外国人選手などで選手名が7文字を超える場合は後述のように文字を小さくした上で枠内に二行に分割し表示するなどの方法をとっていた。また、韓国や台湾出身の選手では1文字（姓のみ）で表示する場合と3文字（フルネーム）で表示する場合があるが、これはそれぞれの所属チームでの表記に合わせている。なお、メッセンジャー（阪神）は7文字だが「ッ」と「ャ」の表示を工夫して一行で表示した。
- 1990年 - ディステファーノ（中日）は「ディステ（改行、右へ二文字下げて）ファーノ」と表示された（第1号）。
- 1997年 - グリーンウェル（阪神）は「グリーン（改行、右へ三文字下げて）ウェル」と表示された。
- 2001年 - シュールストロム（広島）は「シュール（改行、右へ二文字下げて）ストロム」と表示された。
- 2006年 - フェルナンデス（楽天、「フェル（改行、右へ二文字下げて）ナンデス」）とオクスプリング（阪神、「オク（改行、右へ一文字下げて）スプリング」）の2名が改行されて表示された。
- 2007年 - 前年同様にフェルナンデス（楽天）とフェルナンデス（広島、ともに「フェル（改行、右へ二文字下げて）ナンデス」）と、グライシンガー（ヤクルト、「グライ（改行、右へ二文字下げて）シンガー」）の二名が改行されて表示された。但し、ローマ字表記の登録名となったTSUYOSHI（ロッテ）は、綴りを「TUYOSI」に変更して一行で表示された。
- 2008年 - フェルナンデス（楽天）、グライシンガー（巨人に移籍）に加え、コズロースキー（広島、「コズロー（改行、右へ三文字下げて）スキー」）が分けて表示された。
- 2009年 - フェルナンデス（オリックスに移籍）、グライシンガーに加え、ファルケンボーグ（ソフトバンク、「ファルケン（改行、右へ三文字下げて）ボーグ」）が分けて表示された。またバーナム・ジュニア（ロッテ）は、ジュニアを一文字分でJr.と表示したため改行はされていない。
- 2010年 - スタンリッジ（阪神）が6文字だが「スタン（改行、右へ一文字下げて）リッジ」と表示された。これは、「ッ」と「ジ」の濁点が干渉し一行で表示しづらくなるためこの表示になった。
- 2011年 - MICHEAL（巨人）をカタカナでマイケルと表示した。カルロス・ロサ（ロッテ）は「カルロス・（改行、右へ四文字下げて）ロサ」と表示された。
- 2016年 - サターホワイト（阪神）は「サター（改行、右へ二文字下げて）ホワイト」と表示された。
- 2018年 - R・マルティネスとA・マルティネス（いずれも中日）は「R（A）・（改行、右へ半文字下げて）マルティネス」と表示。

2019年のスコアボード全面化後は表示の性能が向上したことで7文字を超えても一行での表記が可能となり、「デュプランティエ」（阪神）のほか「シューメーカー」（巨人）「R・マルティネス」「A・マルティネス」や「シャッケルフォード」（DeNA）など7文字を超える選手でも一行で表示させている（これまで最大で表示したのはシャッケルフォードの9文字。阪神の選手ではデュプランティエの8文字）。
普段は使用する機会は少ないが、全面フリーボード化する前からDH制に備えて選手名は10人分が確保されており、当時は9番打者の右横が投手枠として設けられていた。また、試合開始30分前の先発バッテリー発表時には9番目の枠に投手、10番目の枠に捕手の名前を表示したが2011年からは右側に両方（投手・捕手）表示するようになったため左側に捕手・投手名は書かなくなった。
2017年5月5日から7日の対広島戦では、こどもの日にちなんだゴールデンウィークの特別企画「ゴールデンウィークこどもまつり」の一環として、子供連れのファンにも選手を覚えてもらう目的で、日本人選手に限り表示を平仮名にする試みを行った（外国人選手については通常と同じく片仮名表記）。また、審判員も日本人選手同様に平仮名表記とした。2018年以降もゴールデンウィークのうちこどもの日ないしその前後に当たる主催試合で同様に、日本人の選手名・審判名を平仮名で表記するサービスは継続している（2020年は新型コロナウィルス蔓延による公式戦開幕延期のため実施せず。2021年は無観客開催であったが実施）。
2022年7月29日から31日の対ヤクルト戦では、特別企画「夏休みこどもまつり」の一環として、ゴールデンウイークでの「こどもまつり」と同じく選手名・審判名を平仮名表示とした（今回は外国人選手も含めて全てが平仮名表示）2023年も同様のイベントを実施。
- （阪神を含めて）平仮名表記の対象試合に臨むチーム内に同姓の選手が所属している場合には、通常の試合での表記方法（前述）に準じて、名前の最初に充てられる平仮名1文字をやや間隔を空けて右下寄りに表示している。以下では、2021年最初の平仮名表記試合であった4月30日の阪神対広島ナイトゲーム（無観客で開催）への出場選手を例に示す。
  - 広島：高橋樹也（たかはしみきや）→「たかはし み」（同姓の高橋大樹・高橋昂也も所属していることに伴う措置）、菊池保則（きくちやすのり）→「きくち や」（スコアボード表記の「菊池保」に沿って表示）
  - 阪神：佐藤輝明（さとうてるあき）→「さとう て」（同姓の佐藤蓮も所属していることに伴う措置）

左側がフリーボード化されてから、選手名表示にアニメーションが加えられている。
- スターティングメンバー発表 - 場内アナウンス「○番、（守備位置）、（選手名。高校野球時のみ「君」＜男子＞または「さん」＜女子＞付け）、背番号◯（プロ野球時のみ）」で、守備位置読み上げ時にそれを表す数字・記号が表示され、選手名読み上げ時はプロ野球では選手名が中央に大きく表示された後吸い込まれるように所定の位置に納まり、高校野球では選手名が所定の位置でパネル式のように横回転しながら表示される。なお審判員表示はプロ野球・高校野球共通でアニメーションなし。
- 選手交代時 - 交代及び代打・代走からそのまま守備につく選手名とポジションが反転し横回転すると、新たな出場選手名とポジションが反転表示され、通常表示と反転表示の点滅を経て通常表示となる。フリーボード化以前は新たな出場選手名とポジションの反転表示と通常表示の点滅のみ。

スコアボードのチーム名（得点側）は電光化されてから漢字3文字（詰めても3.5文字）までしか表示できなかったため、高校野球時には智弁和歌山→和智弁、駒大苫小牧→駒大苫などのように工夫して表示してきた。この表示方法は、NHKやABCテレビの高校野球中継でも用いられることが多かった。また、1991年夏の大会では同名の高校を区別するため、詰めれば3.5文字入ることを利用して、智弁和歌山→和・智弁、智弁学園（奈良）→奈・智弁、大阪桐蔭→大・桐蔭、桐蔭学園（神奈川）→神・桐蔭と中点（0.5文字分）付きで表記された。このうち智弁和歌山のみ1997年まで中点付きの表記が継続された。ただし、秋田経法大付（現・明桜）→経法大付（2002年選抜）、日高中津分校→日高中津（1997年選抜）と4文字で表示された例がある（いずれもLED化前）。また校名表記は原則として新字体を用いる（「智辯」→「智弁」、「○○大附」→「○○大付」等）が、2014年選抜の白鷗大足利は新字体の「鴎」ではなく正式な表記の「鷗」(「鴎」の「メ」の部分が「品」)が用いられた。
2009年の選抜大会からはバックネット上のスコアボード改修を機に高校野球時に限り、イニングスコアの十回部分をなくし一回から九回までを1イニング分ずらして表示することでチーム名が漢字4文字まで表示できるようになった。2014年選手権では日大鶴ヶ丘が5文字で表記されている。ただし、早稲田佐賀→早 佐 賀（2017年選手権）、国学院久我山→国久我山（2019年選手権ほか）のような省略を余儀なくされる場合や、早稲田実→早 実（2009年選抜。2010年選手権では早稲田実）、新潟明訓→明 訓（2010年選手権。2012年選手権では新潟明訓）、鹿児島実→鹿 実（2011年選抜。2015年選手権では鹿児島実）、智弁和歌山→和 智 弁（兄弟校の智弁学園と区別をつけやすいようにという事情がある）などの伝統校の中には表記を変えないように要請したり、県岐阜商のように得点側の表記変更と同時に選手名側の表記も変更（県 立（改行）岐阜商→県岐阜（改行）商）した学校もあった。
なお右半分のフリーボード化以前は、下部の試合結果表示部分で表示が2試合分までの場合はチーム名が6文字まで表示されていた。この際のチーム名は他の部分で使われている明朝体ではなくゴシック体で表記されており、1990年選手権大会での済々黌はゴシック体の「黌」が表示できず、やむなくひらがなを使用し済々こうと表記された。表示が3試合分の場合は通常通り明朝体での3文字表記となっている。
選手名側のチーム名は、通常4文字以上の場合は上下2段に表記し上下段ともに最高3文字ずつ（最高6文字）であるが、表示部分が拡張された1997年以降は市和歌山商（現・市和歌山）→市 立（改行）和歌山商（2005年選抜ほか）→市和歌山（2014年選手権ほか）、県和歌山商（現呼称・和歌山商）→県 立（改行）和歌山商（2007年選抜）や九州国際大付→九 州（改行）国際大付（2009年選手権ほか）、日本航空石川→日本航空（改行）石 川（同）、自由ケ丘（2010年選抜ほか）、二松学舍大付→二 松（改行）学舎大付（2014年選手権ほか）、東海大熊本星翔→東海大（改行）熊本星翔（2018年選手権ほか）、聖カタリナ学園→聖ｶﾀﾘﾅ（改行）学 園（2021年選抜ほか）など、3文字以内ずつに分けにくい場合は1段が4文字で表示されることもある。枠内には余裕があるため、2005年選抜大会では4文字の部分は枠をフルに使用し通常と同じ大きさで表示されたが、2006年以降は中央の3文字分×2段の部分に通常より小さい文字で表示されている。1996年以前はこのような場合でも4文字で表示されることはなく、秋田経法大付は1990年の選抜大会などで秋 田（改行）経法大と表示されていた。また東京都市大塩尻→都市大（改行）塩 尻（2011年選手権）、おかやま山陽→おかやま（改行）山 陽（2017年選手権ほか）、中京学院大中京（現・中京）→中京院（改行）中 京（2019年選手権）のように4文字以内ずつに分けにくい場合はチーム名の一部が省略される。
2019年3月からメインスコアボードが1面の大型ビジョンに変更されたのに伴い、選手名がプロ野球と高校野球で異なる。プロ野球時はチーム名を原則アルファベット1文字で表記するため、チーム名の文字の左右の余白が詰められ、選手名の表示が2人分ほど左に移動した。高校野球時は大きな変更はない。なおこの改修後、テスト表示では得点側・選手名側ともチーム名に5文字まで表示可能なことが確認されているが、実際の試合ではいずれも4文字までの表示となり従来の表記が踏襲された。プロ野球の試合では2019年まではどちら側のチーム名も漢字ではなく東京ドームのスコアボードと同じようにアルファベットの略称（阪神タイガース→T、読売ジャイアンツ→G、横浜DeNAベイスターズ→DBなど）で表示されていた。
試合進行
審判員の名前は2018年まで球審と塁審の4人制のみの対応だったため、プロ野球のオールスター・日本シリーズ開催時の外審（線審）は名前が表示されなかった。プロ野球開催時で外審がいる場合、2018年までは試合開始前にスコアボード右側のカラースクリーン部分に並列する形で表示して紹介していたが、2019年（同年、オールスターを開催）からは文字の大きさを小さくして6名分表記するようになった（高校野球のナイター突入時は変更せず）。審判の名前の上には、2010年までは「UMPIRE」と表記されていたが、2011年以降は「UMPIRES」とLEDによる複数形の表記に変更されている（写真を参照）。球審の表記は、2010年まではプロ野球12球団の本拠地の中では当球場が唯一「Chief umpire（チーフ・アンパイア）」の略であるCHを用いていた（過去では中日球場や平和台野球場が球審をCHと表記）が、スコアボード改修後は他球場と同じく「Plate umpire（プレート・アンパイア）」の略であるPLに変更されLED化された。また塁審の表記は、一塁→IB・二塁→IIB・三塁→IIIBのように、ローマ数字とBの組み合わせとなっており、これも改修の際にLED化された。
ヒット、エラー等の判定は審判の名前の上にある横3文字分の枠の中に、ヒットの場合はH、エラーの場合はEとエラーをしたポジションの数字（白色）が表示される。1ヒット1エラーの場合はHE7のように表示される。また1つのプレーで2人がエラーをした場合にはE53（この場合はサードとファースト）と表示される。フィルダースチョイスの場合はFcと表示される。
2011年の改修以降は担当審判と時計カウンターを表示する部分と一体化されている。
高校野球ではボーク、守備妨害など観客からは分かりにくいプレーや判定に対し、場内に説明がされないので「表示してほしい」と要望があったことから、このようなケースの際には2001年よりスコア表示の下に判定を表示するようになっている。一方、プロ野球では申告敬遠の際のみスコア表示の下に『申告敬遠』と表示される（ただし高校野球の場合は『申告故意四球』）。
阪神が負けた場合、スコア表示の下に「グラウンドへの物の投げ込みは絶対におやめくださいますようくれぐれもお願いいたします」と注意喚起の表示をするようになっている。
また、現在のバッターが誰かを表示するランプは2代目スコアボードのときから上段のビジターの選手名と下段のホームの選手名の中間に9個の赤いランプがつけられていた。3代目スコアボードにも9個の赤いランプ（選手名の表示は10人分あるが、DH制の場合ピッチャーは打席に入らないため）が踏襲されていた。1997年からは、ランプとそれまで選手名とポジションの間で攻撃中のチームを表示していた赤いライン（一番から九番まで、DH制の場合はピッチャーのところまでが1本につながっていた）を廃止し、選手名ごとに区切った短い赤いラインで表示するようになった。2019年からプロ野球での試合に限り、出塁している選手は緑色のライン、攻守交代後の先頭打者は白いラインで表示されるようになった（高校野球では従来通り、打者に対しての赤いラインのみ）。
他の球場の多くが代打のポジションを「H」「PH」、代走のポジションを「R」「PR」としているのに対し、甲子園球場では代打は「打」、代走は「走」と漢字表記しているのも特徴である。ただし、オープン戦などDH制で行う場合の指名打者は「DH」、投手は「P」と表記されている。
選手と同じく、2019年3月からメインスコアボードが変更されたのに伴い、スコア表部分もプロ野球と高校野球で異なる。プロ野球時はスクリーンの右端に打席に立っている選手の情報が表示されるため、BSOランプの左下のところにチーム名がくるようスコア表示全体が移動する。高校野球時は表示位置に大きな変更はないが、チーム名が漢字4文字まで表記可能なままイニングスコアの十回部分が復活（さらに決勝戦以外で延長11回以上に突入した場合は十一から二十まで表示）とは対照的に、プロ野球のオールスターでは延長なしの9回までのため十回部分が削除された。サブスコアボードもメインスコアボードと同じ仕様に変更された。
アナウンス
高校野球のアナウンスで工業、商業、学園、学院、実業が付く学校名は、原則として対戦校と校歌斉唱のみ「○○工業高校」「○○商業高校」「○○学園高校」「○○学院高校」「○○実業高校」と言う。それ以外は「○○工業」「○○商業」「○○学園」「○○学院」「○○実業」と言う。またスターティングメンバー発表時や初打席の時には背番号を言わない代わりにポジションと選手名（「君」＜男子＞または「さん」＜女子＞付け）を繰り返し言う他、審判紹介時の締めの言葉が「以上でございます。」ではなく「以上、4氏でございます。」といった、プロ野球との言い回しの違いもある。これらのアナウンスは全て女性が行っている（いわゆる『ウグイス嬢』）。なお、プロ野球の公式戦では、いわゆる『ウグイス嬢』とは別に、タイガース攻撃（裏）の開始前やイニング間のイベント（ビジョンに映った観戦客に何らかのパフォーマンスを行ってもらう、など）、タイガース勝利試合でのヒーローインタビュー選手紹介などで、球場内を盛り上げるための男性のスタジアムDJが起用されている。

### 甲子園ライナービジョン
2008年オフの銀傘改修の際に設置された三菱電機製リボン状LEDボード（オーロラリボン）である。サイズは縦1.2m×横249.6m。アメリカでは広く採用されているもので、日本初として2006年に採用が発表されたが、設置はクリネックススタジアム宮城（2007年に日本初設置）・千葉マリンスタジアム（2008年設置）に先行されている。プロ野球の試合ではタイガースの応援や選手紹介の映像動画、CM、打席に立った選手のシーズン通算成績と当日の打撃記録、デジタル数字表示によるボールカウント、他球場速報（オーロラビジョンの映像と連携した映像が流されることもある）などを、高校野球でもその日の試合結果を表示する。
また、NTTドコモ提供で「ドコモオーエン甲子園」をファンからメッセージを募り、試合前、イニングのインターバルを利用して応援メッセージが流されている。当初、プロ野球公式戦の阪神主催試合のみだったが、2012年の夏の高校野球でも応援メッセージが流された。
2011年の楽天イーグルス主催試合では「がんばろう東北」（ワインレッド地白文字）と楽天イーグルスロゴ、または同チーム協賛スポンサーの企業の広告を表示。
タイガース主催試合では、3回裏に「3」にちなんで三菱電機の広告が表示される。初期は水色（かつての三菱電機のコーポレートカラー）のバックに「三菱電機 オーロラビジョン」「三菱電機 オーロラリボン」「MITSUBISHI」が表示されていたが、2014年シーズンより「（スリーダイヤ）MITSUBISHI ELECTRIC」が表示される。

### 広告
ラッキーゾーンが設置されたごく初期のころ（1950年代初め）、ラッキーゾーンに直接広告看板を貼り付けていたことがあったが、1950年代後半ごろからフェンスに貼り付ける形になった。
甲子園球場ではフェンス、スタンド、ベンチに広告看板を掲出しているが、高校野球の全国大会期間中は日本高校野球連盟との取り決めで、バックネットのものについては広告をラバー製のシートで隠している。高校野球の兵庫県大会、あるいは1998年に開かれた「AAAアジア野球選手権大会」（アジアの高校生年代の野球大会）の時は広告フェンスを隠さず、通常と同様の状態で試合を行っている。
外野フェンスに関しては、選抜高等学校野球大会時のみ、歴代優勝校の校章と校名、優勝回が書かれた白い校板を掲示していた。この校板は1932年の第7回大会から掲示されていたが、1984年の第56回大会2日目第1試合に行われた佐賀商対高島の試合において、外野でワンバウンドしてラッキーゾーンに入る、本来ならばエンタイトルツーベースとすべき当たりを審判が間違えてホームランと判定してしまう事件が起きたことから、その翌日から伝統の校板は撤去された。これは校板が白くて大きいためにボールが見えにくかったためである。
フェンス部分は1983年夏の大会まで内外野全て脱着式だったが、1984年に内野部分にラバーが貼られるようになってからは内野部分の広告はそのまま露出し、外野部分とバックネット付近の広告を隠す（ラッキーゾーンの付近にある広告は取り外し式）ようになった。左中間・右中間にある大会名表示は春の大会は1985年・第57回以後、白パネルから緑地白文字のシートで広告を隠す方式に変更。夏の大会は元々から緑地白文字で、1985年の第67回大会までは1文字ずつ（大会の回数については2桁の数字を1枚にまとめた）切り離したパネル式のものだったが、1986年の第68回大会以後は春の大会同様シートをかける形になった。
1992年にラッキーゾーンが外され外野にラバーが貼られた際には大会名の入ったグリーンのシートで広告を隠すようになった。
- （例）通常主催者のクレジットは左中間、大会名は右中間のフェンス部分に表示された。
- 春の大会 主催 日本高等学校野球連盟・毎日新聞社 第○回選抜高等学校野球大会
- 夏の大会 主催 日本高等学校野球連盟・朝日新聞社 第○回全国高等学校野球選手権大会

1995年選抜大会には阪神・淡路大震災の復興を祈念する文言が右中間側に、復旧作業のお礼を示す文言が左中間側に、また2008年の第80回記念選抜大会には大会歌「今ありて」の歌詞の一部「今ありて未来も扉を開く」が右中間側にそれぞれ掲示された。
2010年からは外野フェンスの広告をそのまま出すことになり、大会名はバックネット付近のフェンスに掲示することになった。これは、外野フェンスの広告を提供する14の企業・団体が外野席下に新設された「甲子園歴史館」の協賛社となったため、この協賛社から歴史館の運営費用を捻出するためと、歴史館に高校野球に関する資料を大量に展示したためである。このため、高校野球大会を主催・後援する高野連、朝日・毎日の両新聞社と協議したうえで、高校野球期間中もフェンス広告を隠さないことになった。
本塁後方のフェンス広告（2か所）は1980年代前半から2004年まではカネボウが、2005年から2016年までは江崎グリコおよびグリコ乳業が、2017年から2019年まではサンスターおよびアットホームが、2020年からはコナミが広告を出している。2005年から幕巻き取り式による電動で複数の広告パターンを交代で出せるようになり、2013年オープン戦からはそれまでの緑地白文字のモノクロ広告からカラー広告が中心となった。試合前の打撃練習中の際「阪神甲子園球場」の幕が出ている時がある。オールスターゲームや日本シリーズの時のみ協賛企業（オールスター開催時は三洋電機 → ガリバーインターナショナル → マツダ → マイナビ。日本シリーズ開催時はコナミ → 三井住友銀行）の広告となる。なお、高校野球の時は2005年までは広告部分は緑のシートで覆って隠され、電動表示幕変更後は広告のない緑一色の表示を出していたが2010年選抜大会から大会名表示を行なうようになった（上述の通り、この大会から外野フェンスの広告は隠さなくなったため、大会名表示が外野フェンスから移動した形）。大会名はバックネット左側（1塁側寄り）、主催団体表示は同右側（3塁側寄り）のそれぞれ回転広告看板に表示される（特にテレビ中継では左側=1塁側の大会名表示の箇所が頻繁に映されている）。なお、バックネット裏（電動表示幕横）の広告は従来通りシートで隠してある。
ベンチに関しても、従来は高校野球開催期間中は広告は全て隠していたが、2016年夏の大会からはベンチ広告は隠さないで開催されている。実施当初はベンチの中の広告は外していたが、現在は外していない（実施当初は「阪神タイガース携帯サイト」等タイガース関係の広告だったためだが、現在はプロ野球以外の広告）。そのため、現在は高校野球開催期間中はバックネット広告が電動表示幕が大会名と主催団体表記になりその横が隠されるのと、バックネット裏の観客席の階段の広告(TOSHIBAの表記)が隠される以外は、プロ野球開催時と変わらない広告表記で高校野球も開催されている。
セ・パ交流戦開催期間中のみ、本塁後方のフェンス広告の横に「日本生命 セ・パ交流戦」の広告文字が追加される。2008年は交流戦終了後も本塁向かって左側のフェンス広告横のみ「セ・パ交流戦」だけを削除した「日本生命」が掲出され、2009年も開幕時からそのまま継続して掲出された。日本生命の広告は2014年公式戦まで続き、同年の日本シリーズは「SMBC日本シリーズ2014」、2015年シーズンからは「JTEKT」に変更されている。
また、外野入場口のうち、グラウンド最前列にあるコカ・コーラウェスト提供の看板は、普段コカ・コーラやジョージアのものであるが、夏の高校野球期間中はアクエリアスに差し替えてある。
2011年は東日本大震災被災地への復興支援として、高校野球（春・夏とも）では「がんばろう!!日本」（大会特別スローガン。!!の箇所は野球のバットとボールをデザイン）を、プロ野球では「みんなに笑顔を届けたい。」（グリコ協賛広告）をそれぞれ随時表示している。また、同4月のパ・リーグ公式戦・楽天対オリックスでは「がんばろう（イーグルス球団ロゴ）東北」の広告を掲げている。2012年の楽天主催試合では「edyは6月1日楽天edyに」という広告が掲示された。日本生命の広告はシートで隠してあった。2013年は江崎グリコの広告に色が付き更に同社が主催するキャッチフレーズ大賞でグリコの商品のキャッチフレーズが載る事になった。
スコアボード下の壁面のうちバックスクリーンに該当しない部分には三菱電機が広告を出している。2018年現在は「MITSUBISHI ELECTRIC オーロラビジョン」。その部分はプロ野球時の試合開始前、攻守交代時、本塁打時、試合終了後に点灯する。過去には「三菱ビデオ ファンタス」 → 「モバイルは三菱電機」 → 「携帯は三菱電機」 → 「霧ヶ峰ムーブアイ」などと出していた。
トライビジョン（バックスクリーン下側部分）の広告は、1979年から2004年まではカネボウ、2005年から2016年まではグリコグループ、2017年からは山九が広告を出している。1979年から1996年まではトライビジョン（2面広告+緑一色）という名称で、1997年から2010年までペンタビジョン（4面広告+緑一色）の名称であったが、2011年3月バックスクリーンが改修され再びトライビジョンの名称になっている。大きさは高さ3,450mm×長さ14,392mmで、「おいしさと健康glico」とホームラン用の「ポッキー」の2面広告で電動により2種類のパターン（そのうち1種類はプレー中に使用する緑一色のパターンなので、広告として使用できるのは1種類）を掲示することができる。本塁打時には周囲の電飾が点滅するとともに「ホームラン おめでとう!」のパターンが掲示される。2010年のペンタビジョンの時は「おいしさと健康glico」「ビールにCratz=クラッツ」「Posca」（ホームラン用のみポッキー）の広告が入っていた。高校野球期間中と阪神球団以外の主催試合では一切使用しない。2011年からホームラン時に電球が光る部分をLEDに替えている。以前は表示中の故障により緑一色に戻らなかった時のために、上部に巻き上げ式スクリーンが収納されていた。1999年頃に、阪神戦で1度故障により使われた。また2011年7月8日に行われた、ウエスタン・リーグの阪神対ソフトバンク戦で、5回表ソフトバンク柳田悠岐のホームランの時に「ホームランおめでとう!」の「ホームラン」までしか表示せず、また緑に戻らなくなり、試合を中断して球場職員が手動で緑に戻す作業を行った。
スタンド最上段には縦約2m×横約15mの看板が全面に設置されていた。リニューアル工事に伴い内野スタンド部分のものがロイヤルスイート上部壁面へ移設され、外野照明塔設備の両サイドがそれまでのものから、縦に大きい照明内蔵式看板になっている。またこれとは別に、銀傘先端直下に横断幕形式の広告（銀傘から吊り下げる形で掲出されており、札幌ドームとほぼ同じ）が採用されている。
スタンド上段の広告は内外両面掲示だったが、2019年より外側は化粧板で覆われ掲示されていない。
2024年シーズンからマウンド広告を導入。初代協賛は神戸製鋼所となり同社のロゴ「KOBELCO」が石灰で描かれる。掲出対象は阪神主催のセリーグ公式戦とセ・パ交流戦（CSと日本シリーズを除く）。2023年よりマウンドに「Tigers（斜体）」や「六甲ミーツ・アート」を試験描画しており、協賛掲出は2024年3月5日のオープン戦で試験導入する。

## 球場外周・周辺施設

### 甲子園駅前広場
最寄駅である甲子園駅とは西側の駅前広場をアプローチとして繋がっている。かつては旧申川の土手や松の並木など埋め立て前の名残りが色濃く残り、土手の上には食堂や居酒屋、売店などの屋台が所狭しと立ち並んでいた。
しかし、甲子園駅のリニューアルが完了した2017年8月、西宮市は「阪神甲子園駅周辺地区都市再生整備計画」を公表し、「賑わいとうるおいのある駅前空間の整備」「駅周辺部の安全で円滑な歩行空間の確保」を目標として駅前広場の大幅な整備に着手。これに対して阪神側も一体となって整備を進め、2020年シーズン前に整備が完了した。
旧申川土手や松の並木、屋台などはほぼ完全に撤去され、跡地には「チームショップ アルプス」がリニューアルオープン、「アルプス」の跡地には新たに「ファンショップ ダグアウト」がオープンした（2020年6月）。また、国道43号線との交差地点には「HANSHIN KOSHIEN STADIUM」と記されたゲート型のオブジェが設置された。さらに、駅前の円形広場には「スターバックス」や「アズナス→タイガースローソン」がオープン（2018年9月）、動線の見直しによって隣接する「コロワ甲子園」へのアクセスも容易になるなど、生活空間としての機能が重視されたものとなった。

### 甲子園歴史館

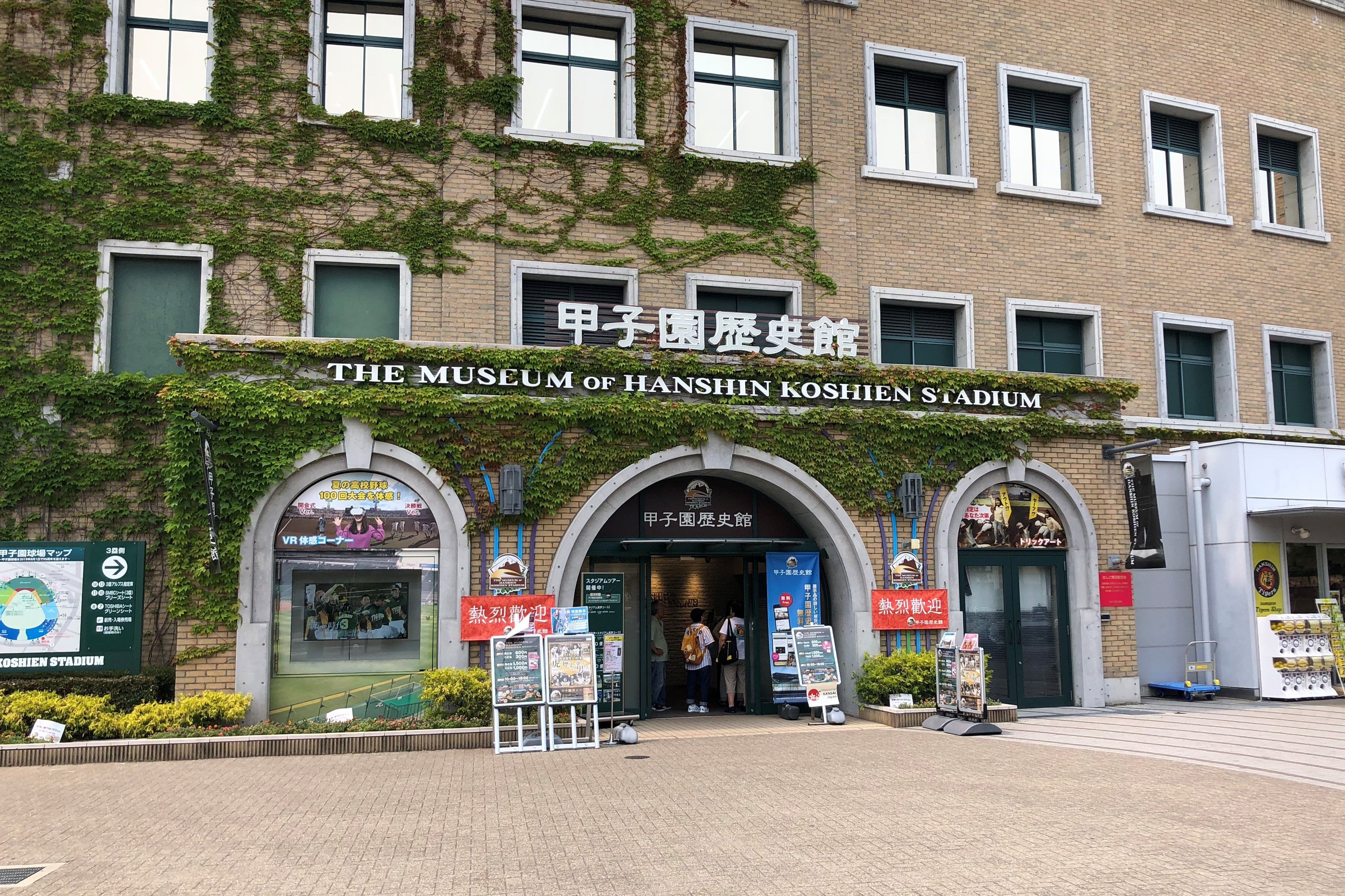
甲子園歴史館旧入口

1985年にライトスタンド1階部分の一角（22号門の跡）に設置された「阪神タイガース史料館」（ここでは選手の記念品やチャンピオンフラッグなどが展示され、スタンド内部へは直接の通行不可ながら試合開催時などに無料開放されていた）が前身。
大規模改修工事に伴う準備により、2008年の夏に展示物は一旦撤去され、夏の高校野球の期間中に高校野球の記念品の展示を行った後、一時閉鎖したのち、2010年3月14日に、レフトスタンドの1階（17号門の跡）とレフト・ライトスタンドの2階部分で新たに「甲子園歴史館」として、高校野球や甲子園ボウルに関するものも展示に加えて新規に有料施設としてオープンしている。
その後、徐々に展示スペースが手狭になるようになったこともあり、球場横の市有地を借り上げて新たに「甲子園プラス」（後述）をオープン、それに合わせて同施設のフロアを利用して展示スペースを拡大した。

#### 甲子園プラス
球場南側（センター側後方）に位置する別館。2022年3月3日開業。商業施設の他、歴史館の展示スペースなどを内包する複合施設であり、「365日にぎわいのあるボールパークエリアの形成」「スポーツをテーマにしたまちづくり」を目指す甲子園球場において「野球・スポーツ振興の場」「地域の憩い・子育て・学びの交流拠点」として機能する。
地上3階建てで、野球用品専門店やファミリー層を中心に人気の飲食店が路面型で出店し、地域の賑わい創出を図る1階の「商業フロア」、一部移転・拡張した歴史館に、実際に身体を動かして野球を体験するゾーン、店内に野球関連の書棚を配置したカフェを併設し、歴史館と一体的な空間づくりを図る2階の「甲子園歴史館フロア」、スポーツ・学び・子育てを通じて、地域の交流拠点となることを目指す3階の「キッズフロア」によって構成される。

### 野球塔

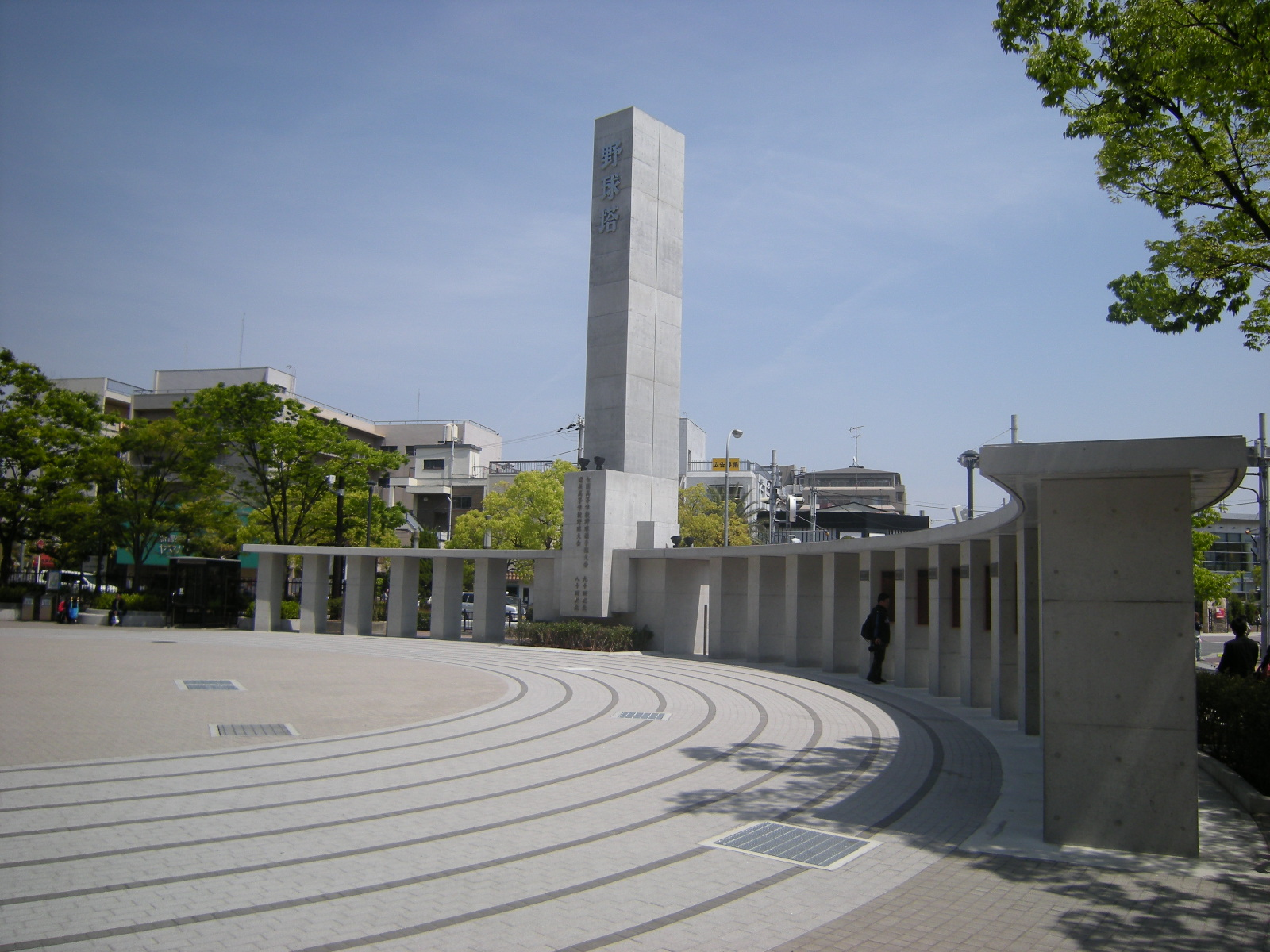
3代目野球塔

甲子園球場のスタンド外には、高校野球を記念して建立されたモニュメント「野球塔」が存在する。
初代
1934年、夏の甲子園20回大会を記念して、大阪朝日新聞社が建設。球場北東の松林（現在の甲子園警察署付近）に高さ30mの塔のほか、20本の柱廊、直径35m・8段・2,500名収容の階段型観覧席を備え、柱には第1回大会から第20回までの優勝校・選手名が1枚ずつ銅製の銘板に刻まれていた。しかし存在していた期間は短く、塔は近くに新設された鳴尾飛行場への離着陸の邪魔になると太平洋戦争中に撤去、銘板は軍に供出され、残りの列柱も空襲で崩壊、跡地も戦後に道路（現在の国道43号）の拡張時に区画整理され無くなった。現在は鋳潰されなかった銘板がいくつか残されており、そのうち第2回・慶應義塾普通部のものが野球体育博物館に、第20回・呉港中のものが甲子園歴史館に展示されている。
2代
正式名称は「選抜高校野球塔」。1958年、春のセンバツ30回大会を記念して、毎日新聞社が建設。球場西側の敷地に高さ4.5mのモニュメントを建設し、台座には第1回大会からの優勝校が刻まれた。リニューアル工事に伴い、2006年に撤去。
3代
2010年のリニューアル第3期工事の完工にあわせて高野連・朝日新聞社・毎日新聞社の3団体により建設された。場所はレフトスタンド後方（「甲子園歴史館」の入口ゲート前にあたる）で塔の高さは15m。20本の列柱の一部には、春・夏それぞれの優勝校名が刻印された銘板が取り付けられている。

### ミズノスクエア

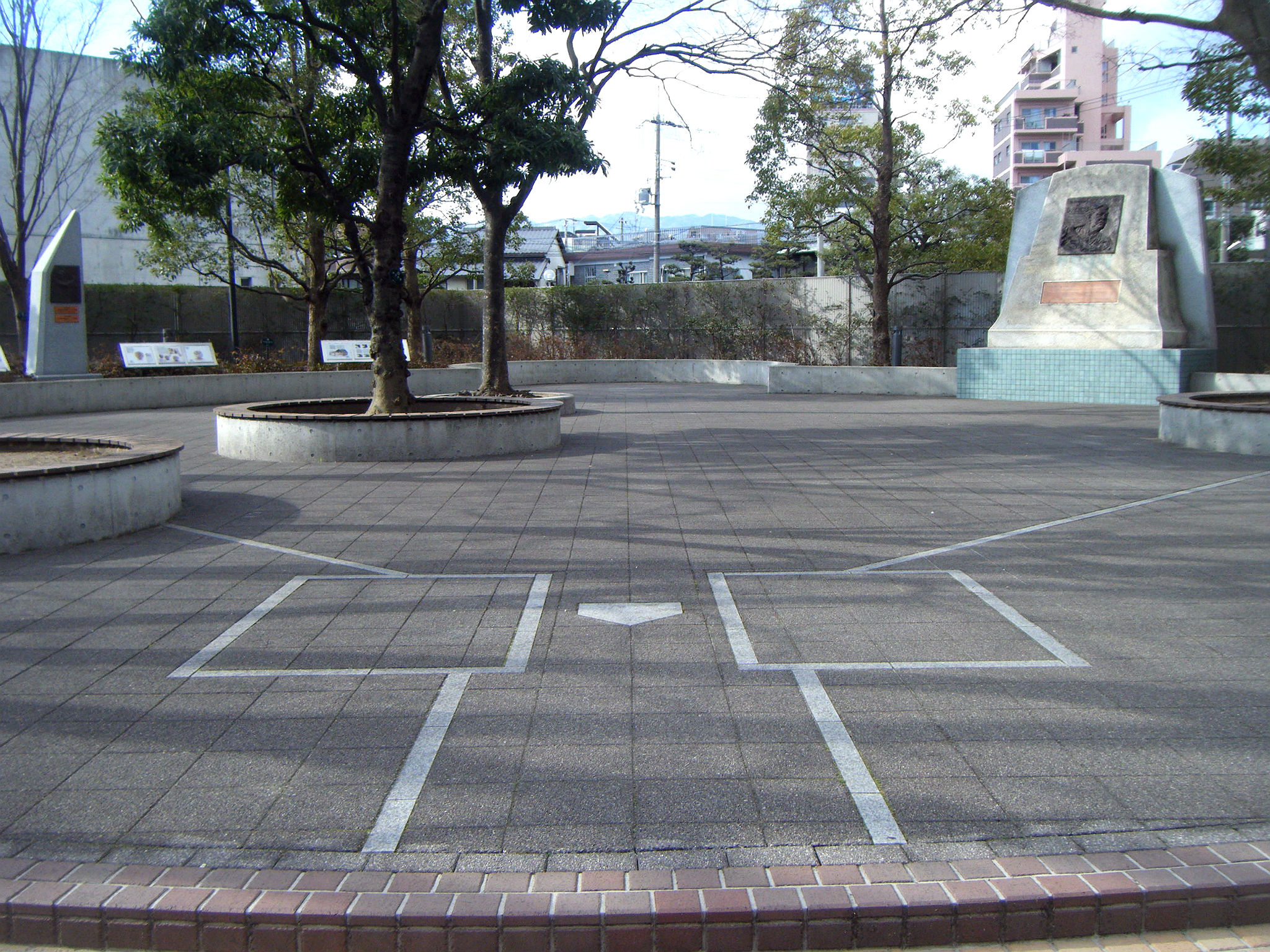
ミズノスクエア

2010年に一塁側場外へ整備されたイベント広場。ミズノがネーミングライツを取得しており、「ミズノスクエア」と名づけられている。「野球王ベーブ・ルースの碑」のレリーフ（1949年松岡阜制作、球場リニューアルに伴い球場正面から移設）や、金本知憲連続全イニング出場世界記録記念碑、タイガース創立50年記念の虎の像（駅前広場リニューアルに伴い2018年2月に移設）などのモニュメントが立ち並ぶ他、ミズノの野球道具の歴史について学べるパネルなども設置されている。

### OBAYASHI-SITE
2021年にレフト側場外へ整備された広場。球場建設・工事に関わる大林組がネーミングライツを取得しており、「OBAYASHI-SITE（オオバヤシ・サイト、通称：O-SITE）」と名づけられている。「365日のにぎわいのある“ボールパークエリア”の形成」を目指した取り組みの一環として設置されたもので、「野球開催日以外でも人々が行き交う憩いの場」や敷地内外を繋ぐ役割を担う。見る角度によって「甲子園」「大林組」と表示が変わる「スコアボード型モニュメント」や、その他球場建設の歴史が学べるパネルなども設置されている。

### ららぽーと甲子園

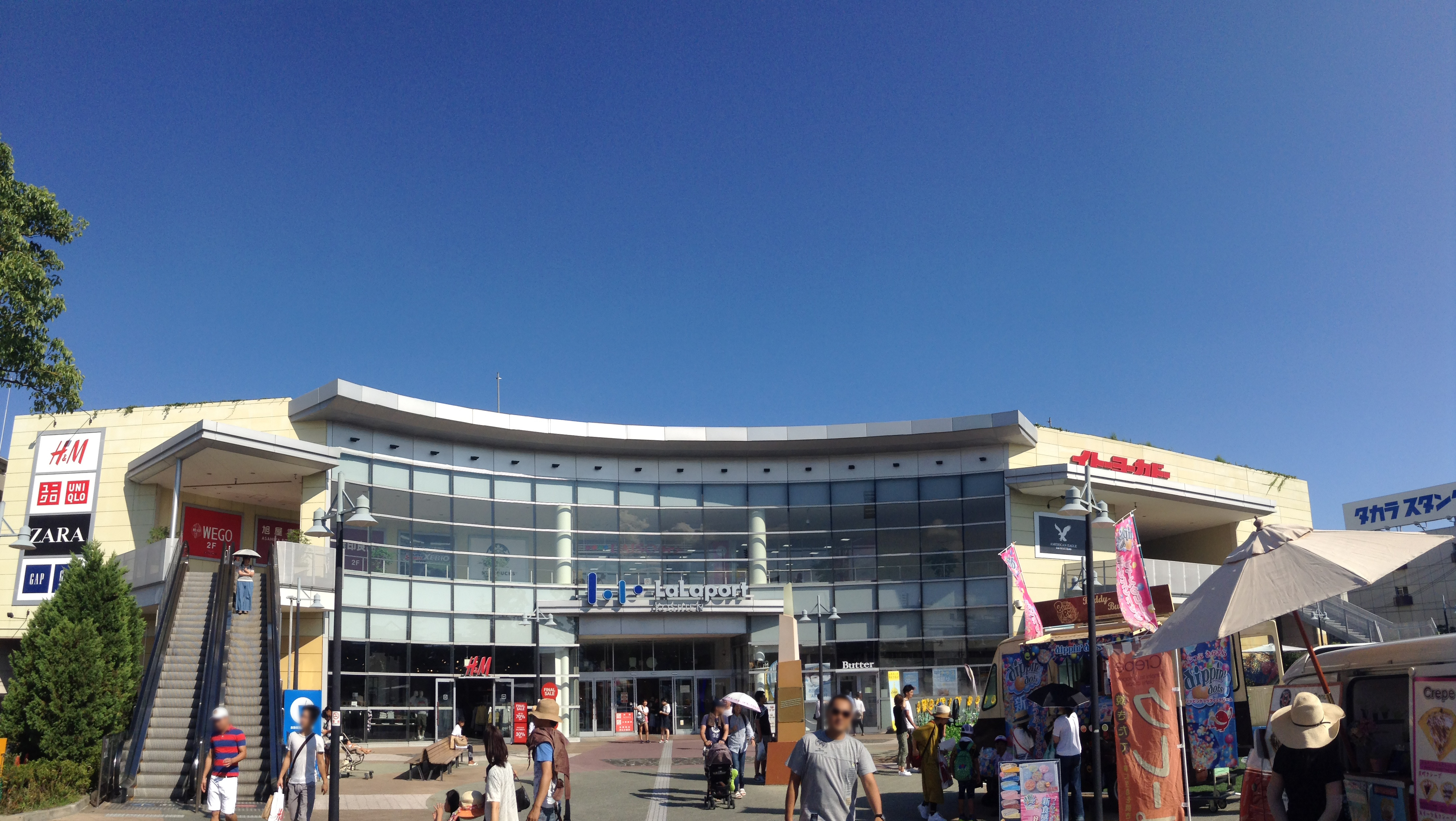
ららぽーと甲子園（2017年）

甲子園球場から甲子園筋を挟んで南東側に隣接する大型のショッピングセンター。旧・阪神パークの跡地における「甲子園ドーム」建設計画が白紙となった後、2004年11月にオープンした。

## キーワード

### 浜風
甲子園球場における「浜風」は、球場の南西（ライトスタンド後方）からレフトスタンド・三塁側アルプススタンド方向へ吹き抜ける風のことである。主に夏の晴天時の昼間に発生する海風であり、プロ野球や高校野球などの開催時期と重なることから球場の「名物」としても知られている。
浜風が強い場合、スタンド上辺を超える高さに上がった打球は特に強く風の影響を受けることとなり、守備に就いた野手が目測を誤ったり、ライト方向へ上がった本塁打性の打球が逆風となった浜風に押し戻された結果スタンドまで届かないなどといったケースもしばしばである。そのためライト方向への打球が多くなる左打者にとっては「不利な球場」と言えるが、右打者にとっても完全な追い風になることは少なく、この浜風で本塁打を損している選手は非常に多い。実際に、本塁打の出やすさを示す本塁打パークファクターが12球団の本拠地球場で最低であったシーズンもあるなど、球場自体の広さも相まって投手有利の「ピッチャーズパーク」に分類される球場である。
その一方で、掛布雅之やランディ・バースらはこの浜風の特性を逆手に取り、左打者ながら「芸術的」と評される流し打ちでレフト方向への本塁打を量産した。また、「奇跡のバックホーム」のように、この浜風が試合結果を左右してしまうこともある。
なお、アルプススタンドと外野スタンドとの間に存在する隙間は風の抜け道となっており、浜風が舞っている日でも右翼ポール際への打球はよく伸びる。赤星憲広（左打者）が2005年に放った唯一の本塁打（現役中に放った3本のうち、これが最後のものとなった）はその右翼ポール際に放ったものである。
ただし、2009年の銀傘架け替えによって、内野スタンド上の従来の広告看板があった場所が金網のみになったために風の吹き方が変わり浜風が弱まった可能性が示唆されている。また、ライトスタンドの後ろ（甲子園競輪場跡地）にマンションが建設されたことで浜風が弱まったという指摘もある。

### 21世紀の大改修

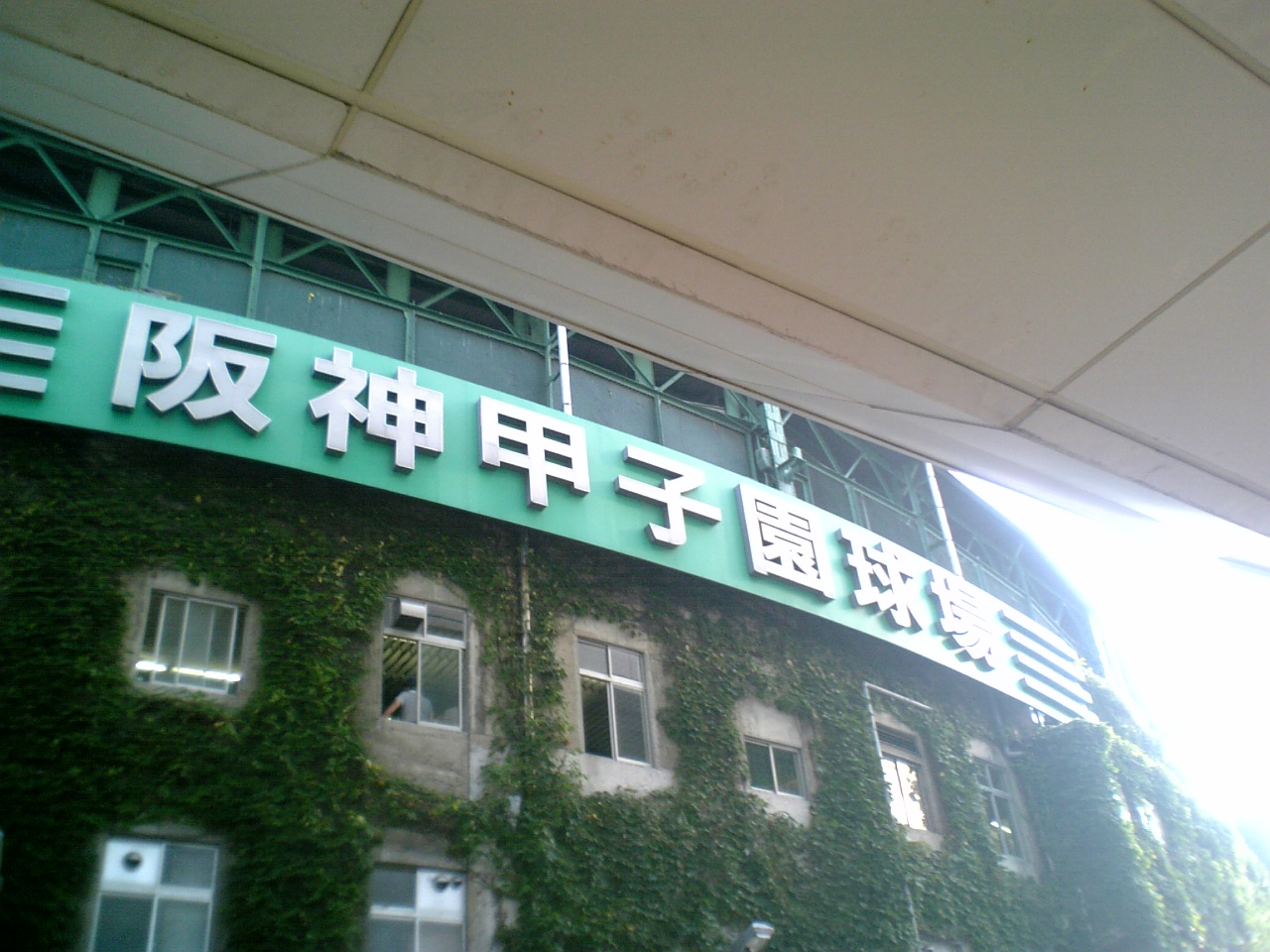
正面チケット売り場付近・改修工事前の撮影。球場外壁を覆う蔦

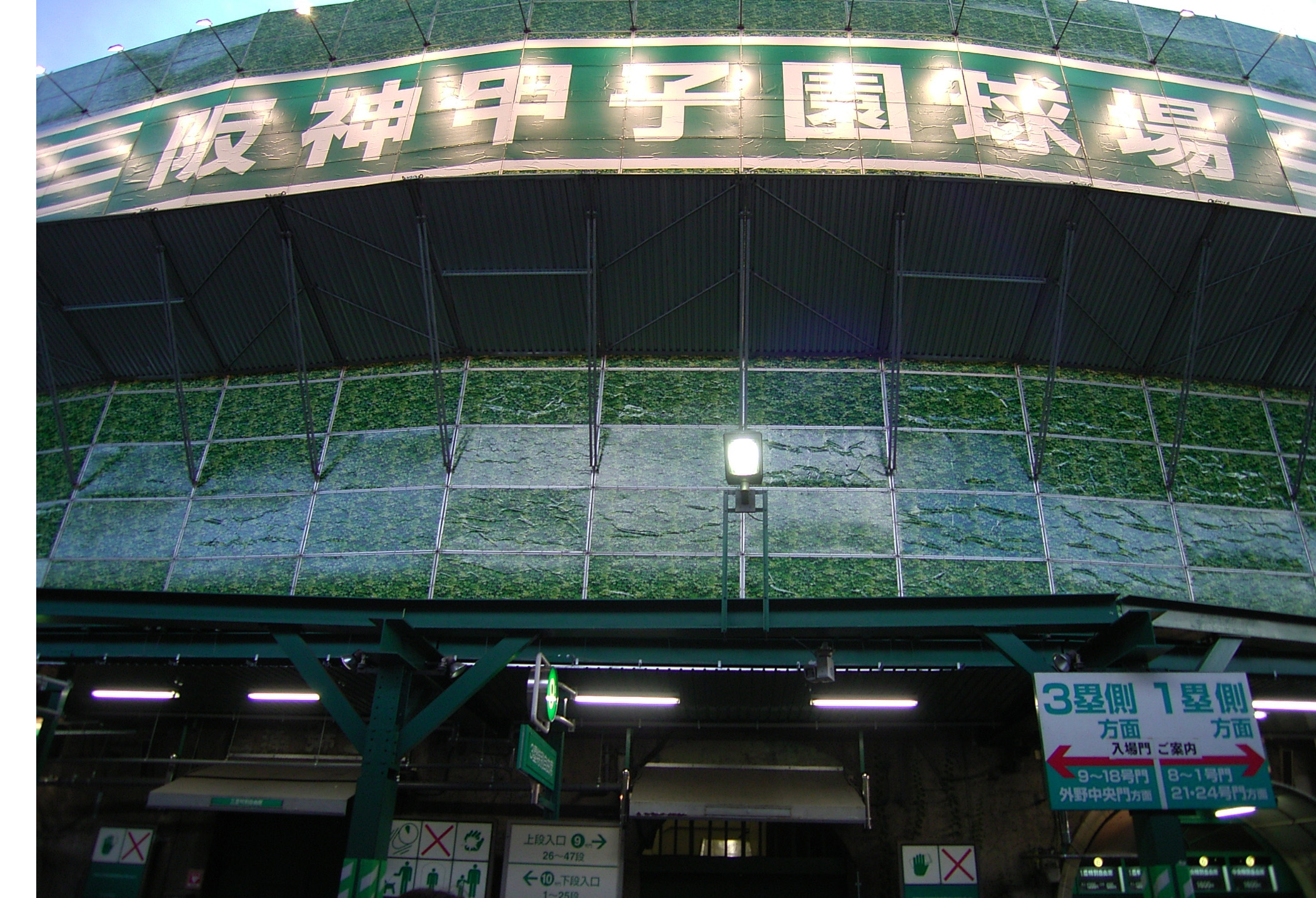
正面チケット売り場付近・改修工事前、蔦の伐採後の撮影。取り除かれた蔦の代わりに緑のパネルで覆われている。

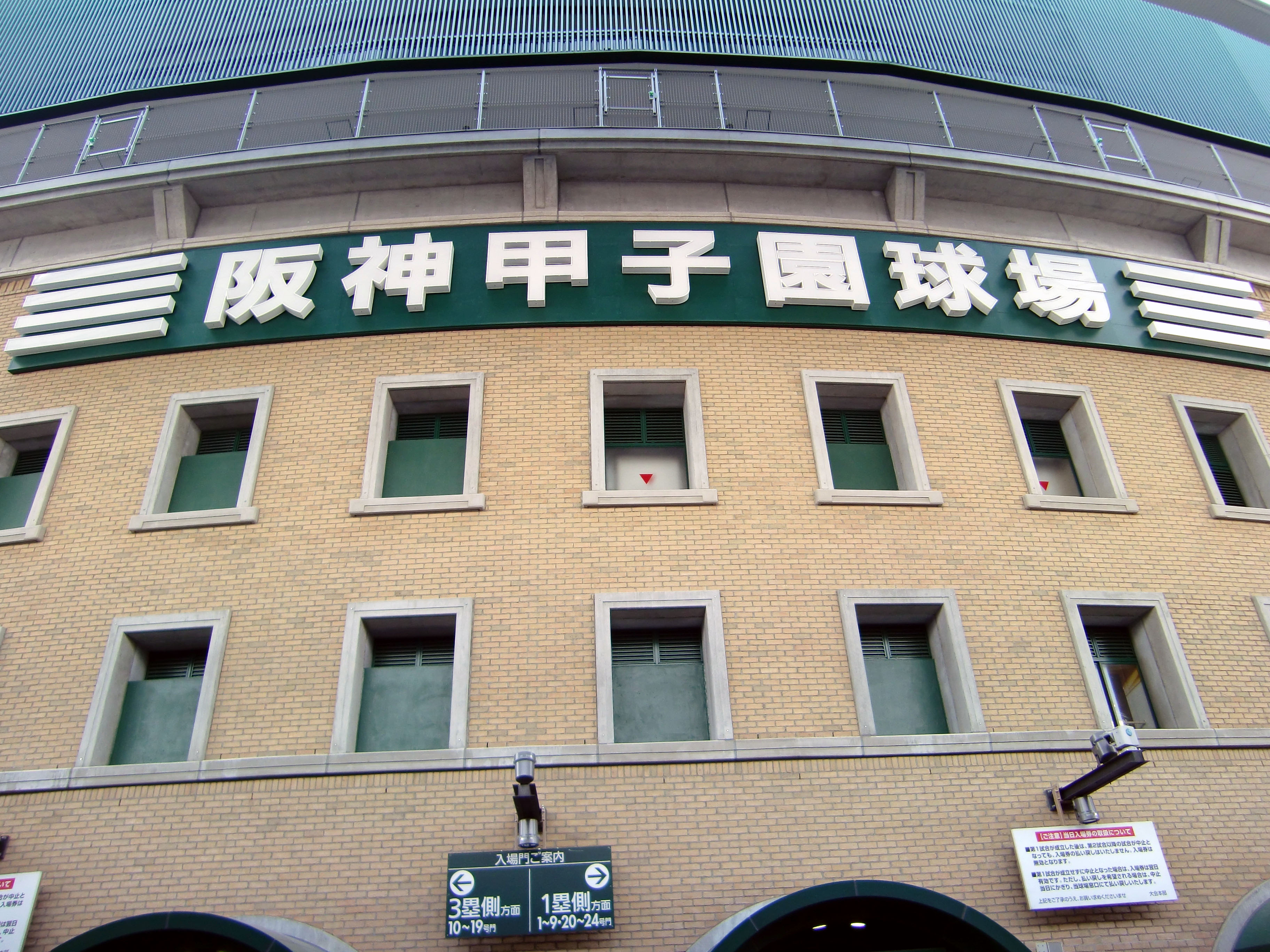
正面チケット売り場付近・改修工事後の撮影。（2010年3月22日撮影）

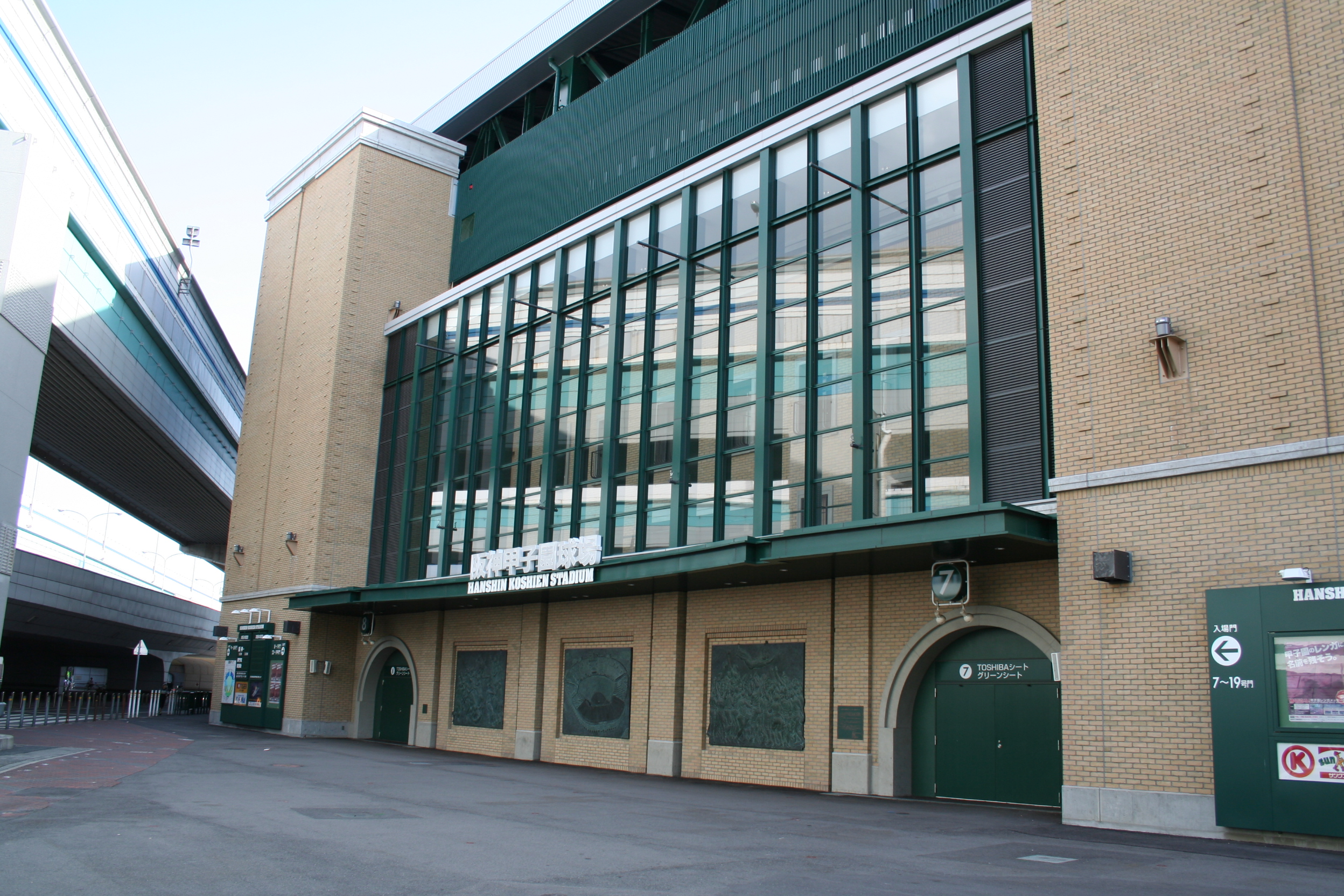
新装後、ガラス張りとなった球場正面（2009年10月18日撮影）

基本構想の発表
2005年11月7日に基本構想として正式発表された。改修に関する主な構想は下記の通り（詳細は外部リンクを参照）。
- 2007年10月着工、2010年3月竣工。シーズンオフを中心に3期にわけて工事を行い、プロ野球・高校野球はともに開催予定とする。
- 天然芝と黒土、オープンエアー（グラウンドに屋根をかけない）の形態維持。
- 甲子園球場のシンボルとされている蔦を改修工事前に一旦伐採（2006年度と2007年度のシーズンオフ2年間に分けて行う）し、工事終了後に再植栽。
- バリアフリー対策により、収容人員を4万7,000人に縮小。

工事時期は以下の通り。
- 2007年シーズンオフは内野スタンド内部の改装と銀傘の撤去（そのため2008年シーズンは銀傘なし）を実施。
- 2008年シーズンオフはアルプス・外野スタンドの内部及び観客席の改装と新銀傘の設置を実施。
- 2009年シーズンオフは内野スタンドの観客席更新と外周整備を実施。

ドーム化見送りに関しては高校野球界から「青空の下でプレーできなくなり、高校野球に相応しくない」との反対論が続出していた。また収容人数を減らすことにより今以上に阪神戦のチケットの競争率が高くなり、球場へ見に行けなくなるファンが今よりも増えてしまう可能性があるため、改修するのなら増席をするべきだという意見もあった。
なお、この改修により2007年 - 2009年のシーズンは阪神がホームとなるポストシーズン（クライマックスシリーズと日本シリーズ）のゲームを甲子園球場で行わないことが2005年11月の実行委員会で了承された。なお2008年まで阪神の監督を務めた岡田彰布はこの球団の対応に対し苦言を呈している。実際の代替開催先は以下の通り。
- 2007年は阪神がホームとなるポストシーズンゲームは開催されず。
- 2008年は工事開始日までに開催できなかったレギュラーシーズン1試合をスカイマークスタジアムで、クライマックスシリーズ第1ステージを京セラドーム大阪で開催。
- 2009年は後述の工期短縮により10月にレギュラーシーズン2試合を行った。

試合ではないが、毎年オフシーズンに行っていたイベントも場所を変えて開催された。
- 阪神の「ファン感謝デー」は「ファン感謝の集い」として2007年はインテックス大阪で、2008年はワールド記念ホールで開催。
- 甲子園ボウルは長居陸上競技場で代替開催（2007年、2008年）。

工期短縮公表
2006年7月に上記基本構想の工期を短縮することが発表された。変更後の工事予定は以下の通り。
- 2007年シーズンオフは内野スタンドの内部及び観客席の改装を実施（旧銀傘を維持）。
- 2008年シーズンオフはアルプス・外野スタンドの内部及び観客席の改装と銀傘の撤去・付け替えを実施。
- 2009年シーズンオフは外周整備を実施。

これにより、2008年シーズンも旧銀傘が維持され、球場本体は2009年3月までに完成することになった。
また改修に先立つ形で、2007年2月に球場西隣のテニスコート（旧甲子園水上競技場跡）があった場所にクラブハウスを建築し、球場内にあったロッカーやトレーニングルームなどの選手関連施設や球団事務所を移している。また外壁の工事はシーズン中も行われた。
第1期改修
2007年オフから予定通り工事を開始し、2008年3月11日に大林組より引渡しを受け工事完了となった。内野スタンド部の構造は改修前とは大幅に変わり（外見上は）新築同様となった。工事以前の構造を確認できるのは主だった柱ぐらいである。これまで観客用の回廊だった1階が関係者専用エリアとされ、2階の回廊と3階の回廊が観客エリアとなった。また分煙化も図られた。改修後に無観客で行われた練習試合において、グラウンドとダグアウトとの段差が90cmもあることや、後列のベンチに座ると天井が低すぎるなどの危険性を選手側から指摘されたため、ベンチを前にずらすなど手直しを行った。これ以外では特に問題はなく、3月22日に第80回選抜高等学校野球大会で内野エリアのリニューアルオープンを迎えた。
第2期改修
2008年5月には第2期改修の変更概要が発表され、同年10月より工事が開始、翌年3月12日に大林組より引渡し完了。アルプススタンドには2階回廊、外野スタンドには1階回廊が追加され、観客用施設面積が増やされたほか、銀傘とサブスコアボード、照明が取り替えられた。また外野の観客動線の変更により、スコアボード下にあった外野中央門が廃止された。銀傘の下には法人会員制の「ロイヤルスイート」と、「甲子園ライナービジョン」が設置された。この改修で野球開催に関する球場本体の改修は全て終了した。また乳幼児を伴う観客への利便性向上のため、託児所（有料）、授乳室が新設された。
第3期改修
2009年10月から翌年3月まで行われた第3期の改修では、銀傘上部の太陽電池パネルの設置、グッズや軽食を販売する売店基地棟の設置、広場など各種イベント開催スペースの拡充、球場外周の床面への煉瓦ブロック敷設など、試合開催には支障をきたさない工事が行われた。
この工事に付随し「甲子園歴史館」が外野席下にオープン。また、外周道路の煉瓦ブロックは「KOSHIEN NAMING BRICK MEMBERS」としてファンなどから購入者を募り、ブロック1個ごとに購入者の名前や短文を刻印して敷設された。

## プロ野球に関するエピソード
球場初の日本シリーズ（当時は日本ワールドシリーズ）は阪神の試合ではなく、1950年11月25日の松竹ロビンス対毎日オリオンズの第3戦である。この年はフランチャイズがまだ正式に制度化されておらず、シリーズは1試合ごとに会場を代えて行われた。
1953年10月12日にも日本ワールドシリーズ・南海対巨人の第6試合が開かれたが、有料入場者は6,346人でシリーズワースト記録となった。これは当時の規定に「第1・第3・第5・第7試合と第2・第4・第6試合の使用球場は毎年両リーグが交互にこれを指定する。ただし、第1・第2試合と第3・第4試合と第5・第6試合の使用球場はそれぞれ連続して同一地域にある球場を指定する」とあったためで、この年の偶数試合の球場指定権はセ・リーグ、つまり巨人側にあったためである。
1972年9月19日の阪神対巨人22回戦の試合中20時20分に「三塁側アルプススタンドを20時40分に爆破する」という電話があり、5回裏2死で8番代打安藤統男の打席中の20時38分に試合が一時中断。不審物は発見されず、12分後試合は再開された。
1973年10月22日の阪神対巨人戦、勝ったチームがセ・リーグ年度優勝を決める試合で、巨人が9-0で勝ち、日本プロ野球記録の9年連続リーグ優勝を決めた。ところが試合終了後、余りに不甲斐ない試合に激怒した阪神ファンがグラウンド内に乱入したため、巨人は胴上げを宿舎で行った。前年の1972年も巨人は甲子園球場でリーグ優勝を決めているが、このときも阪神ファンがグラウンド内に乱入したため、球場での胴上げは中止となっている。これが後に各地の球場のフェンスが高くなった一因とも言われている。さらに2002年、9月24日に巨人がリーグ優勝を決めた際も、警備員は通常より多く配置された。
阪神による日本シリーズの開催は1962年（対東映）、1964年（対南海）、1985年（対西武）、2003年（対ダイエー）、2005年（対千葉ロッテ）、2014年（対福岡ソフトバンク）、2023年（対オリックス）の7度となっている。このうち、3度（1962年、1964年、2005年）は甲子園球場で相手チームの胴上げを見ている一方で、阪神が日本一になった1985年は西武ライオンズ球場で、2023年は京セラドーム大阪で日本一になったため、阪神の日本一の胴上げは甲子園球場では一度も行われていない。
1985年の日本シリーズ第4戦の有料入場者数は51,554人で、これは日本シリーズの最多入場者数記録である。
1992年9月11日の阪神対ヤクルト18回戦では、日本プロ野球史上最長試合が行われた。3-3と同点のまま9回裏に入り、2死走者1塁の場面で阪神・八木裕が放った打球は一旦は本塁打の判定がなされ、ヒーローインタビューのお立ち台まで用意されたものの、ヤクルト側からの抗議を受け審判団が協議した結果、判定が覆って二塁打となり得点も認められなかった。だが、今度は阪神が抗議を始めたため試合が中断、のち阪神側が二塁打の判定を受け入れたため試合が再開されたが、結局は延長15回（当時は延長は15回まで）引き分け、試合時間は6時間26分（中断37分を含む）にも及び、日付も変わっていた。
2000年9月12日の阪神対巨人26回戦は、前日の東海豪雨で東海道新幹線がストップし、列車内に巨人の選手が閉じ込められて甲子園球場に到着できなくなり中止となった。
2008年までは、相手チームの選手が本塁打を打つとウィリアム・テル序曲第4部アレグロ・ヴィヴァーチェ（スイス軍隊の行進）が流れていた（その前には阪神の選手が本塁打を打ったときに流されていた）。
2011年10月19日、この日行われていた横浜戦で、阪神の選手がゴロを打った際に折れたバットがスタンドに飛び込んできて、女性の観客の顔面を直撃し、女性は傷跡が残るほどの怪我をした。女性側は「ネットなど安全設備に不備があった上に、観客への注意喚起が足りなかった」などとして、試合を主催していた阪神タイガースに対し、約1,300万円の損害賠償を求め神戸地裁尼崎支部に提訴した。2014年1月30日、同地裁は「球団側の過失は認められない」として女性の訴えを棄却した。
2016年5月8日、この日行われた東京ヤクルトスワローズ戦で、空から魚の死骸が落ちてくるトラブルが発生し、試合が一時中断した。過去には、2003年8月27日（対巨人戦）では5回裏途中に猫が、2013年8月31日（対広島戦）では5回表の直前にイタチが、それぞれグラウンドに乱入し試合が一時中断している。
2017年5月5日から7日の対広島戦では、こどもの日に因んで、日本人選手と審判員についてはスコアボードで平仮名表記とした。2018年以降も同様の企画を実施している。
2017年9月8日の対DeNA戦で、鳥谷敬が通算2000安打を達成した。阪神の生え抜き選手が甲子園球場で2000安打を達成したのはこれが初である。また他球団では王貞治（巨人）と若松勉（ヤクルト）が甲子園球場で2000安打を達成しているが、奇遇にも甲子園球場で2000安打を達成した3選手はいずれも背番号1の左打ち選手である。
2017年10月15日のクライマックスシリーズ（対DeNA戦）では、大雨でグラウンドコンディションが劣悪のなか試合を強行。選手は泥まみれになりながらプレーを続行した。泥沼の様なフィールド状況からこの試合は一部ファンに「泥試合」と呼ばれ、試合開催の是非について賛否が分かれた。また、グラウンドを試合が出来るように整備した阪神園芸を称賛する声が相次いだ。
2018年9月9日の対巨人戦では、小雨が降る中で試合を強行したが、途中から雨脚が強くなり4回表終了時に一時中断。一旦は雨脚が弱くなったものの再び強くなり、結局はノーゲームが宣告された。中断時間は1時間28分にも及び、甲子園球場における降雨での中断としては過去最長となった。
2018年のシーズンにおいて、甲子園球場でホームランを最も多く打った選手はDeNAのソト（10試合で6本）であり、阪神以外のチームの選手が同一シーズンで最も多く甲子園球場でホームランを打ったのは61年ぶりであった。同年の阪神選手では福留孝介と糸井嘉男の5本が最多であり、阪神選手は合計で20本、一方で阪神以外のチームの選手は合計で48本打っており、このマイナス28本差はラッキーゾーン撤去後の1992年以降では最悪であった。同年の阪神は甲子園球場での戦績は21勝39敗2分で借金18であったが、これも球団史上最悪であった。
2020年10月19日、対ヤクルト21回戦で、藤浪晋太郎が7回表2死から松本友へ投じた2球目直球が甲子園球場最速（自身最速記録かつ球団最速記録も更新）となる162km/hを記録した。また、この日の試合では、ヤクルトはアルバート・スアレス（兄）が先発し、一方の阪神は9回表にクローザーのロベルト・スアレス（弟）が登板した。敵と味方に分かれての外国人兄弟による同一試合登板は、プロ野球史上初めての出来事となった。
2023年8月30日、対DeNA22回戦で、DeNAの牧秀悟が2試合連続となる決勝の24号3ランを放った。牧は、これにより阪神タイガース以外の選手としては史上初となる、甲子園球場5試合連続ホームランを放った。
2024年3月10日、対巨人オープン戦で、4万1129人の観客を集め、甲子園球場でのオープン戦としては実数発表となった2005年以降で最多を記録。また、初めて4万人を超え、入場券は当日試合開始前に完売した。これまでのオープン戦の最多観客動員記録は2010年3月14日の対巨人戦で、3万2741人であった。
2024年8月1日、開場100周年記念として、阪神対巨人戦の試合開始前に、渡辺謙をスペシャルプレゼンテーターに記念式が行われ、大倉正之助による能楽、MIYAVIによるエレキギターと山部泰嗣による和太鼓の演奏に乗せて、甲子園に所縁のある来賓の入場、AIによる「アルデバラン」の歌唱などが行われた。プロデュースは山本寛斎事務所。

### パ・リーグ主催の公式戦

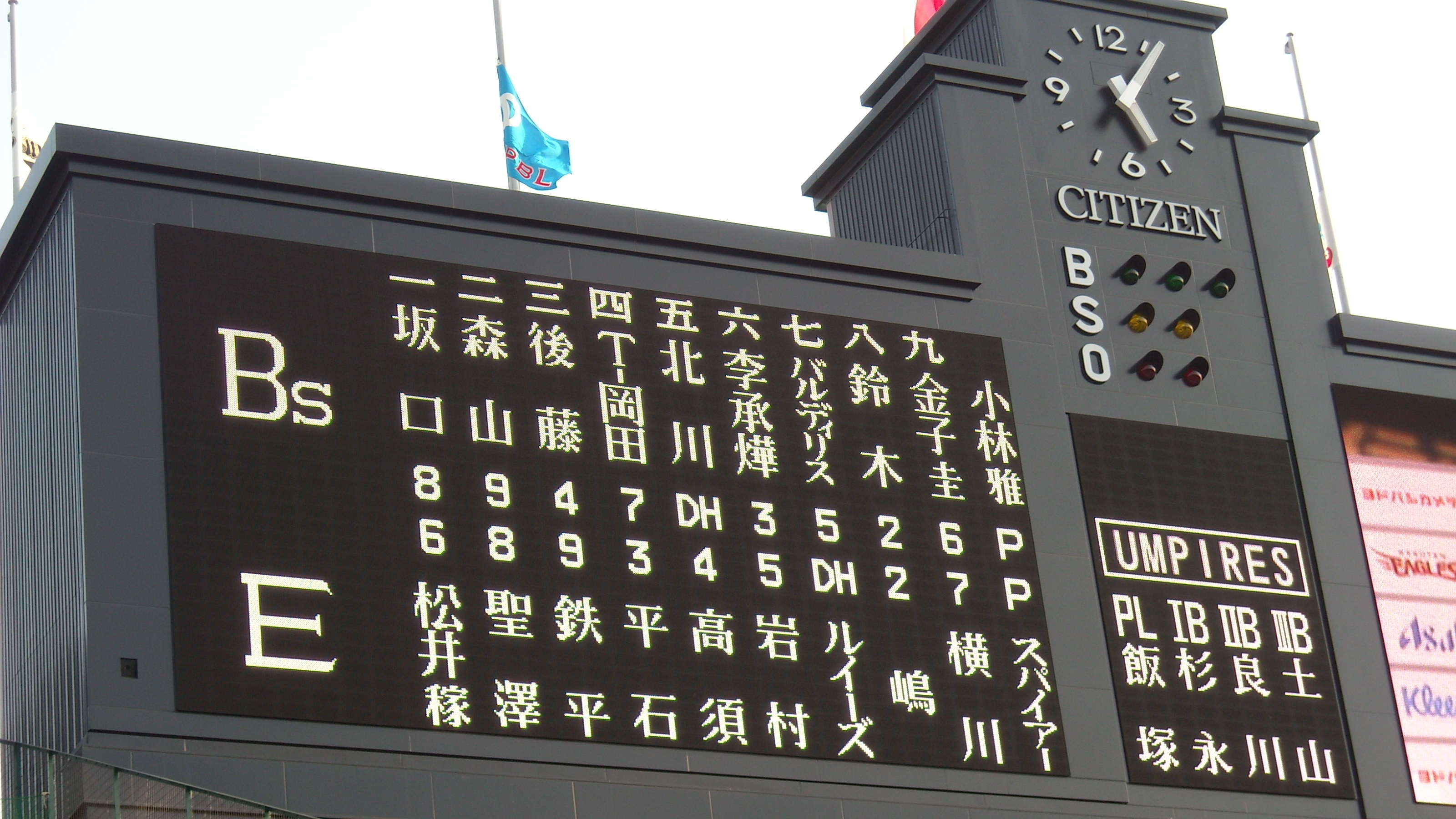
2リーグ分裂後、初めて行われたパ主催試合（2011年4月16日 パ・リーグ公式戦 楽天対オリックス）

2011年3月11日、この日発生した東日本大震災の影響により、楽天が本拠地球場として使用している宮城球場（当時の愛称は「日本製紙クリネックススタジアム宮城」）が損壊し、修繕のため同球場での試合開催が4月28日まで不可能となったため、阪神球団の厚意もあり、4月15日 - 同17日に楽天対オリックス戦が当球場で代替開催され、3日間で計6万3千人が来場した。
パシフィック・リーグ球団主催による公式戦の開催は、現行の2リーグに分立した1950年以来、初の出来事であった。場内アナウンスは日本製紙クリネックススタジアム宮城に準じて行われ、オリックスのラッキー7では、当時阪神主催では演奏されなかった『SKY』も演奏された。なおリリーフカーは使用されず、リリーフ投手はアイビーシート・ブリーズシートとアルプス席との間の通路から登場、そのまま走ってマウンドに向かった。
翌2012年も前年の開催が好評だったことを受けて、4月10日に楽天対西武戦を当球場で開催し、平日ながら2万2千人が来場した（当初は翌11日も同カードを開催予定であったが雨天中止となったため、10月4日に日本製紙クリネックススタジアム宮城にて振替試合を行った）。楽天は当初2013年以降も当球場で主催試合を開催する意向を示していたが、2013年以降は組まれていない。
なお、阪神電鉄とタイガース球団は2011年の東日本大震災の際、同様に千葉マリンスタジアム（当時は「QVCマリンフィールド」）球場周辺の液状化現象等による被災を受けた千葉ロッテマリーンズに対しても、同球団主管試合の甲子園球場開催を打診していたが、こちらは実現に至らなかった。

### オールスターゲーム
甲子園球場でのオールスターゲームの開催歴は、以下の通り。1963年から1988年までは年3試合制であったこともあり、1966年から1987年までは3年おきに開催されていた。
- 1951年（第1戦）
- 1953年（第2戦）
- 1955年（第2戦）
- 1961年（第2戦）
- 1966年（第2戦）
- 1969年（第2戦）
- 1972年（第3戦）
- 1975年（第1戦）
- 1978年（第2戦）
- 1981年（第1戦）
- 1984年（第2戦）
- 1987年（第3戦）
- 1992年（第1戦）
- 1999年（第2戦）
- 2005年（第2戦）
- 2014年（第2戦）
- 2019年（第2戦）

## プロ野球・高校野球以外での使用
過去には様々なイベント・催し物が行われた（後述）が、現在では一般向けのイベント・催し物には基本的に開放されていない。
ほぼ毎日行われている「スタジアムツアー」でも、フィールドへの立ち入りは3塁ベンチ前の人工芝ゾーンに限定されており、土の部分には立ち入ることはできない（代わりに、ケースに入れられた内野の土を手で触らせてもらえる）。ただ、2022年より外野フェンス手前のウォーニングゾーンの部分が人工芝となったこともあり、のちこの人工芝エリア限定で外野フェンス沿いにフィールド内をウォーキングできる企画も実施されている。

### 草野球
プロ野球のシーズンオフである毎年11月中旬ごろから12月中旬ごろの日中のみ、草野球での利用に限って一般開放を行っており、毎年2月ごろに同年末の利用の申し込みを受け付けている。平日は10時開始と13時30分開始の枠がありいずれも利用時間は2時間30分で使用料金は45万円（一日通しの利用も可能で、その場合の使用料金は90万円）、土休日は10時から16時の設定のみで使用料金は135万円となっている（いずれも2023年時点）。但し人気が高いため、毎年抽選となっている。
特別なイベントとしては、「マスターズ甲子園」や「草野球甲子園」、「レッドスターベースボールクラブカップ」決勝戦（2014年以降）などが行われている。ほかにも、2023年12月6日にはコロナ禍の影響で高校3年時の春夏の甲子園大会が中止となった2020年度卒業生である元高校球児による「リバイバル甲子園2020」を実施した。また過去には、1991年から2006年まで、毎年11月下旬 - 12月上旬ごろにかけて学校法人立志舎グループの各専門学校生徒を対象とした野球大会「BEST COLLEGES 硬式野球選手権大会」が開催されていた。

### アマチュア野球
高校野球以外に、大学野球でも使用されることもあり、関西学生野球連盟の公式戦で使用されることもあるほか、準硬式野球の日本一決定戦（全日本大学準硬式野球東西対抗日本一決定戦甲子園大会）や中学硬式野球真の日本一決定戦（エイジェック盃中学硬式野球グランドチャンピオンシリーズ）も当地で開催されていた。
過去には社会人野球の大会もあった。1973年まで行われていた日本産業対抗野球大会（サンベツ）が廃止されたことを受けて新たに作られた「社会人野球日本選手権大会」の1974年第1回から1979年第6回までの大会を当球場にて行った。それ以後は社会人野球の公式大会は行われていない。

### WBSC U-18ワールドカップ
2015年8月28日から9月6日にかけて開催された、WBSC U-18ワールドカップの第27回大会において、9月4日・5日のスーパーラウンドと6日のファイナルラウンドのうち決勝戦が甲子園球場で行われた。日本代表はファーストラウンドとスーパーラウンドの計8戦を全勝し決勝戦に臨んだが、決勝戦ではアメリカ代表に1-2で敗戦し、初優勝はならなかった。

### アメリカンフットボール

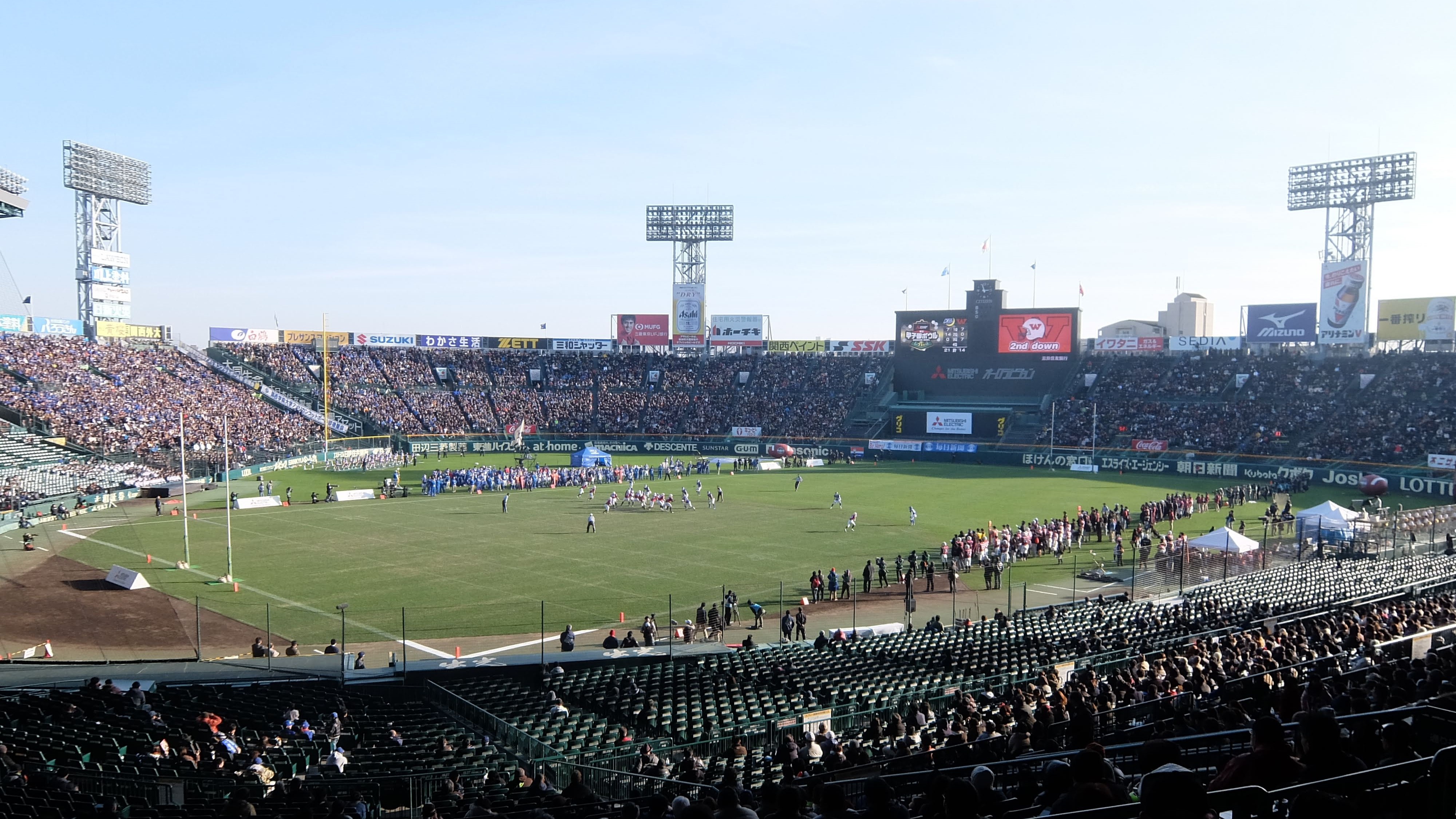
2016年の第71回甲子園ボウル（関学大対早大）

現在は全日本大学アメリカンフットボール選手権決勝である甲子園ボウルが毎年12月中旬の日曜日に開催されている。
開場翌年の1925年から1928年（うち1927年は大正天皇が1926年末に崩御したため取りやめ）までは全国高等学校サッカー選手権大会及び全国高等学校ラグビーフットボール大会の前身の大会（1925年は2競技合同の「日本フットボール優勝大会」、1926年と1928年はそれぞれ「全国中等学校蹴球選手権大会」と「全国中等学校蹴球大会」）の会場となった。1929年には新設の甲子園南運動場での開催となったため、球場での開催は3回のみとなった。
1994年2月19日には、第10回全国中等学校蹴球選手権大会以来66年ぶりとなるサッカーの試合が開かれた。これはJリーグのプレシーズンマッチ（シーズン開幕前の公開練習試合）として開かれたガンバ大阪対ヴェルディ川崎の試合で、翌々年の1996年にも開催された。外野の部分を使用したが大きさが足らないために内野の一部に天然芝が仮設された。

### 西宮市関連のイベント

#### 連合体育大会
西宮市では、市立の全ての小学校および中学校、養護学校の児童・生徒による体育大会を、甲子園球場にて毎年、プロ野球がシーズンオフの11月上旬にそれぞれ1回開催している。内容は、学校対抗でのリレーなどのトラック競技や、各中学校の吹奏楽部の合同演奏、市内全学校が小学校は地区毎に数ブロックに分かれ、中学校は全校共同でマスゲーム・組体操などを披露するものである。もちろん球場のフィールド内で行われるため、参加者全員が「甲子園の土を踏む」わけである。つまり西宮市立の小学校高学年または中学校に通った者であれば、その多くが「甲子園の土を踏む」ことを、男女を問わず実際に体験していることになる。なお、テレビなどで映されているように、球場内の土を持ち帰ることは禁止されている。
小学校と中学校・養護学校とでは別々の開催であり、それぞれ「小学校連合体育大会（略称・小連体）」、「中学校連合体育大会（略称・中連体）」と呼ばれている。中連体は全員参加だが、小連体は6年生のみの参加である（かつては5年生も参加）。中連体では、全プログラム終了後には、各校ごとに校歌を歌いながら人文字やエール交換をする（ただし、放送では、エール交換を控えるよう勧告している）。
球場まで市内南部の学校からはいずれも徒歩で向かうが、北部（旧有馬郡塩瀬村や山口村の村域など）の学校からはバスで向かっている。
参加各校の生徒はスタンドで待機しつつ、観戦および応援をする。なお、観戦場所は学校ごとに指定されているため、学校によって外野席になったり、屋根・テーブル付きのバックネット裏グリーンシートになったりで差が出る。ただし、場所は毎年順番に変わる。
甲子園球場の外野部分の天然芝の中にはミミズが多数生息しており、特に裸足で行う組体操の時には、このミミズがしばしば参加者を驚かせることがある。また、連合体育大会開催前日には、甲子園球場近くの小・中学校が、甲子園球場周辺を掃除している。
甲子園球場の改修工事期間（2007年から2009年までの3年間）、東日本大震災の発災に伴うNPBレギュラーシーズン開幕の延期によって日本シリーズの日程と重なる可能性があった2011年、東京オリンピックの開催が予定されていた状況で新型コロナウイルスへの感染拡大が始まった2020年には、小連体・中連体とも休止している。

#### 二十歳のつどい（旧成人式）
西宮市では、人口が42万人にまで達していた1994年まで、市役所に隣接するアミティホールで旧成人式の式典を開催していた。しかし、同ホールだけでは全ての新成人（当時の呼称。2022年の民法改正までは成人年齢が20歳であったため。以下同じ）とその関係者を収容できなかったこともあり、阪神・淡路大震災が発生する直前であった1995年から式典の会場を兵庫県立総合体育館に変更した。しかし、県立総合体育館はアクセスが不便なため参加者や関係者から不評をかこっていたため、2020年から式典の会場を当球場に変更し使用している。
2020年1月13日（月曜日・成人の日）に、と題して、旧成人式の式典を当球場で初めて開催。矢野燿大（当時阪神タイガース一軍監督）からのビデオメッセージがオーロラビジョンから流されたほか、「新成人の代表がホームベース後方のファウルゾーンからネット裏に向かって『誓いの言葉』を述べる」「ネット裏の座席から式典に参加した新成人が、式典の終了に合わせてジェット風船を一斉に飛ばす」という趣向も施された。
その後、日本国内では新型コロナウイルス感染症が拡大したが、当球場のような屋外施設では屋内施設に比べて感染拡大のリスクが低いとされていることから、2021年も「参加者にはマスクの着用を求める」「参加者用の座席に一定の間隔を空ける」「国歌の演奏中に斉唱を参加者に求めない」などの簡素化や感染拡大防止策を図ったうえで式典を開催した。
2022年以降も当球場で式典が開催されており、特に2023年からは『二十歳のつどい』に改称した上で、継続して実施されている。甲子園球場での式典では、タイガース関係者からのビデオメッセージがサプライズで放映されている。

### コンサート
戦後は球場周辺一帯が宅地化したことで騒音問題が出てきたことや、後に阪神間にはそれらの用途に向いた施設（大阪城ホールや大阪ドームなど）が多数できたこと、特にコンサートでは天然芝である外野にステージを設営するため大規模なステージを組むことが不可能なことから、現在ではコンサート会場としての使用は年一度あるかどうかになっている。
2001年以前に当球場でコンサートを開いたアーティストには、スティング、エマーソン・レイク・アンド・パーマー、イーグルス、Mr.Children、サザンオールスターズ、JUDY AND MARY、TUBEなどがいる。特にTUBEは1991年から毎年コンサートを開催し続けており2002年以降当球場でコンサートを開催したアーティストはTUBEのみであったが、25年目となる2015年に一旦終了することがメンバー自身によって発表された。TUBEのコンサートは当初8月末の土曜日に開催されていたが（7月に開催された年もある）、晩年はプロ野球との日程の兼ね合いで9月上旬の土曜日ないし日曜日となり、終いには秋分の日（9月23日頃）までずれこんだことで、ファンから「夏に見たい」という要望があったことや、騒音問題があることが理由で一旦終了することとなった。ただ、TUBEとしてはタイミングが合えば再開させる意向も示した。
TUBEのライブが一旦終了した翌年の2016年には、9月22日に阪神ファンである声優・歌手の水樹奈々がTUBEと入れ替わる形で当球場でコンサートを行った。当球場でTUBE以外のアーティストがコンサートを開催するのは15年ぶりであり、またソロアーティストのコンサートは男女を問わず開場以来初めてのことであった。
2017年にはコンサートが行われず、2018年はMAN WITH A MISSIONが、2019年には11月16日に安全地帯が、2022年には11月5日に地元西宮市出身の歌手あいみょんが日本シリーズ終了後の日程で開催した。
2020年には7月中旬から8月中旬にかけて日本国内で東京オリンピックの開催が予定されており、NPBもオリンピック開催期間中はレギュラーシーズンを中断することになっていたため、TUBEにとって久々の『真夏の甲子園ライブ』として7月25日に開催することを計画していた。チケットの前売りも始めていたが、日本国内で年頭から新型コロナウイルス感染症が蔓延した影響で、6月1日に中止を決めた。その一方で同月27日には、ベリーグッドマンによる無観客ライブが開催された。第92回選抜高等学校野球大会と第102回全国高等学校野球選手権大会が相次いで中止されるなど、感染拡大の影響で例年より活躍の場が大幅に狭まっている高校球児を激励する目的のライブで、メンバーが球場側へ直々に交渉したうえで、思い入れの深いライトスタンドをステージ代わりに使用したほか、ライブの趣旨に賛同した現役プロ野球選手19名とのコラボレーションで特別に制作されたミュージックビデオ「ライトスタンド〜すべての球児たちへ〜」がスコアボードから流された。この無観客ライブの模様はYouTubeとLINE LIVEで配信され、配信閲覧者からの「投げ銭（ギフティング）」による売上の一部を、日本赤十字社を通じて感染者の治療・感染防止策の研究開発に携わる機関へ寄付した。ちなみに、ベリーグッドマンは2020年甲子園高校野球交流試合（第92回選抜高等学校野球大会への出場が決まっていた全32校による招待試合）の開催（10 - 12日および15 - 17日）に際して、「Dreamer」（朝日放送グループやBS朝日で放送される試合中継や関連番組向けのテーマソング）を書き下ろしている。後にベリーグッドマンは阪神甲子園球場100周年事業アンバサダーアーティストとして2023年11月18日に有観客でコンサートを実施したほか、2024年7月31日に開催された「KOSHIEN CLASSIC SERIES」阪神対巨人戦では5回裏終了時のスペシャルミニライブでゲスト出演した。
甲子園球場が開場100周年を迎えた2024年は、TUBEが9年ぶり、かつ『真夏の』7月13日にライブを開催した。11月にはデビュー35周年を迎える東京スカパラダイスオーケストラによるライブを開催した。

### その他のイベント
戦前は特に色々なイベントが行われていた。1938年と1939年には全日本選抜スキー・ジャンプ大会が観客4万人を呼ぶ人気のスポーツとして外野のグラウンドを利用して開催されたが、長野県から運ぶ雪の輸送コストや天候不順が心配され、わずか2年で終わった。他にも野外映画会や鷹狩り、野外歌舞伎、馬術大会、戦車博覧会、1940年には「紀元2600年奉祝・興亜厚生大会」と銘打たれた極東・東南アジア各国の代表との交流会等が開催されたこともあった。甲子園歴史館では、このようなイベントのモノクロ写真を展示している。
創価学会主催による祭典、1966年9月18日「第三回関西文化祭」や1984年9月30日「第4回世界平和文化祭」などの催しでも利用されたことがある。
朝日放送主催のイベントでは「美の祭典」、「若人の祭典」、ジャニーズ事務所所属のアイドルタレントによる野球大会が開催されたことがある。2023年には「甲子園ブラスバンドフェスティバル2023」が阪神甲子園球場100周年記念事業の一環として開催された。
朝日放送以外の在阪局主催のイベントは行われていない。
2017年11月23日には、阪神電鉄主催で球場内グラウンドを走ることができるリレーマラソン大会「阪神沿線駅交流 甲子園リレーラン」が開催され（ただし、これもフィールド内は人工芝部分に限定）、2019年1月6日にも第2回が開催された。
2024年12月8日には、同年に甲子園球場開場、そして日本将棋連盟がともに100周年を迎えたことを記念して、貴賓室にて藤井聡太と羽生善治による将棋の記念対局が行われる。

### ロケーション撮影

#### 映画
ミスター・ルーキー
2002年公開。長嶋一茂主演。阪神タイガース全面協力の下、現役選手や本物の球場スタッフを揃えてロケが行われた。主にペナントレース終了後の11月頃にロケを行ったため、シーズン中の真夏の試合のシーンでは出演者、エキストラ共に薄着のため寒さに震えながらのロケであった。
アゲイン 28年目の甲子園
2015年1月公開。中井貴一主演。2013年12月21日・22日にロケが行われた。
なお、2014年の台湾映画『KANO 1931海の向こうの甲子園』では、当時の球場と外観が大きく異なるため、「初代」の球場としてセットで再現された（ただし、アルプススタンドは改築後であり内野スタンドが改築されたことがないため、初代とは言い難い）。

#### テレビ番組
必殺シリーズ特番
1986年1月3日放送の『当たるトラ年! 今年も大躍進 必殺&タイガース』では、「歴代仕事人ベストオーダー」の発表でスコアボードを使用した。
H2〜君といた日々
2005年1 - 3月放送のドラマ。TBS系列 (JNN) 全国ネットの木曜22時ドラマ枠。山田孝之主演。高校野球の全国大会に出場するシーンの撮影で当球場が使用された。ただし、この時は実際の大会（当時）のようなフェンスのシート隠しはせず、またバックネットのフェンス広告は当時回転式広告盤を設置する工事が行われていたため、通常より高めの仮設フェンスを使って隠していた。
ぷちトラ!
2009年のシーズン中、GAORAの阪神戦中継直前に放送された。ランディーズと水樹奈々が、この年スタンドの改修工事が完成した球場のリニューアルポイントを紹介している。
ミュージックステーション 2時間スペシャル
2018年8月3日放送分にて、嵐が出演する際に中継先として使用された。
下剋上球児
2023年10月 - 12月放送のドラマ。TBS系列全国ネットの日曜劇場。鈴木亮平主演。同年11月15日に5000人を超えるエキストラを動員してロケが行われ、最終回（10話目、12月17日放送分）にて越山高校が夏の甲子園大会に出場したシーンとして放送された。

#### CD・DVD
THE HANSHIN KOSHIEN STADIUM 〜大正・昭和・平成 悠久の時を経て〜
2007年夏発売。球場内の様々な位置にカメラが入っている。ただし、これはリニューアル前の映像であるため、現状とは異なっている。
一度でも良いから見て見たい! 日本一有名なスポーツスタジアム 阪神甲子園球場の全て
2011年夏発売。甲子園球場のリニューアルに携わった人々の話を聞きつつ、普段はカメラが入る事の出来ない場所にも入って新しくなった甲子園球場のリニューアルポイントを紹介している。
SMASHING ANTHEMS
2015年11月発売。球場の外周にて、通常盤のジャケットと初回限定版のフォトブックの撮影を行った。

### 公開生放送
1985年10月17日と2010年3月19日の『おはようパーソナリティ道上洋三です』、1991年8月31日の『おはよう朝日です』で実施している（いずれも関西ローカル番組で当時の制作局名は朝日放送）。

## ギャラリー

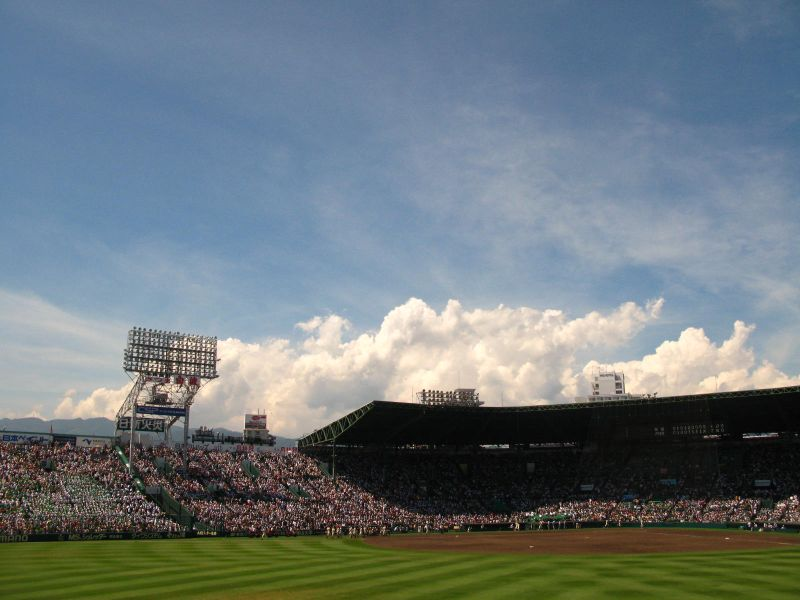
甲子園と入道雲（2008年8月）
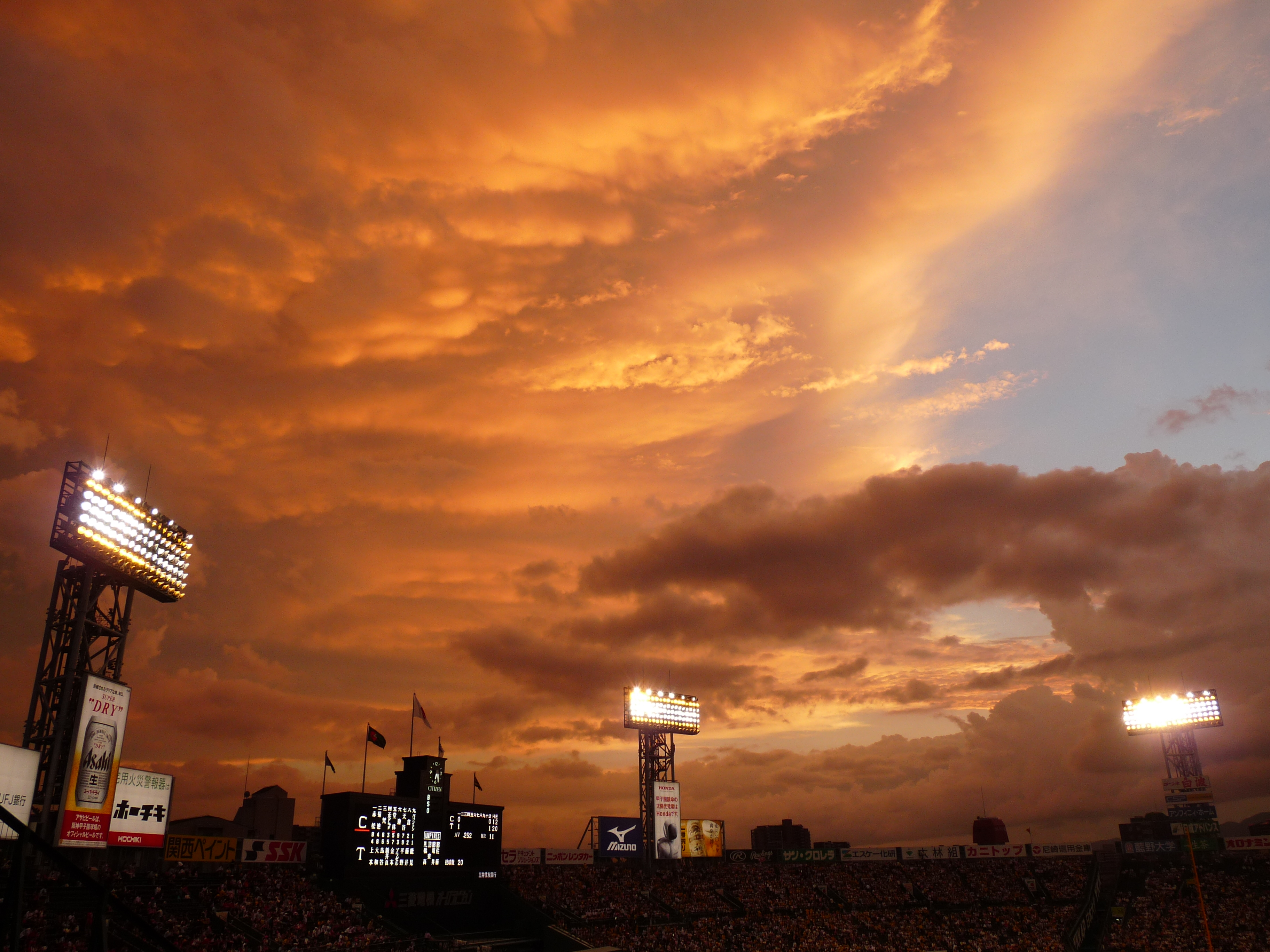
夕焼けの甲子園（2012年8月）
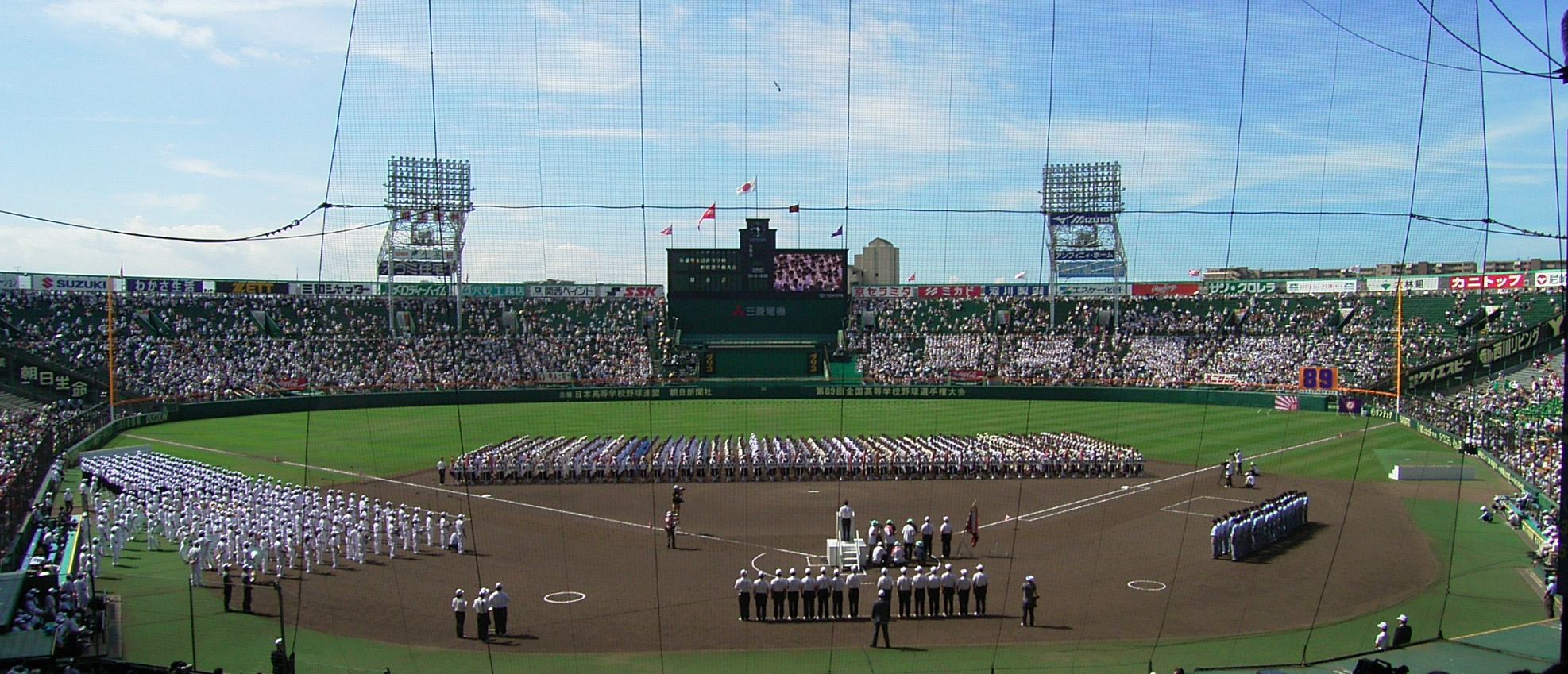
夏の甲子園開会式（2007年8月）
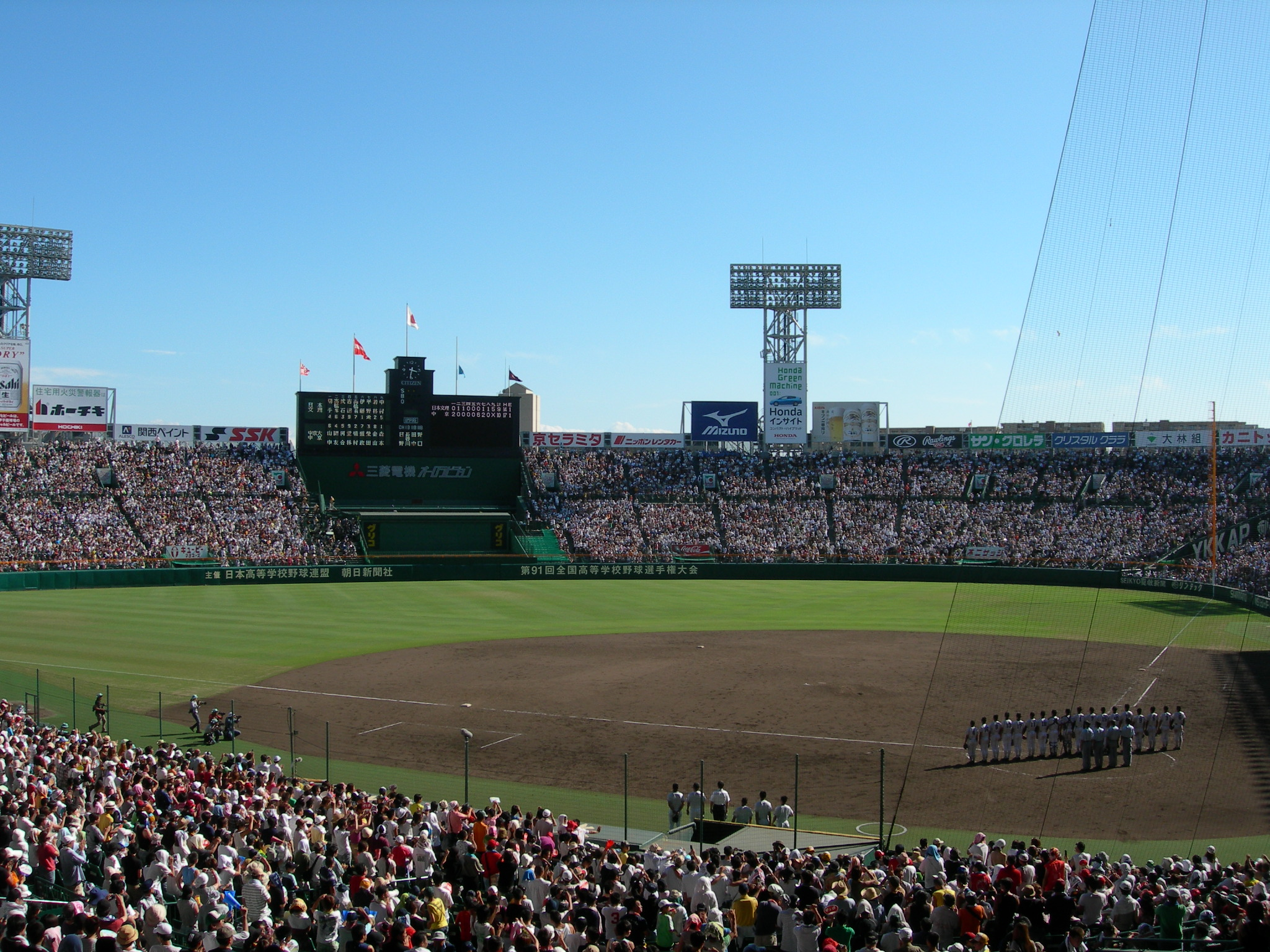
勝利の校歌斉唱（2009年選手権決勝）
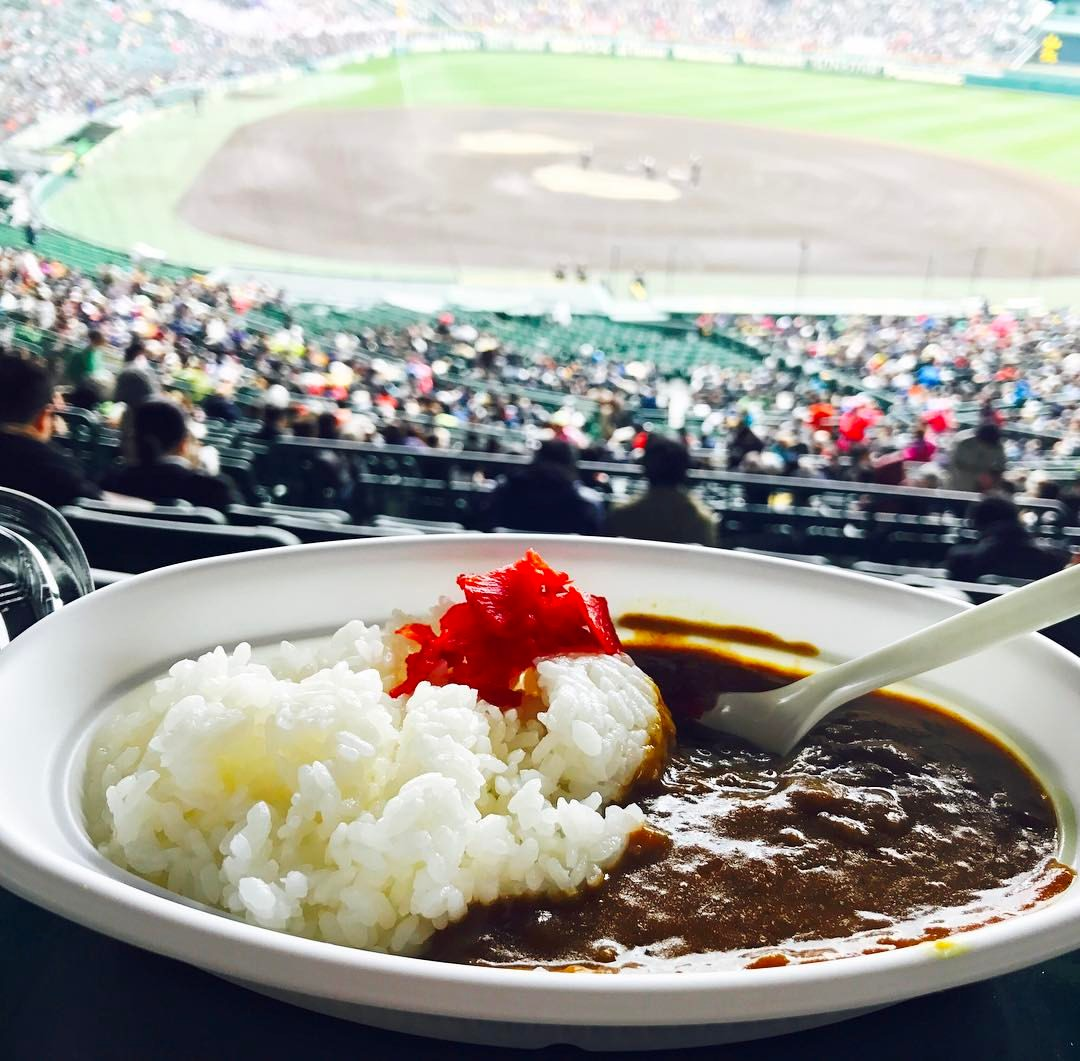
名物・甲子園カレー（2017年4月）
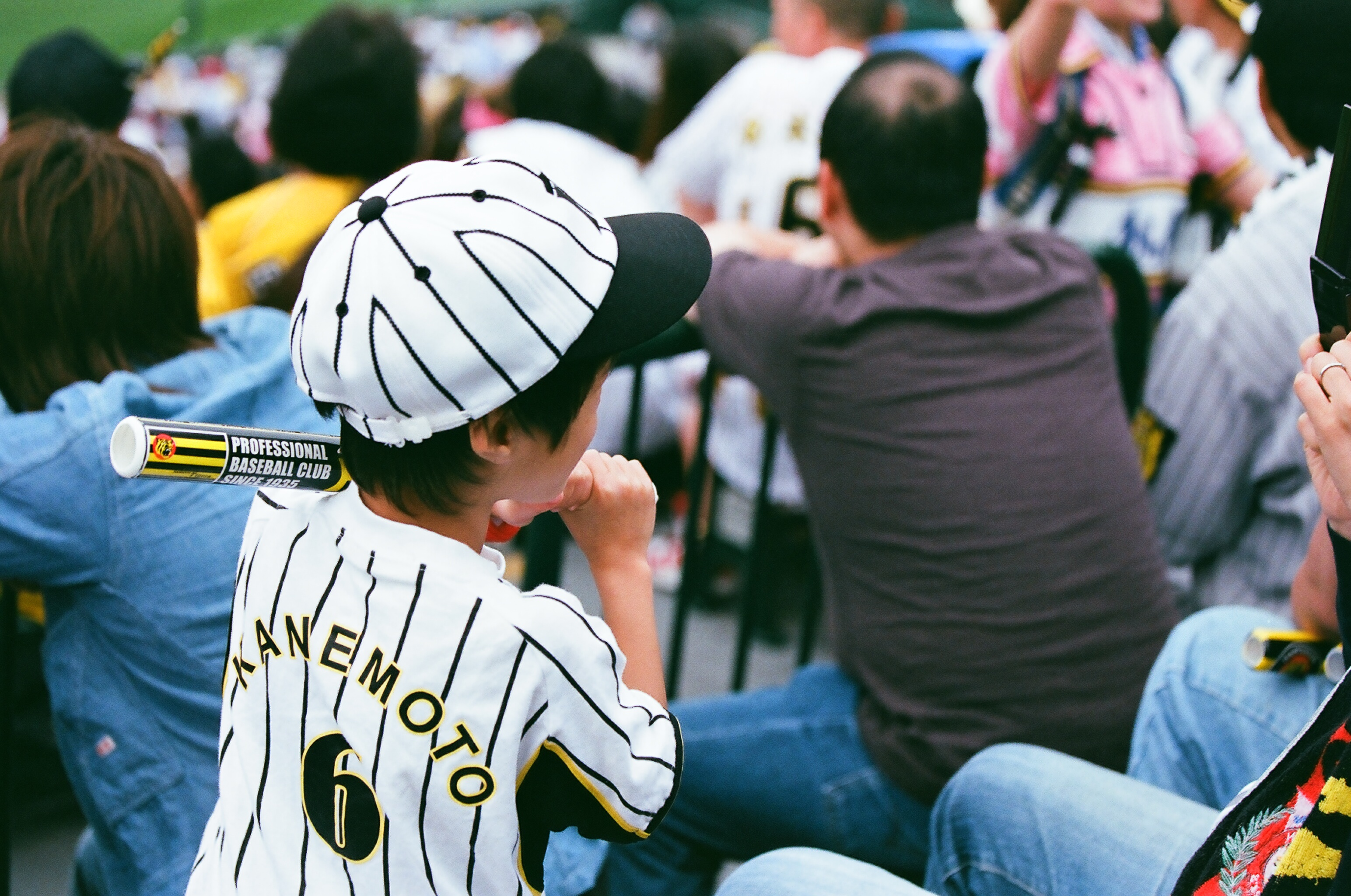
阪神ファンの少年（2011年6月）
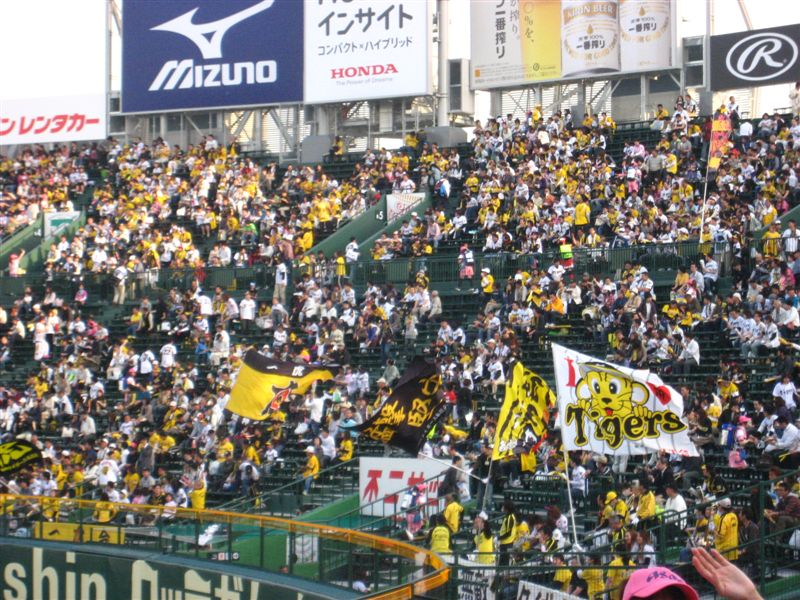
ライトスタンドの阪神ファン（2010年）
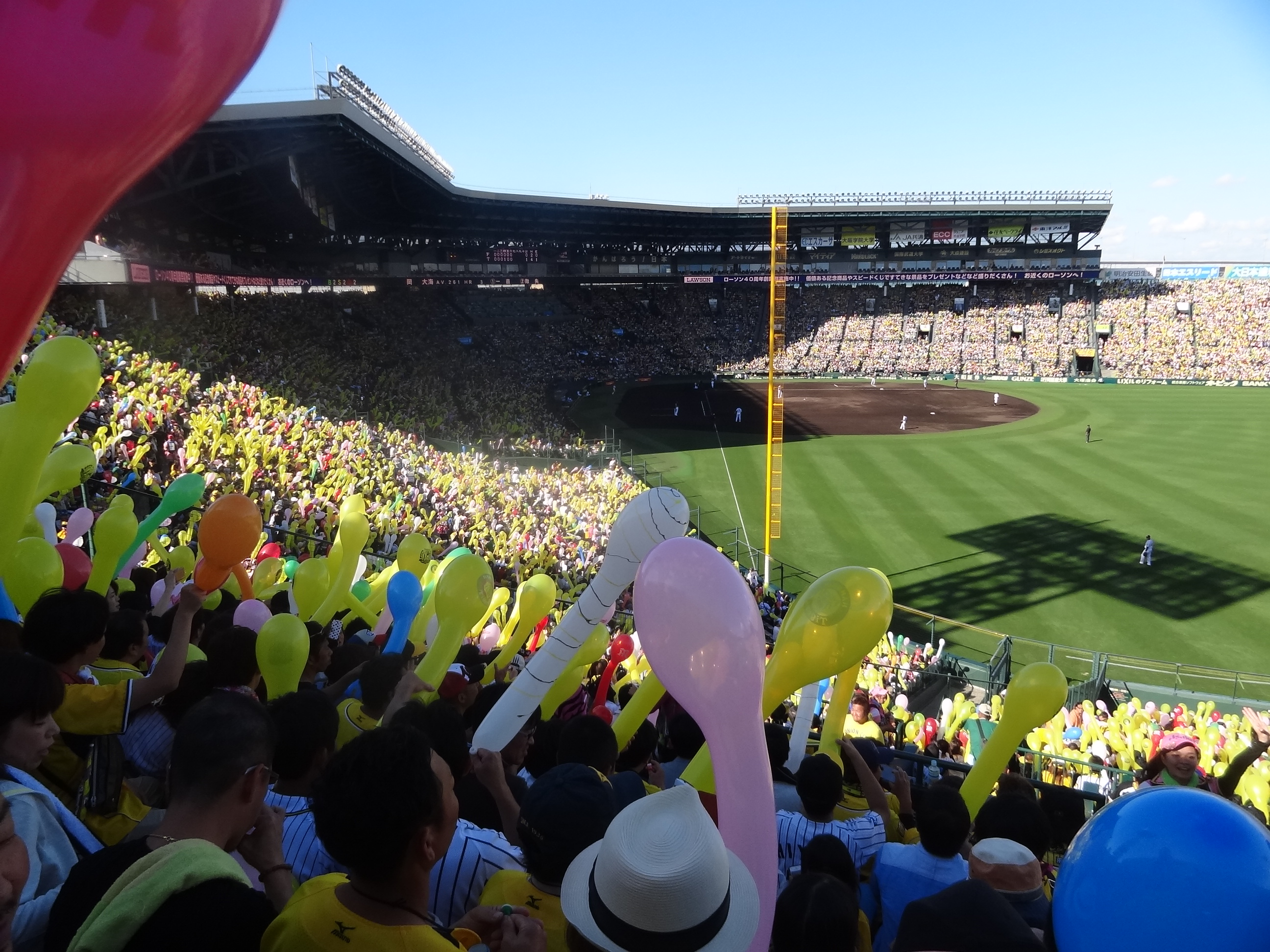
一面のジェット風船（ライトスタンドより、2015年6月）
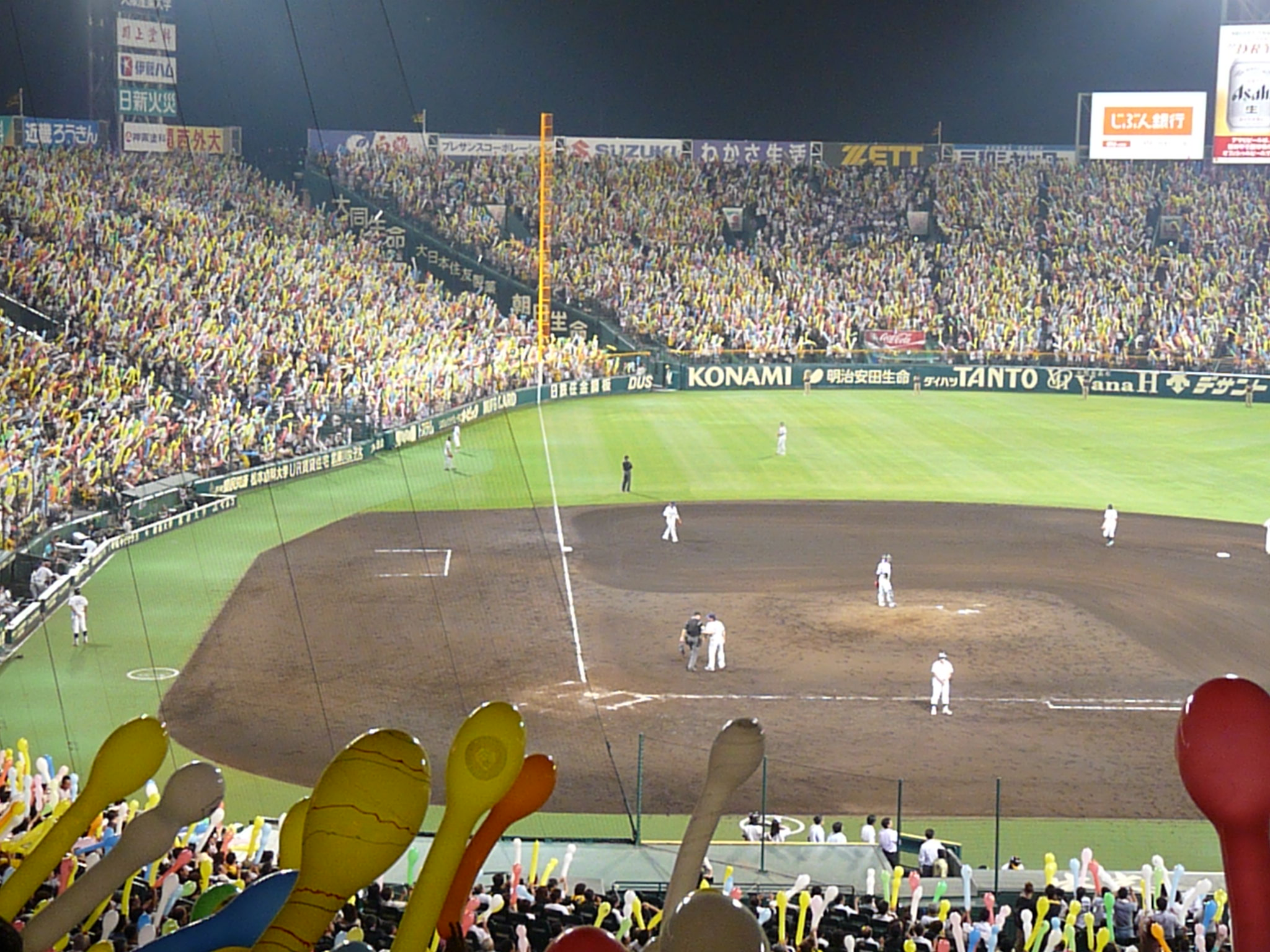
一面のジェット風船（1塁側内野席より、2009年6月）
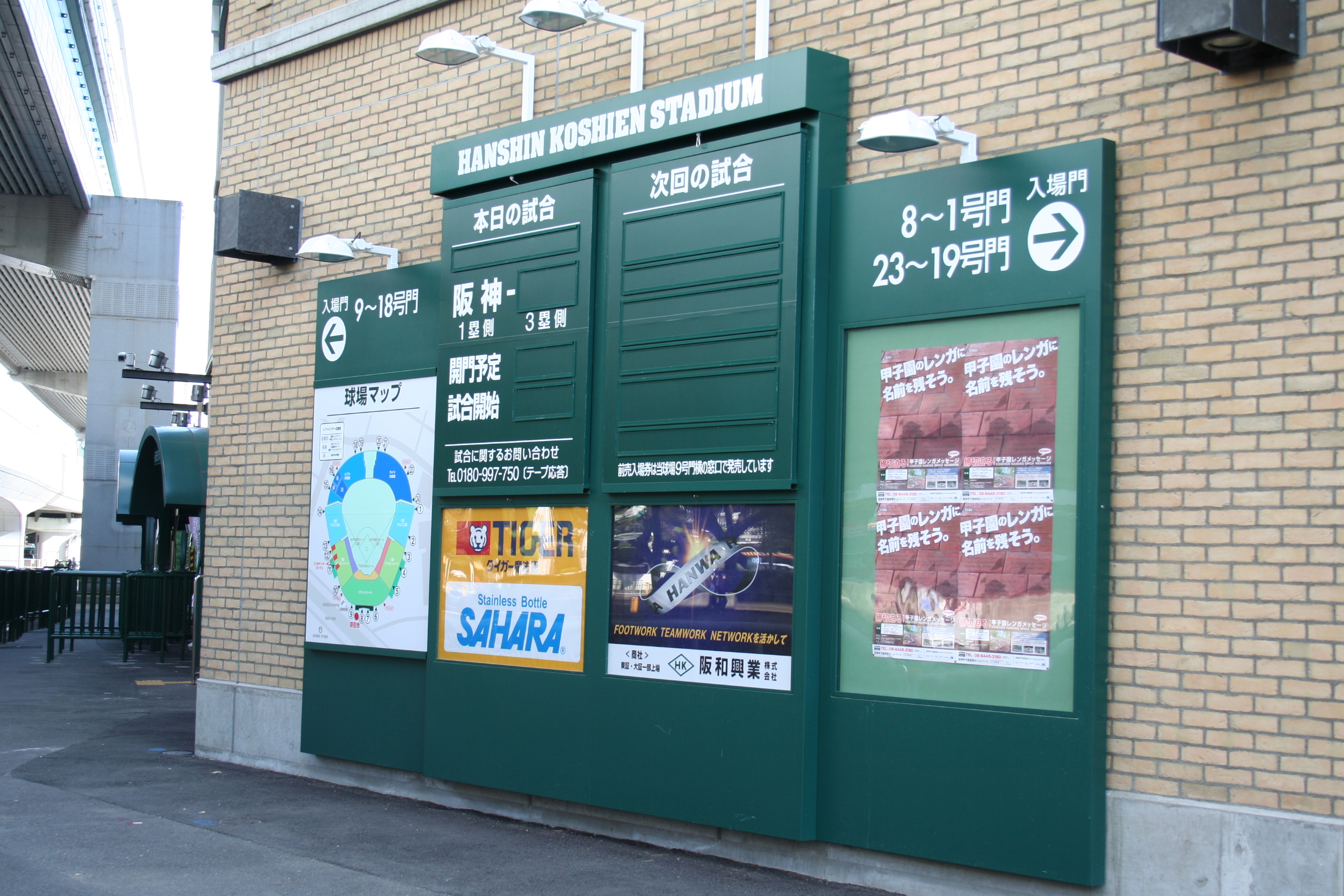
球場正面の案内板（2009年10月）
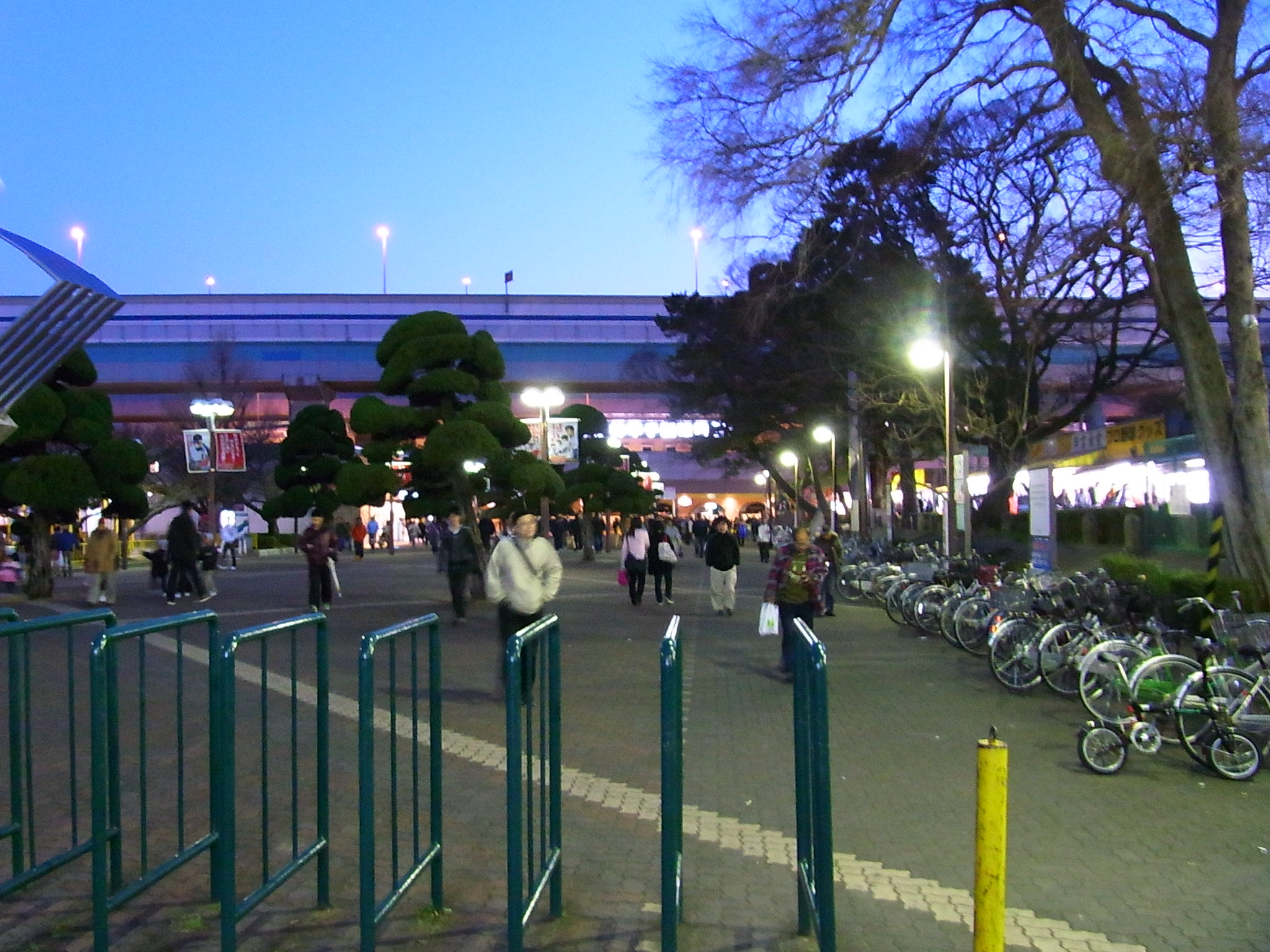
球場へのアプローチの夜景（2010年3月21日）
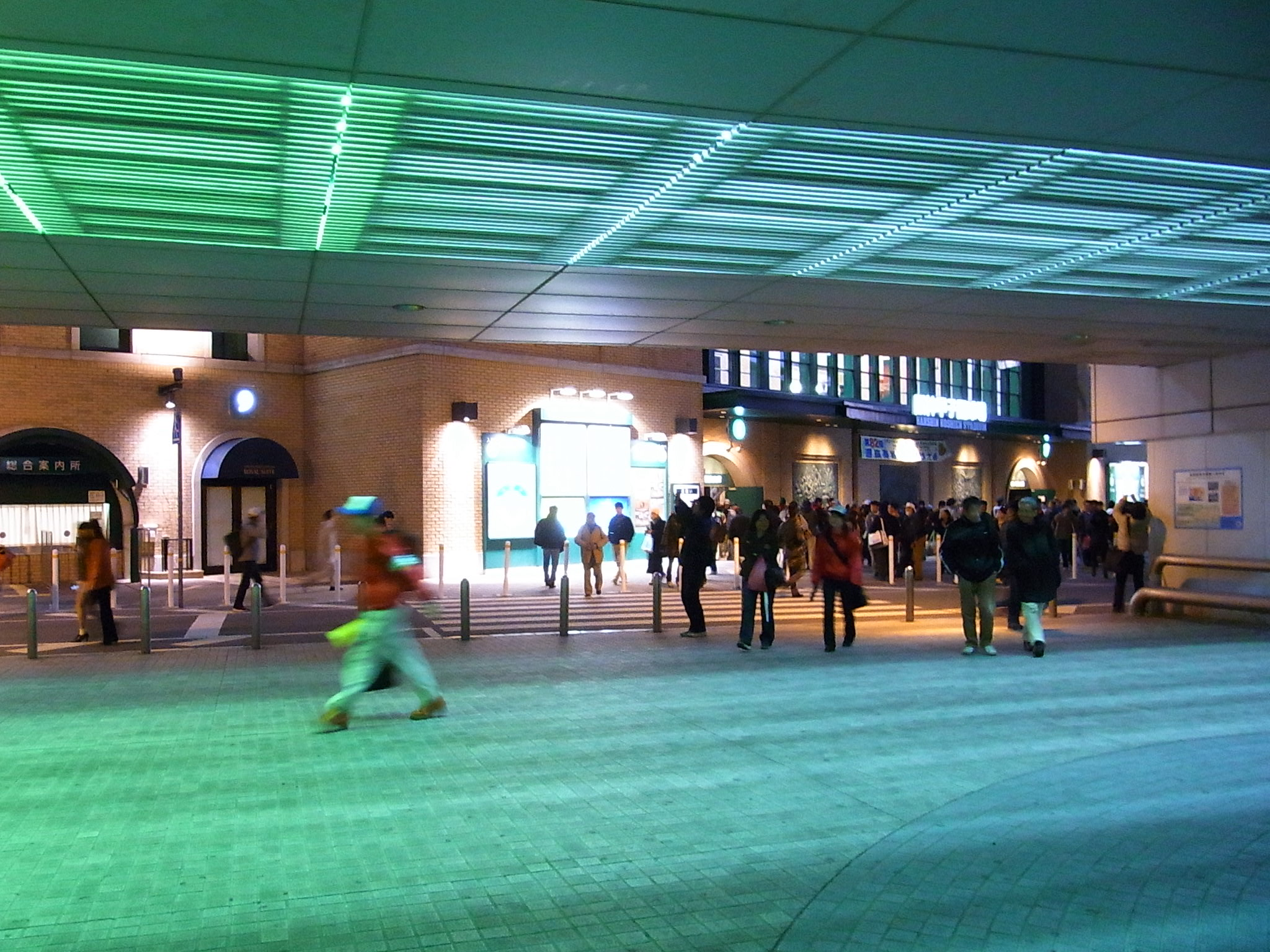
球場入口回りの夜景（2010年3月21日）
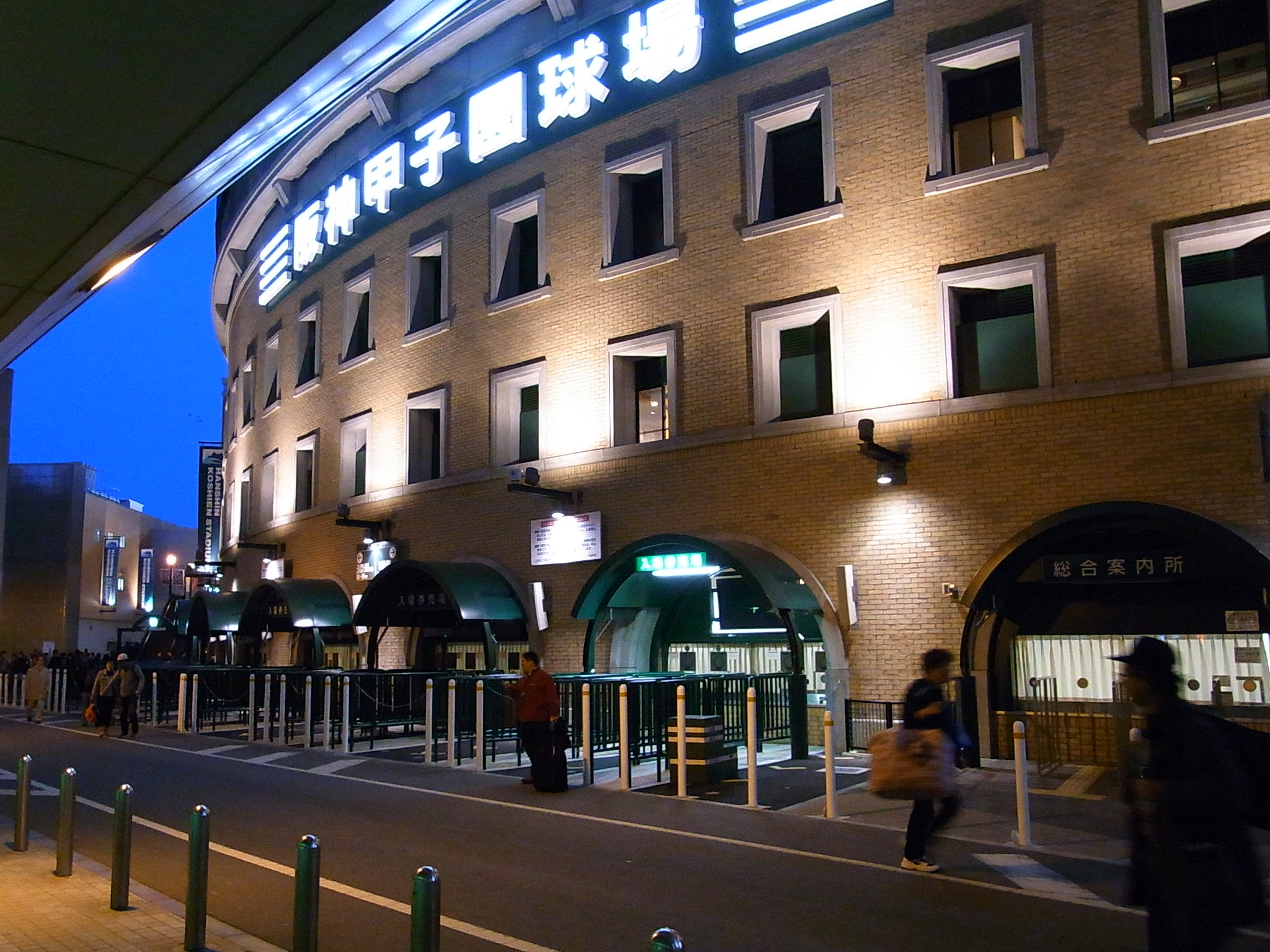
球場の夜景（2010年3月21日）
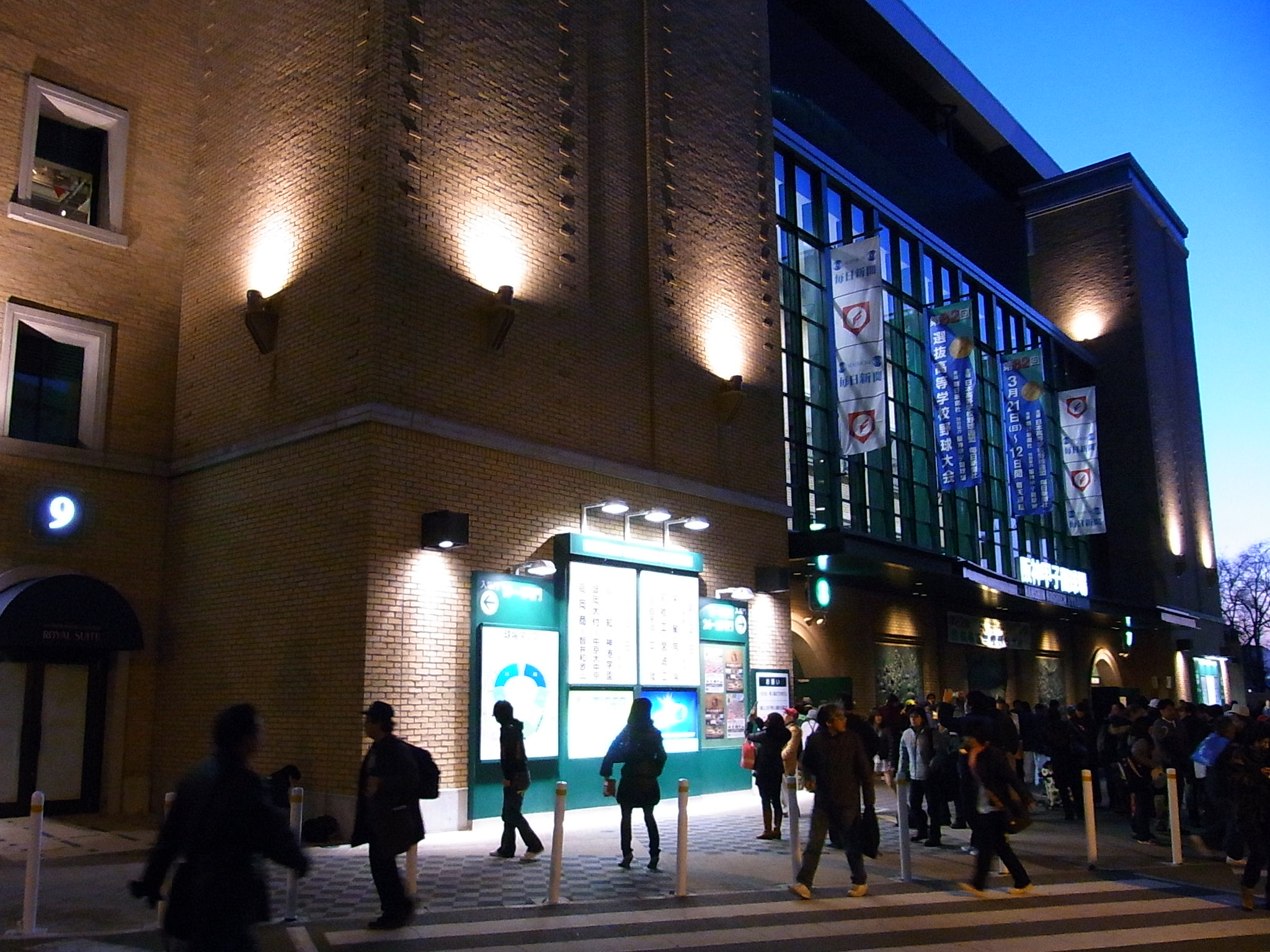
球場の夜景（2010年3月21日）
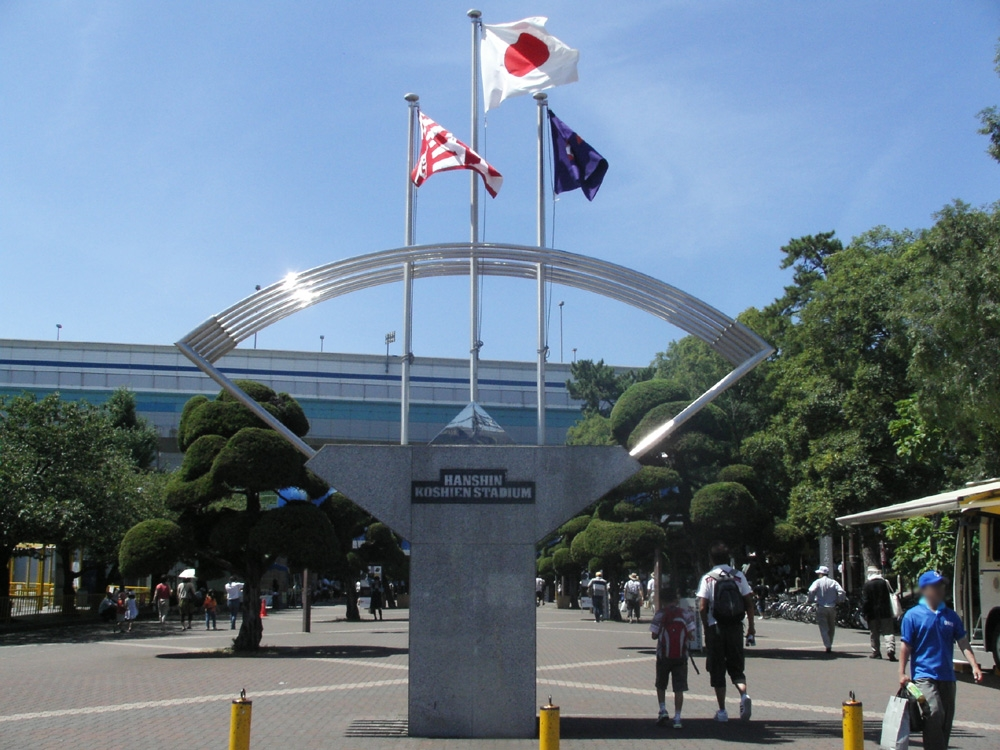
旧駅前広場、臨時改札口から約20m先に設置されていたモニュメント（2007年8月）
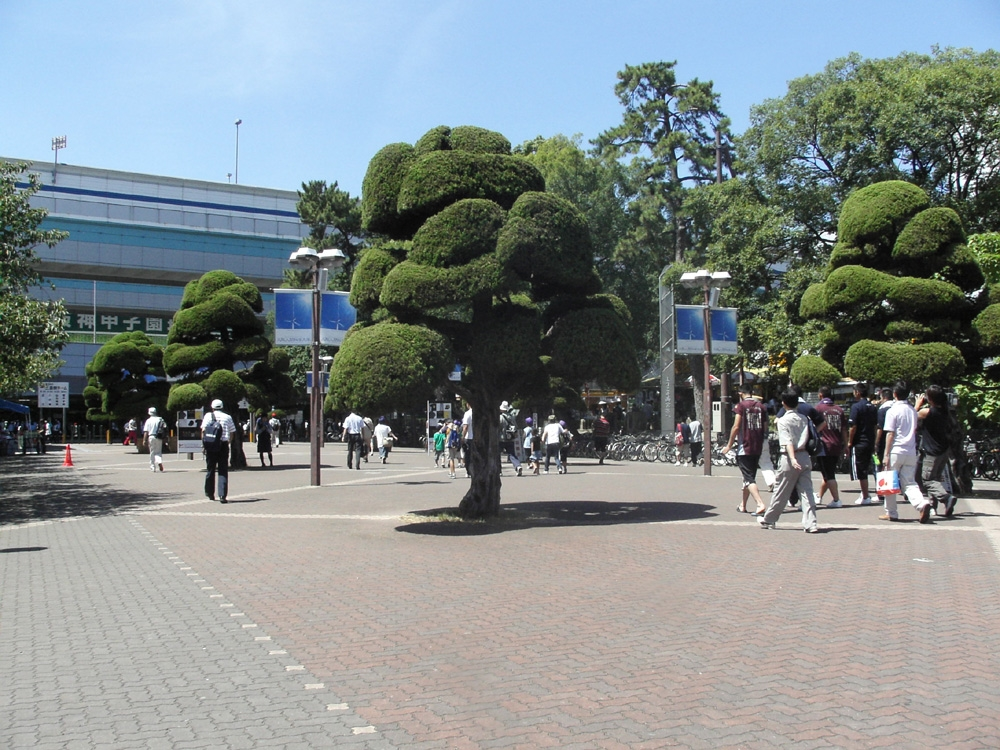
旧駅前広場、右手は旧申川の松林（2007年8月）
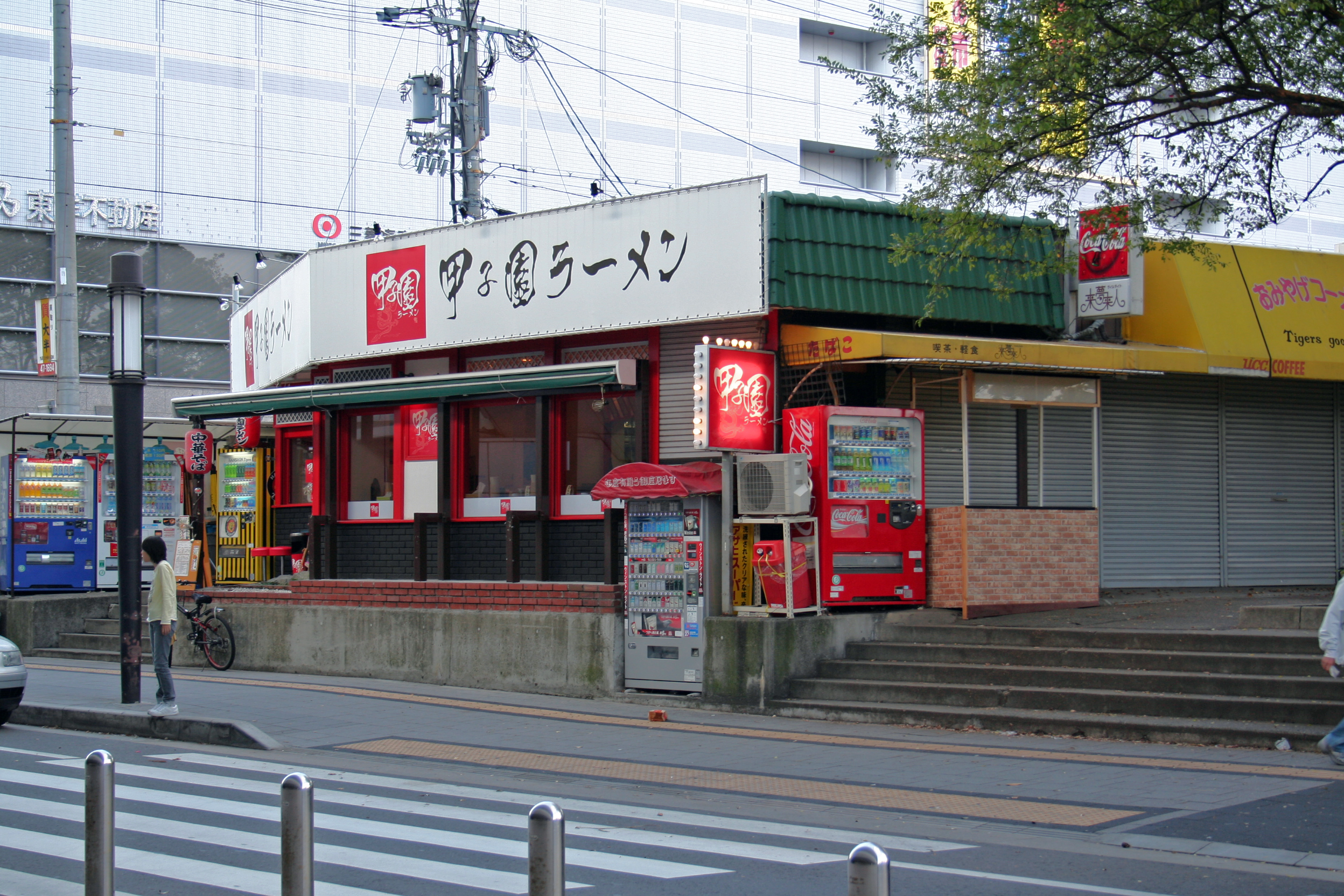
旧駅前広場、旧申川土手に立ち並ぶ店舗（2007年8月）
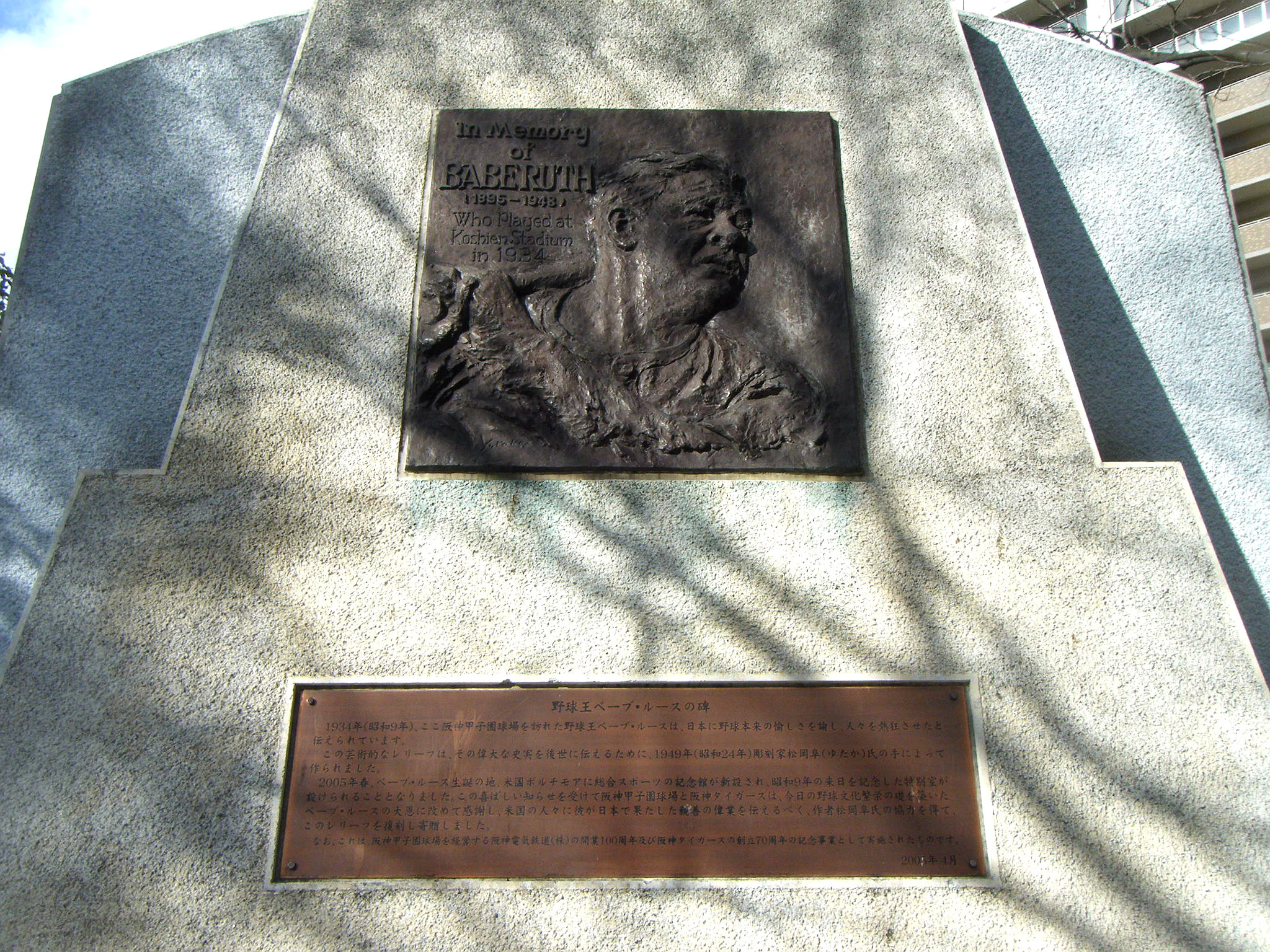
野球王ベーブ・ルースの碑（2016年2月）
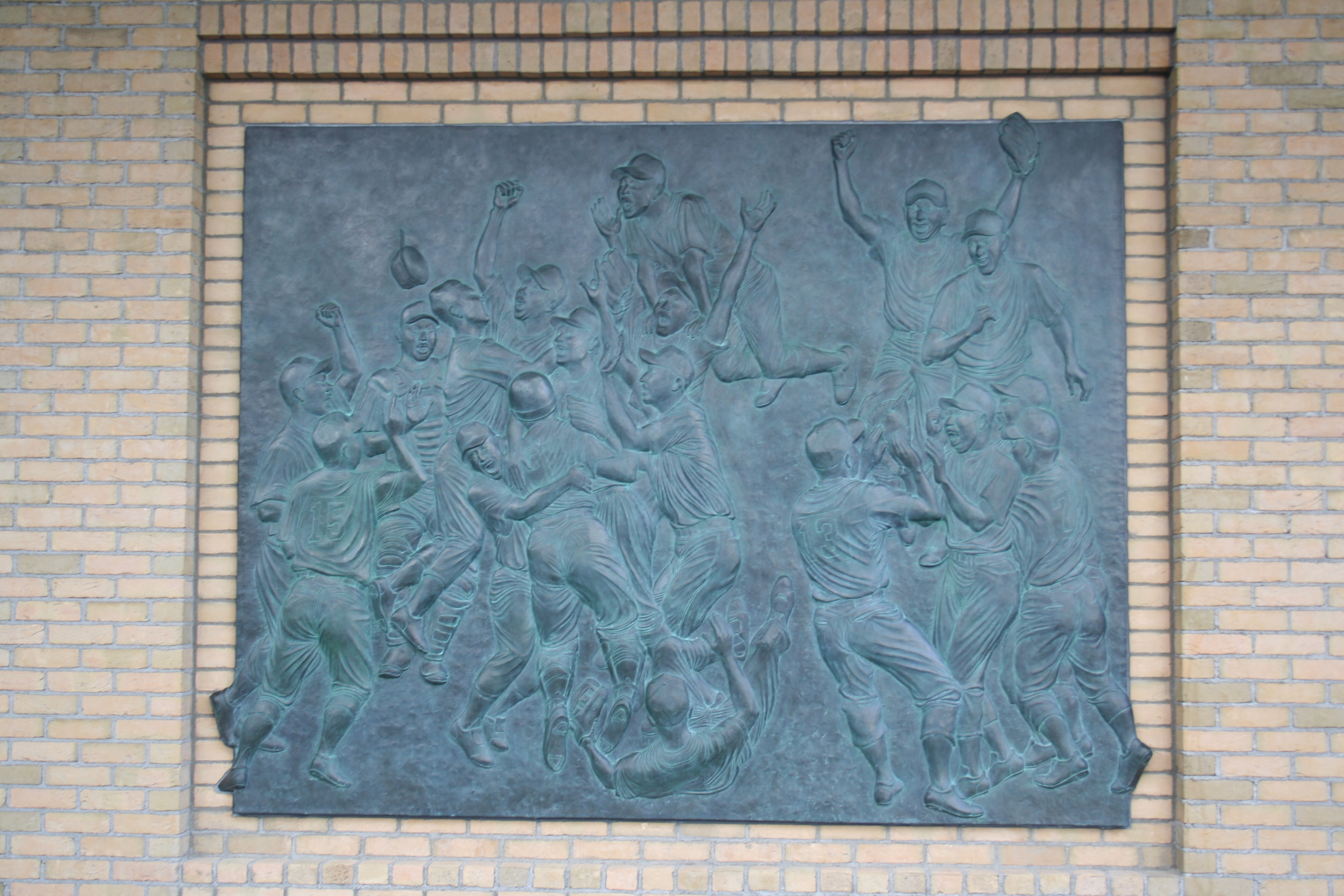
球場正面の球場リニューアル記念レリーフ（左：「歓喜 高校球児」）
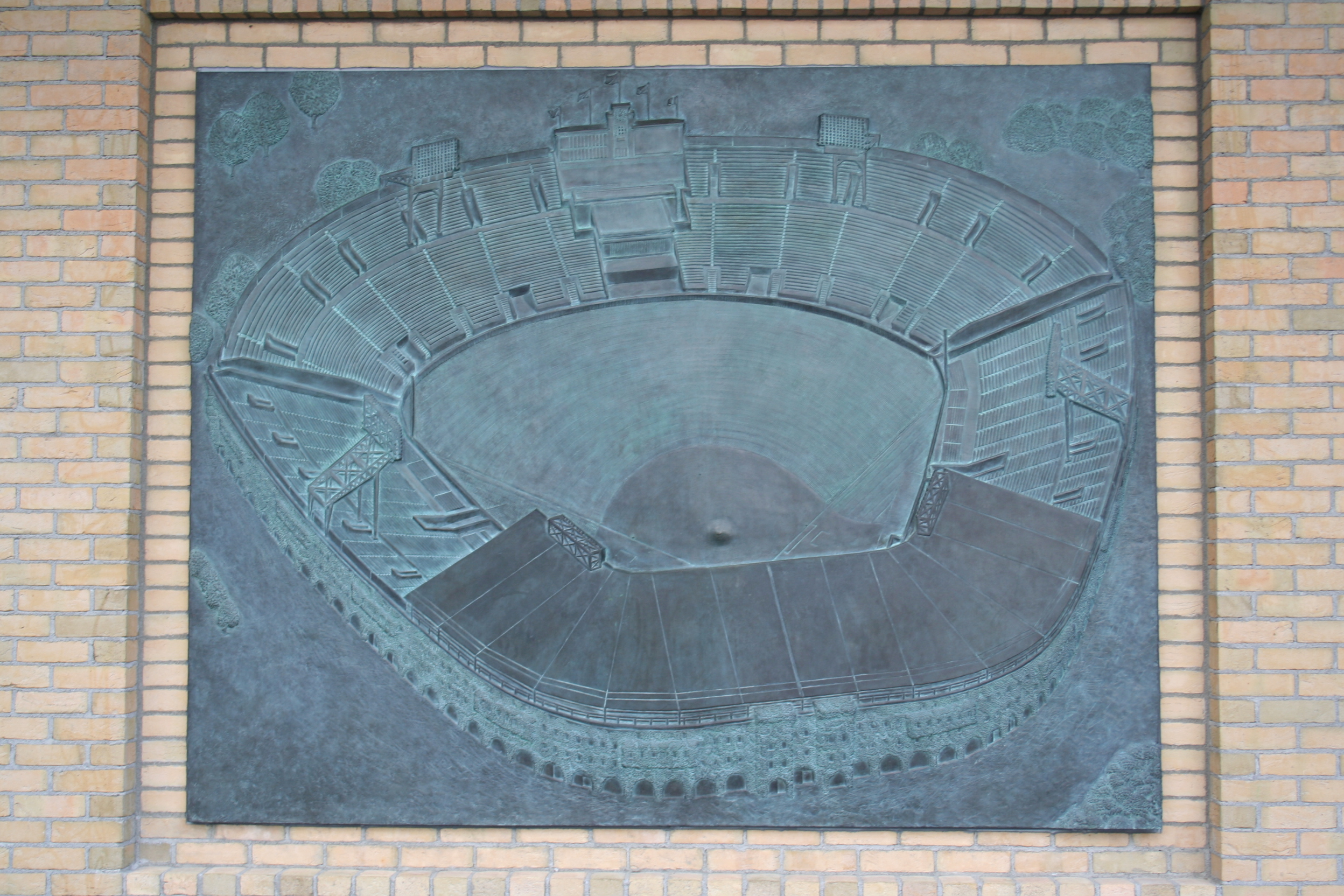
リニューアル記念レリーフ（中：「伝統の継承 蔦に彩られた甲子園球場」）
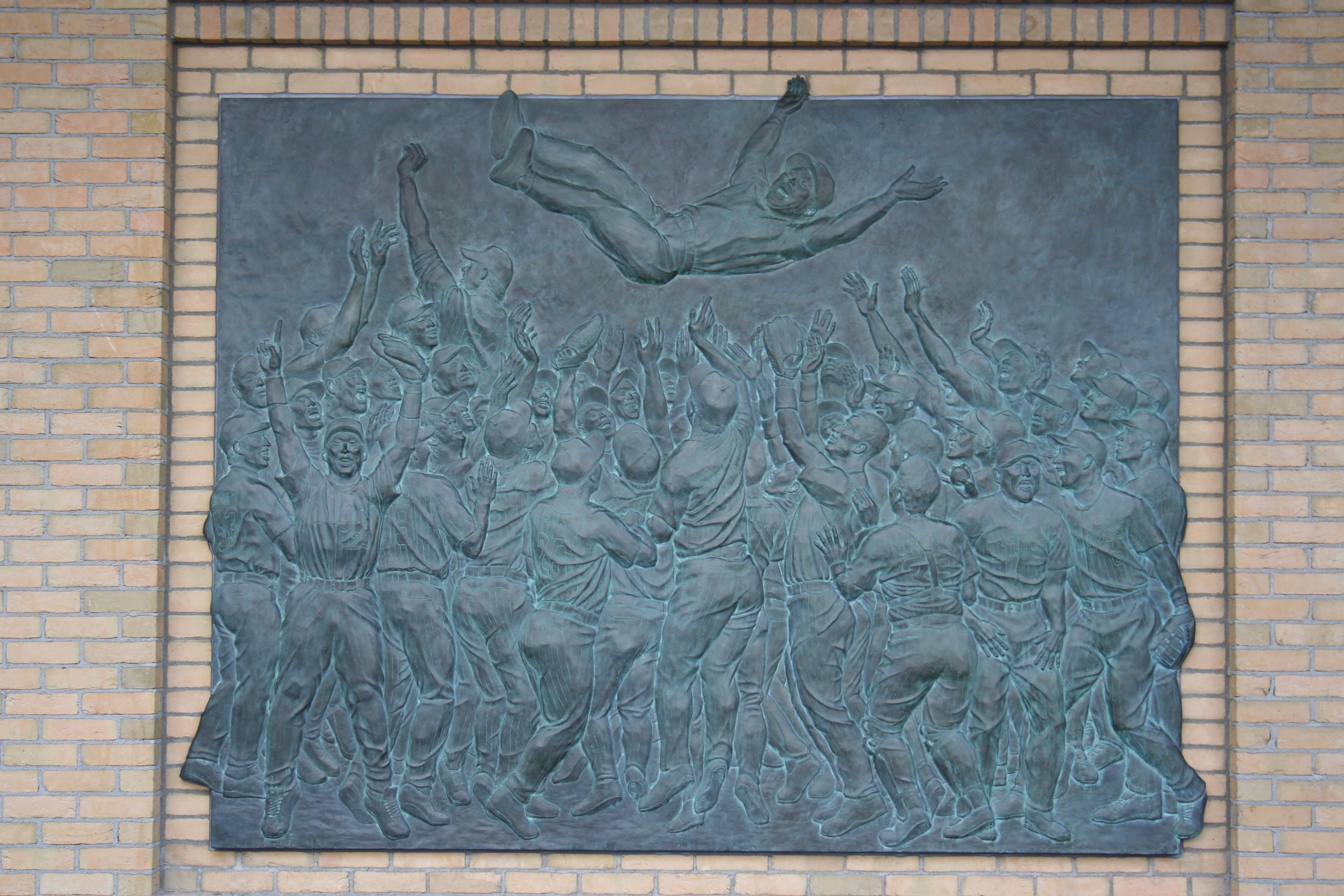
リニューアル記念レリーフ（右：「感動のリーグ制覇 阪神タイガース」）

## 交通機関

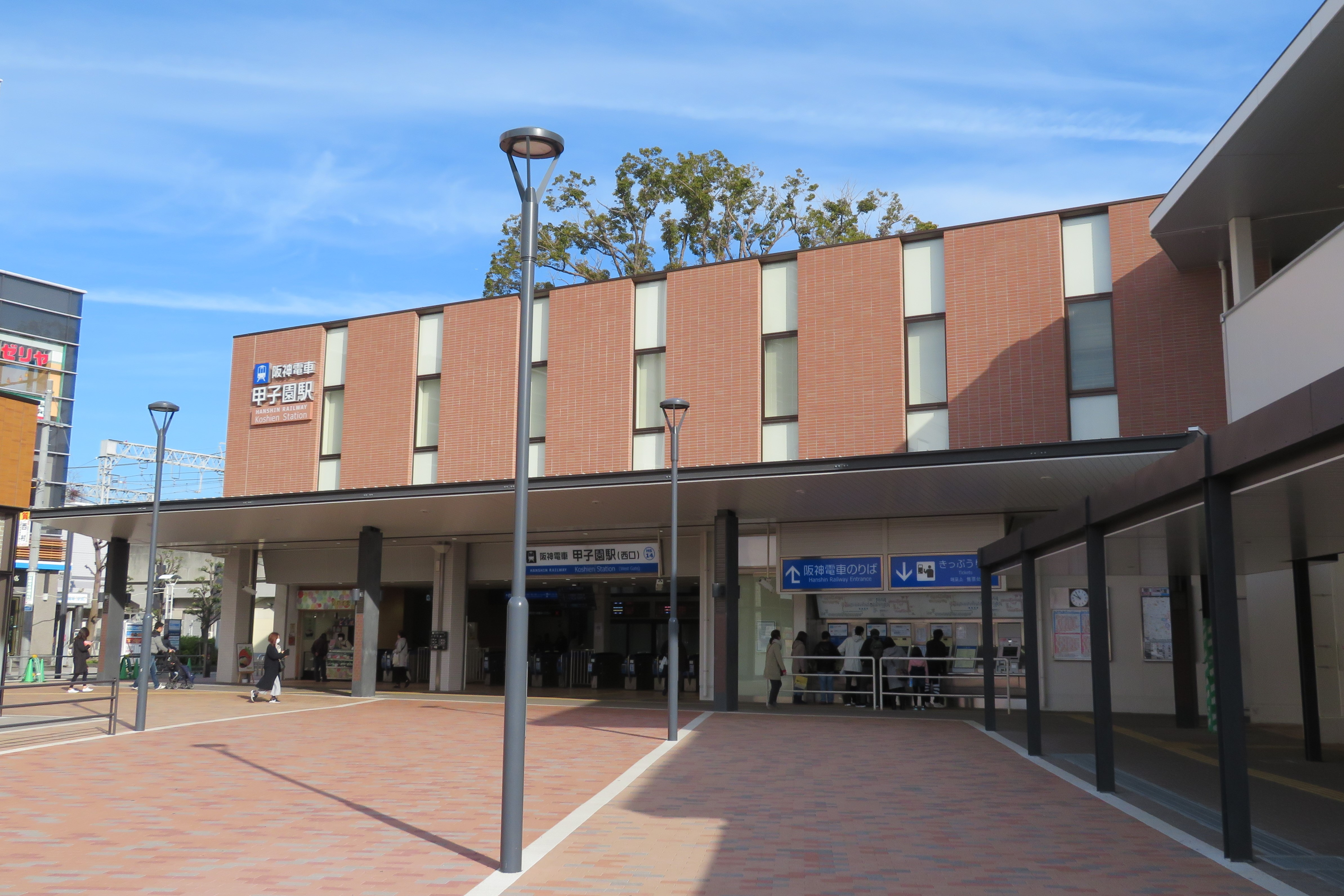
甲子園駅西口（2020年1月）。開催日には多数の観客で混雑するが、長年の経験から大量の乗客の扱いに慣れており、試合展開を先読みして臨時列車を運転するなどの対策がとられている。

### 列車・バス
阪神本線甲子園駅下車の経路が最も多く利用されている。
甲子園駅の隣駅である鳴尾・武庫川女子大前駅（大阪側）、久寿川駅（神戸側）まではともに1km弱の距離である。特急列車を利用しない観客の中には、試合終了後の混雑を避けるために、徒歩でこれらの両駅を利用する者もいる。
阪神なんば線開業後は、大阪市此花区からはもとより、特に相互乗り入れ先の近鉄奈良線沿線の東大阪市・奈良県生駒市・同奈良市、更に大阪難波駅から近鉄特急を利用すれば名古屋、伊勢志摩、同駅乗り換えで南海沿線からのアクセスも格段に向上している。また京セラドーム大阪への最寄り駅であるドーム前駅へも乗り換えなしで行けるようになった。
JR神戸線甲子園口駅からは約2km離れており、徒歩では約40分ほど、阪神バス利用でも約10分ほど、それぞれかかる。そのためプロ野球及び高校野球開催の時は誤下車防止の為三ノ宮駅及び大阪駅での乗り換えの案内の時に阪神電鉄を利用するよう案内している。
バスの場合、阪神バス「阪神甲子園」または「ららぽーと甲子園西」下車すぐ。

### 自家用車
球場には観客用の専用駐車場はないため、違法駐車の防止も含めて、電鉄・球団側はシーズン中、CMや球場内・駅構内・車内アナウンス、駅ポスターなどで「来場には電車・バスをご利用ください」と頻繁に告知している。そのため、阪神西宮駅などの少々離れた駅近くの駐車場に車を停めて、電車や路線バスで来場すること（パークアンドライド）を勧めている。なお、ロイヤルスイート席の利用客に限り、球場敷地内に用意された駐車場を1室につき1台分のみ利用することができる。
球場より南方に1kmほど下った浜甲子園駅跡地にごく少数だけ駐車場が用意されているが、一般客の利用はできず、あくまで高校野球大会などの際に遠方からの来客と観戦ツアーバスのために用意されているものである。球場まで距離があるため、夏の高校野球選手権大会開催時にはシャトルタクシーが用意される。ただ、高校野球出場校の中には、自校の応援貸切バスを球場近くのマンションといった一般住宅の駐車場を開催期間中に借用する形で使用するケースもある。
このほか、観客の中には、野球開催時にのみ営業する私営の駐車場や、球場至近にある商業施設のコロワ甲子園やららぽーと甲子園の駐車場を利用するケースも見受けられる。なお、これら商業施設の駐車場では、球場での試合開催日に限り観戦客の駐車を極力排除するため、3時間を超える駐車には本来の駐車料金に加えて特別駐車料金として6,000円を加算している（ただし、買い物客およびキッザニア甲子園利用客には一定の条件で特別駐車料金は免除される）。また、球場周辺のコインパーキングでも同様に、試合開催日当日に限り割増料金を設定している。
甲子園阪神パークが閉園した2003年までは、阪神パークの南側にあった大駐車場を球場の観客向けに使用していた。また、2002年までは甲子園競輪場とその横にあった自動車学校の駐車場を借用することで、両駐車場合わせて2000台以上の駐車スペースを確保していた。
近年では、ベンチャー企業のakippaが球場周辺で空きガレージを保有する民家と提携し、会員向けにその空きガレージを一時的に駐車場として提供するサービスを行っている。